# Liste der Biografien/Krau
Liste der Biografien |
Portal Biografien |
Personensuche
# |
A |
B |
C |
D |
E |
F |
G |
H |
I |
J |
K |
L |
M |
N |
O |
P |
Q |
R |
S |
T |
U |
V |
W |
X |
Y |
Z |
?
 
Ka |
Kb |
Kc |
Kd |
Ke |
Kf |
Kg |
Kh |
Ki |
Kj |
Kl |
Km |
Kn |
Ko |
Kp |
Kr |
Ks |
Kt |
Ku |
Kv |
Kw |
Ky |
Kx |
Kz
 
Kra |
Krb |
Krc |
Kre |
Krg |
Krh |
Kri |
Krj |
Krk |
Krl |
Krm |
Krn |
Kro |
Krp |
Krs |
Krt |
Kru |
Kry |
Krz
 
Kraa |
Krab |
Krac |
Krad |
Krae |
Kraf |
Krag |
Krah |
Krai |
Kraj |
Krak |
Kral |
Kram |
Kran |
Krap |
Krar |
Kras |
Krat |
Krau |
Krav |
Kraw |
Krax |
Kray |
Kraz
Die Liste der Biografien führt alle Personen auf, die in der deutschsprachigen Wikipedia einen Artikel haben. Dieses ist eine Teilliste mit 1045 Einträgen von Personen, deren Namen mit den Buchstaben „Krau“ beginnt.

## Krau
- Krau, Ingrid (* 1942), deutsche Stadtplanerin und Hochschullehrerin für Stadtentwicklung

### Krauc
- Krauch, Carl (1887–1968), deutscher Chemiker, Manager in der Chemischen Industrie, NS-Funktionär, verurteilter KriegsverbrecherCarl Krauch (1887–1968)

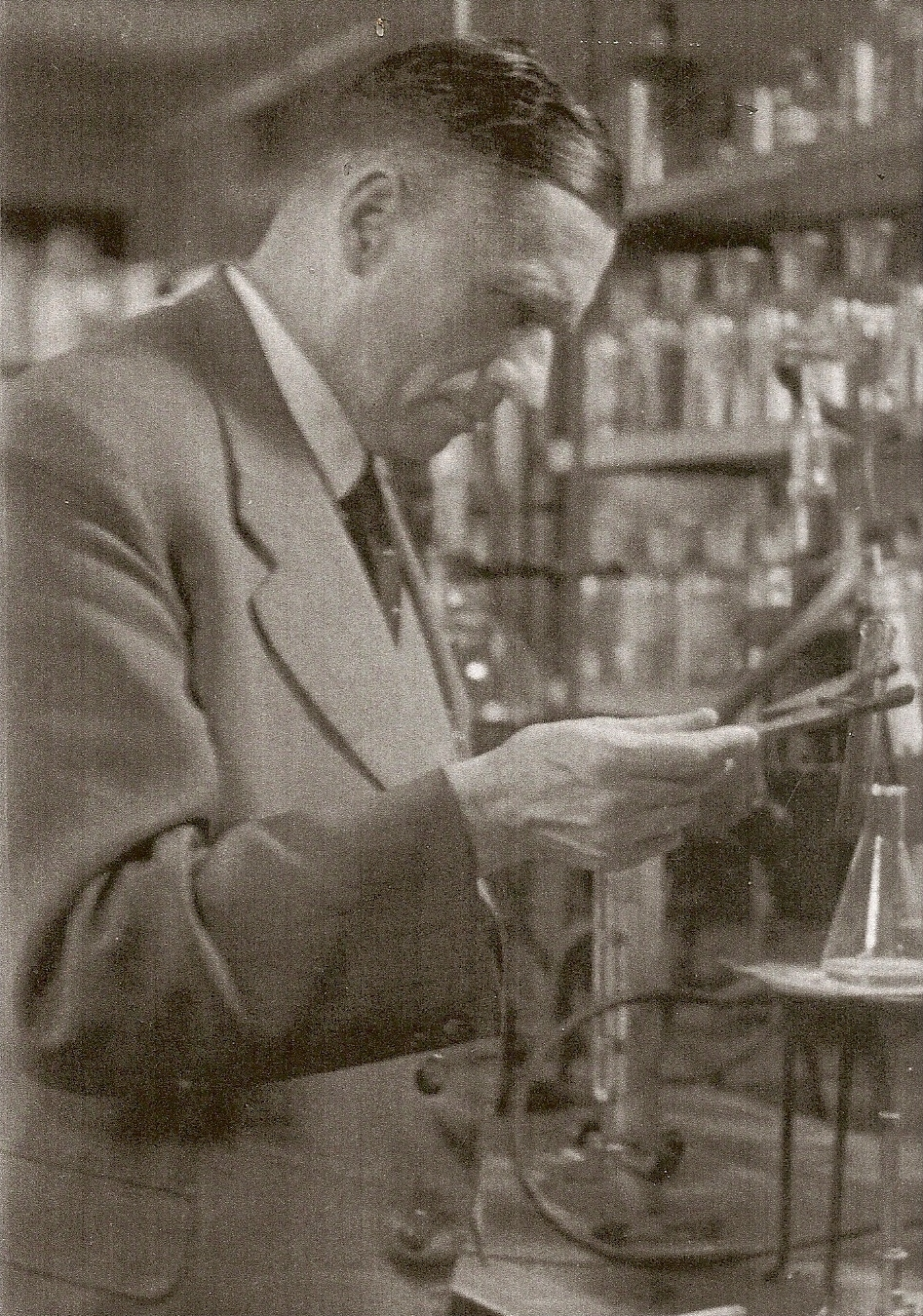
Carl Krauch (1887–1968)

- Krauch, Carl Heinrich (1931–2004), deutscher Chemiker und Industriemanager
- Krauch, Carl senior (1853–1934), deutscher Chemiker
- Krauch, Helmut (1927–2010), deutscher Soziologe und Systemforscher
- Krauchenberg, Georg von (1776–1843), hannoverischer Generalmajor
- Kräuchi, Alessandro (* 1998), Schweizer Fussballspieler
- Kräuchi, Walter (1913–1996), Schweizer Politiker (SP)
- Krauchthal, Petermann von († 1425), Schultheiss der Stadt Bern
- Krauchthaler, Fritz (1915–2002), Schweizer Politiker
- Krauchuk, Matheus (* 1997), brasilianischer Volleyballspieler

### Kraud
- Kraudn Sepp (1896–1977), bayerischer Zitherspieler und Volksmusiksänger

### Kraue
- Krauel, Christian (1800–1854), deutscher Mediziner (Gynäkologe)
- Krauel, Friedrich Richard (1848–1918), deutscher Diplomat
- Krauel, Sophie (* 1985), deutsche Weitspringerin
- Krauel, Wilhelm (1876–1952), deutscher Schriftsteller
- Krauer, Heinrich (1755–1827), Schweizer Mediziner und Staatsmann
- Krauer, Johann Georg (1792–1845), Schweizer Naturwissenschaftler, Arzt und Dichter

### Krauf
- Kraufmann, Otto (1906–1972), deutscher Widerstandskämpfer gegen das NS-Regime und Wirtschaftsbürgermeister der Stadt Stuttgart (KPD, SPD)

### Krauh
- Krauhs, Helmut (1912–1995), österreichischer Künstler

### Krauj
- Kraujelis, Jeronimas (1938–2019), litauischer Agronom, Landwirtschaftsunternehmer, ehemaliger Politiker und Landwirtschaftsminister Litauens

### Kraul
- Kraul, Hans Peter (1863–1915), dänischer Kaufmann
- Kraul, Margret (* 1945), deutsche Erziehungswissenschaftlerin und Professorin für Pädagogik
- Kraul, Otto (1892–1972), deutscher Kapitän, Walfänger und Polarforscher
- Krauland, Peter (1903–1985), österreichischer Rechtsanwalt, Politiker (VF, ÖVP), Abgeordneter zum Nationalrat
- Krauland, Walter (1912–1988), österreichischer Rechtsmediziner und Hochschullehrer
- Krauleidis, Raymund (* 1973), deutscher Autor
- Kraulich, Tobias (* 1999), deutscher Fußballspieler
- Krauliz, Alf (* 1947), österreichischer Kulturmanager, Künstler und Musiker des Austropop

### Kraum
- Kraume, Anne, deutsche Romanistin
- Kraume, Hans-Georg (* 1948), deutscher Historiker und ehemaliger Leiter des Stadtarchivs Duisburg
- Kraume, Lars (* 1973), deutscher Regisseur und ProduzentLars Kraume (* 1973)

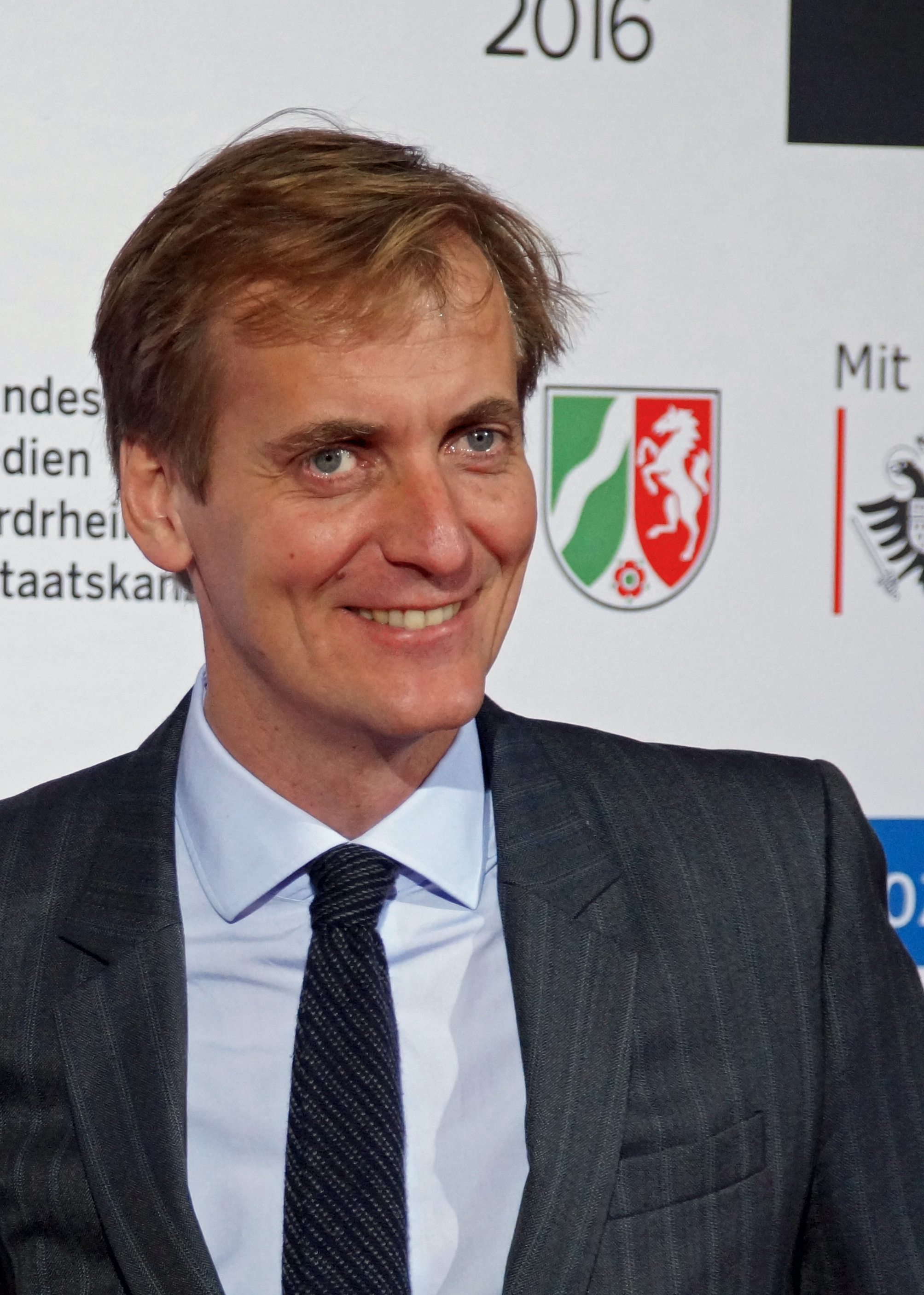
Lars Kraume (* 1973)

- Kraume, Matthias (* 1955), deutscher Chemie- und Prozessingenieur

### Kraup
- Kräupl, Günther (* 1942), deutscher Jurist
- Kraupner, Heinz (1890–1971), österreichischer Politiker (SPÖ), Landesrat in der Salzburger Landesregierung
- Kraupp, Anders (* 1959), schwedischer Curler
- Kraupp, Otto (1920–1998), österreichischer Pharmakologe und Hochschullehrer
- Kraupp, Sebastian (* 1985), schwedischer Curler

### Kraus

#### Kraus V
- Kraus von Elislago, Heinrich (1862–1932), österreichischer kaiserlich-königlicher Feldmarschalleutnant
- Kraus von Wolfsberg, Emilie (1785–1845), Geliebte Napoléon Bonapartes

#### Kraus, A – Kraus, X

##### Kraus, A
- Kraus, Adalbert (* 1937), deutscher Opernsänger (Tenor) und Gesangspädagoge
- Kraus, Adolph (1858–1901), deutscher Bildhauer
- Kraus, Agnes (1911–1995), deutsche Schauspielerin
- Kraus, Alanna (* 1977), kanadische Shorttrackerin
- Kraus, Albert (* 1980), niederländischer K1-Sportler
- Kraus, Albrecht Gustav (1812–1883), Jurist und Mitglied der kurhessischen Ständeversammlung
- Kraus, Alfred (1899–1979), deutscher Chemiker und Autor
- Kraus, Alfred (1924–2005), deutscher Fußballspieler
- Kraus, Alfred (1934–2022), deutscher Neurologe, Psychotherapeut und Psychiater
- Kraus, Alfredo (1927–1999), spanischer Opernsänger (Tenor) und GesangslehrerAlfredo Kraus (1927–1999)

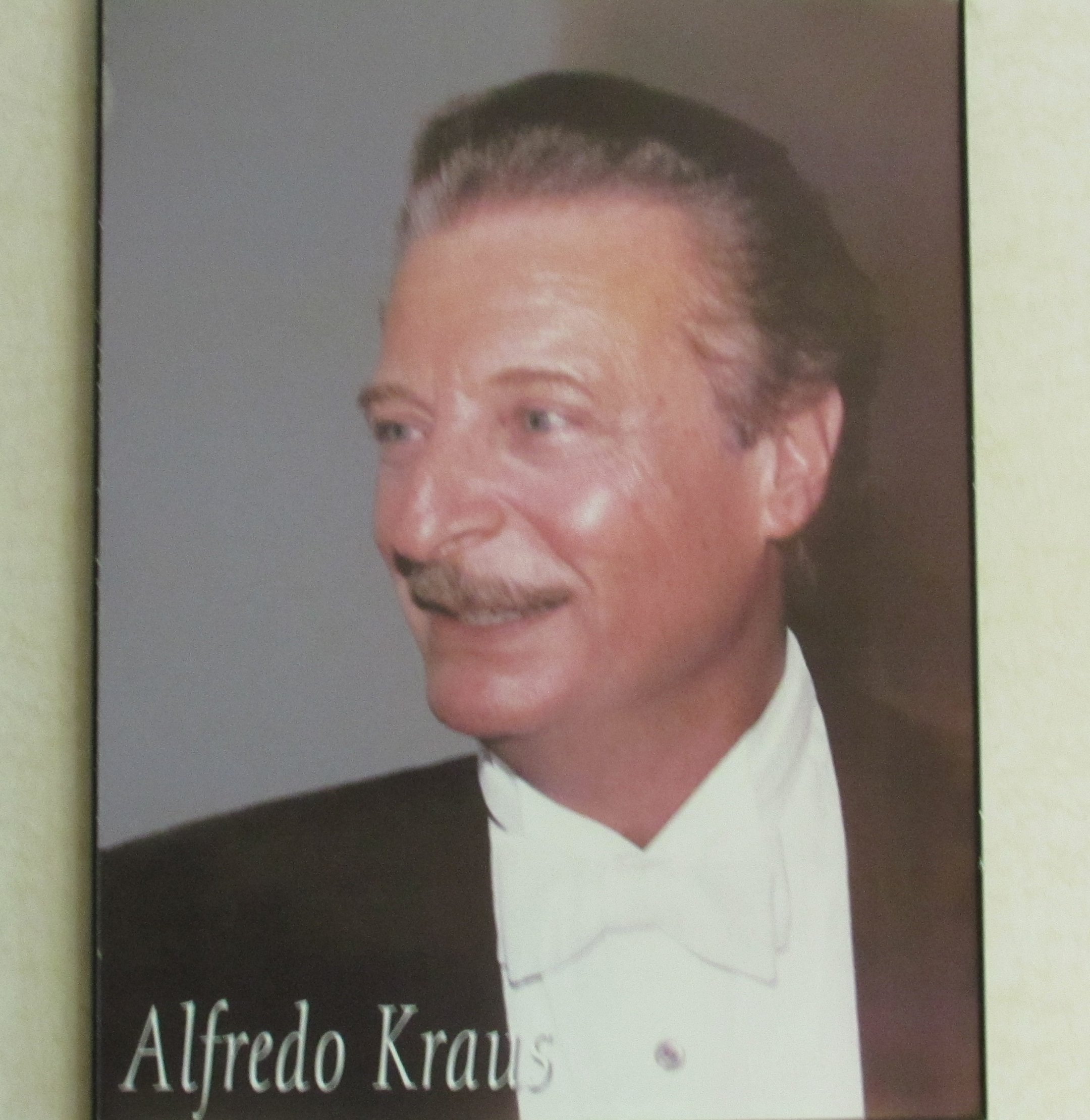
Alfredo Kraus (1927–1999)

- Kraus, Andi (* 1974), deutscher Komiker
- Kraus, Andreas, deutscher politischer Beamter
- Kraus, Andreas (1922–2012), deutscher Historiker
- Kraus, Angelika (* 1950), deutsche Schwimmerin
- Kraus, Anja (* 1967), deutsche Kunstpädagogin und Hochschullehrerin
- Kraus, Anni (1897–1986), österreichische Mundartschriftstellerin
- Kraus, Annie (* 1867), deutsche Schriftstellerin
- Kraus, Anton (1838–1872), deutscher Historienmaler
- Kraus, Anton Joseph Emanuel (1777–1860), österreichischer Diplomat und Beamter
- Kraus, Antonia (* 1995), deutsche Autorin
- Kraus, August (1868–1934), deutscher Bildhauer
- Kraus, Auguste (1853–1939), österreichische Opernsängerin (Sopran)

##### Kraus, B
- Kraus, Barbara (* 1967), deutsche Konzertorganistin und Fachbuchautorin
- Kraus, Barbara (* 1975), österreichische Physikerin
- Kraus, Benedikt (* 1725), österreichischer Komponist
- Kraus, Björn (* 1969), deutscher Sozialarbeitswissenschaftler
- Kraus, Brigitte (* 1956), deutsche Leichtathletin und Olympiateilnehmerin

##### Kraus, C
- Kraus, Carl (1851–1918), deutscher Pflanzenbauwissenschaftler und Pflanzenzüchter
- Kraus, Carl (* 1959), italienisch-österreichischer Kunsthistoriker, Autor und Kurator
- Kraus, Carl von (1868–1952), germanistischer Mediävist und Linguist
- Kraus, Charles August (1875–1967), US-amerikanischer Chemiker
- Kraus, Chris (* 1955), US-amerikanische Schriftstellerin und FilmemacherinChris Kraus (* 1955)

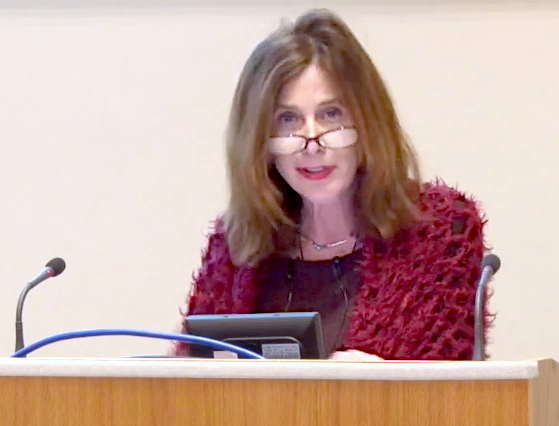
Chris Kraus (* 1955)

- Kraus, Chris (* 1963), deutscher Autor und Filmregisseur
- Kraus, Christian (* 1971), deutscher Psychotherapeut und Schriftsteller
- Kraus, Christian (* 1978), deutscher Säbelfechter
- Kraus, Christian Jakob (1753–1807), deutscher Philosoph und Kameralwissenschaftler
- Kraus, Christina Shuttleworth (* 1958), US-amerikanische Klassische Philologin
- Kraus, Christof (* 1978), deutscher Künstler

##### Kraus, D
- Kraus, Dagmara (* 1981), deutsche Lyrikerin und Übersetzerin
- Kraus, Daniel (* 1984), deutscher Fußballtorwart und Trainer
- Kraus, Detlef (1919–2008), deutscher Pianist
- Kraus, Dieter (* 1972), deutscher Musiker, Saxophonist und Orchestermusiker
- Kraus, Dietmar (* 1970), deutscher Filmeditor, Kurator und Dozent

##### Kraus, E
- Kraus, Eberhard (1931–2003), deutscher Organist, Cembalist und Komponist
- Kraus, Edith (1913–2013), israelische Pianistin
- Kraus, Eduard von (1818–1899), preußischer Generalmajor
- Kraus, Edward H. (1875–1973), US-amerikanischer Mineraloge
- Kraus, Egon (1912–2001), deutscher Musikpädagoge
- Kraus, Elisabeth (* 1956), deutsche Historikerin
- Kraus, Else C. (1899–1978), deutsche Pianistin
- Kraus, Emil (1893–1972), Oberbürgermeister von Mainz
- Kraus, Engelbert (1901–1974), deutscher Politiker (CSU), MdL Bayern und Bürgermeister
- Kraus, Engelbert (1934–2016), deutscher Fußballspieler
- Kraus, Ernst (1863–1941), deutscher Opernsänger (Heldentenor)
- Kraus, Ernst (1889–1970), deutscher Geologe
- Kraus, Ernst (1941–2017), deutscher Rennfahrer und Geschäftsmann
- Kraus, Erwin (1894–1966), deutscher Politiker (NSDAP), MdR
- Kraus, Eva (* 1971), deutsche Kunsthistorikerin und Museumsleiterin

##### Kraus, F
- Kraus, Felix von (1805–1875), österreichischer Arzt und Militär
- Kraus, Felix von (1870–1937), österreichischer Sänger und Hochschullehrer
- Kraus, Flora (1880–1958), österreichische Pädagogin und Psychoanalytikerin
- Kraus, Florian (* 1977), deutscher Chemiker und Hochschullehrer
- Kraus, Franz (1834–1897), österreichischer Höhlenforscher
- Kraus, Franz (1879–1962), sudetendeutscher Verleger und Kulturfunktionär
- Kraus, Franz (1903–1948), deutscher SS-Sturmbannführer und Verwaltungsführer in KonzentrationslagernFranz Kraus (1903–1948)

Franz Kraus (1903–1948)

- Kraus, Franz (1913–1942), tschechoslowakischer Skispringer
- Kraus, Franz (1927–2016), österreichischer Lehrer, Volksschuldirektor, Heimatforscher und Politiker, Landtagsabgeordneter der Steiermark
- Kraus, Franz (* 1947), deutscher Elektroingenieur und Vorstand der ARRI AG
- Kraus, Franz Xaver (1840–1901), deutscher Kunst- und Kirchenhistoriker
- Kraus, Fred (1912–1993), österreichischer Kabarettist, Schauspieler und Showproduzent
- Kraus, Fred (* 1959), US-amerikanischer Herpetologe
- Kraus, Friedrich (1826–1894), deutscher Maler
- Kraus, Friedrich (1858–1936), österreichischer Arzt, Internist und Pathologe
- Kraus, Friedrich (1903–1969), deutscher Politiker (SPD), MdB
- Kraus, Fritz Rudolf (1910–1991), deutscher Altorientalist

##### Kraus, G
- Kraus, Georg (* 1938), deutscher römisch-katholischer Theologe
- Kraus, Georg (* 1965), deutscher Managementberater und Wirtschaftsingenieur
- Kraus, Georg Friedrich (1718–1784), deutscher Rechtswissenschaftler
- Kraus, Georg Melchior (1737–1806), deutscher Maler, Pädagoge und UnternehmerGeorg Melchior Kraus (1737–1806)

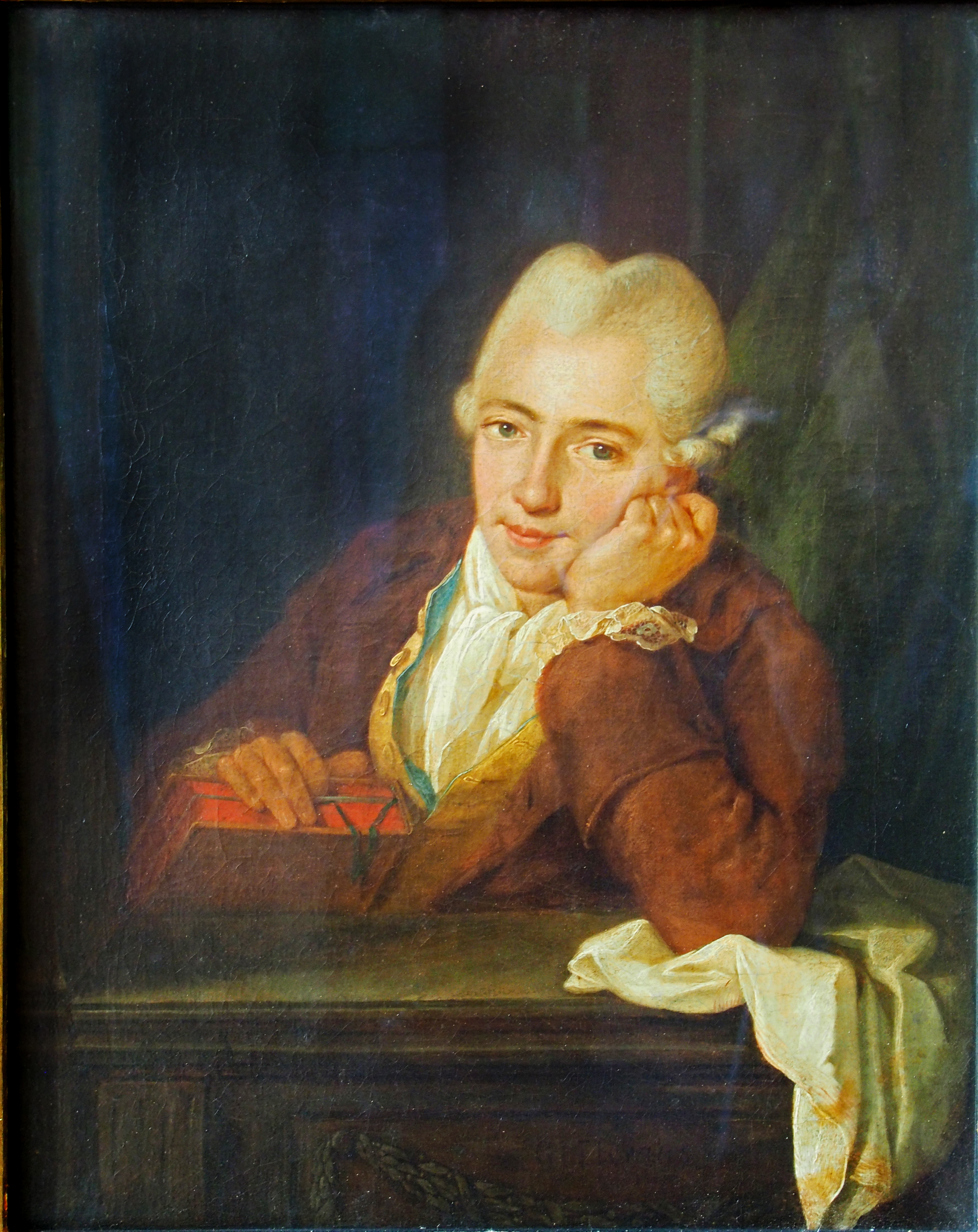
Georg Melchior Kraus (1737–1806)

- Kraus, Gerd (* 1967), deutscher Fischereibiologe
- Kraus, Gertrud (1901–1977), österreichisch-israelische Ausdruckstänzerin, Choreografin und Tanzpädagogin
- Kraus, Gisela (1921–2001), deutsche Malerin und Glasgestalterin
- Kraus, Gregor (1841–1915), deutscher Botaniker und Hochschulprofessor
- Kraus, Greta (1907–1998), kanadische Pianistin, Cembalistin und Musikpädagogin
- Kraus, Günther (1930–1988), österreichischer Künstler, Maler
- Kraus, Guntram, deutscher Skispringer
- Kraus, Gustav (1804–1852), bayerischer Lithografiekünstler

##### Kraus, H
- Kraus, Hannelore (1939–2023), deutsche Politologin und Pensionswirtin in Frankfurt-Gutleutviertel
- Kraus, Hans (1879–1952), deutscher Volkswirt und Politiker (CSU), bayerischer Staatsminister
- Kraus, Hans (1939–2008), deutscher Kommunalpolitiker (CSU)
- Kraus, Hans (* 1943), deutscher Fußballspieler
- Kraus, Hans Peter (1907–1988), austro-amerikanischer Buchhändler, Antiquar und Sammler
- Kraus, Hans-Christof (* 1958), deutscher Historiker
- Kraus, Hans-Georg (1949–2020), deutscher Fußballspieler
- Kraus, Hans-Joachim (1918–2000), deutscher reformierter Theologe
- Kraus, Hans-Werner (1915–1990), deutscher Offizier, zuletzt Kapitänleutnant der Kriegsmarine
- Kraus, Hansi (* 1952), deutscher Schauspieler
- Kraus, Heinrich (1899–1966), Maler und Kopist
- Kraus, Heinrich (1923–2018), österreichischer Theaterwissenschaftler und Theaterdirektor
- Kraus, Heinrich (1932–2015), deutscher Schriftsteller und Mundartdichter
- Kraus, Heinz-Günter (* 1945), deutscher Physiker und Politiker (CDU)
- Kraus, Helmut (1930–2019), deutscher Meteorologe
- Kraus, Helmut (* 1938), deutscher Fußballspieler
- Kraus, Helmut (* 1952), deutscher Eisschnellläufer und Eisschnelllauftrainer
- Kraus, Henriette (* 1999), deutsche Skispringerin
- Kraus, Herbert (1884–1965), deutscher Völkerrechtler
- Kraus, Herbert (1937–2018), österreichischer Ökonom und Hochschullehrer
- Kraus, Herbert Alois (1911–2008), österreichischer Journalist und Politiker (VdU), Abgeordneter zum Nationalrat
- Kraus, Hermann (1888–1941), deutscher Politiker
- Kraus, Herold (1920–2013), deutscher Opernsänger (Tenor)
- Kraus, Hertha (1897–1968), deutsch-US-amerikanische Sozialwissenschaftlerin jüdischer Abstammung
- Kraus, Honorius (1773–1850), österreichischer Benediktiner und Seelsorger

##### Kraus, I
- Kraus, Ivan (* 1939), tschechischer Puppenspieler, Schriftsteller und Drehbuchautor

##### Kraus, J
- Kraus, Jakob (1904–1943), deutscher Widerstandskämpfer gegen den Nationalsozialismus
- Kraus, Jan (* 1953), tschechischer Schauspieler
- Kraus, Janis (* 1989), deutscher Fußballspieler
- Kraus, Johann Adam (1904–1992), deutscher römisch-katholischer Pfarrer, Heimatforscher und Archivar
- Kraus, Johann Baptist (1700–1762), Fürstabt von Sankt Emmeram
- Kraus, Johann Baptist (1805–1893), Pfarrer in Arenberg und Erbauer der Wallfahrtskirche St. Nikolaus und der Landschaftsbilderbibel
- Kraus, Johann Georg (1787–1868), bayerischer Politiker
- Kraus, Johann Gottfried (1680–1739), deutscher Rechtswissenschaftler
- Kraus, Johann Gottlieb (1684–1736), deutscher Historiker und Rhetoriker
- Kraus, Johannes (1893–1969), deutscher Theologe und Priester
- Kraus, John D. (1910–2004), US-amerikanischer Physiker
- Kraus, Joo (* 1966), deutscher Jazztrompeter und KomponistJoo Kraus (* 1966)

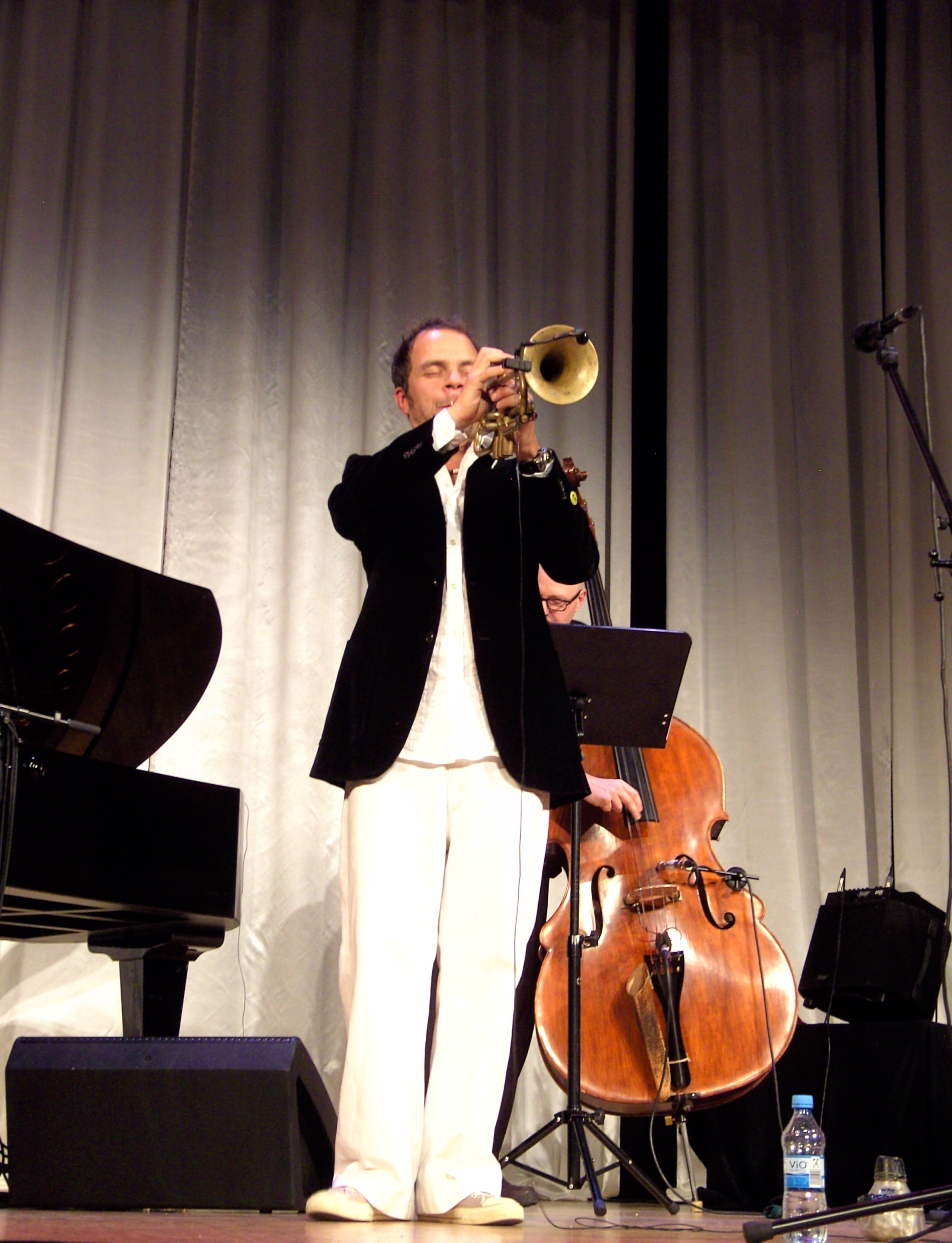
Joo Kraus (* 1966)

- Kraus, Josef, tschechoslowakischer Skispringer
- Kraus, Josef (1890–1971), österreichischer Landwirt und Politiker (CSP, VF, ÖVP), Landtagsabgeordneter, Abgeordneter zum Nationalrat
- Kraus, Josef (1895–1979), deutscher römisch-katholischer Pfarrer und Heimatforscher
- Kraus, Josef (1903–1940), deutscher Politiker (NSDAP), MdR
- Kraus, Josef (* 1949), deutscher Lehrer und Präsident des Deutschen Lehrerverbandes (DL)
- Kraus, Joseph (1877–1939), deutscher Politiker
- Kraus, Joseph (1919–1993), deutscher Pädagoge und Hochschulprofessor
- Kraus, Joseph Anton († 1721), deutscher Bildhauer
- Kraus, Joseph Martin (1756–1792), deutscher Komponist und Kapellmeister
- Kraus, Josy (1908–2001), luxemburgischer Radsportler
- Kraus, Jürgen (* 1951), deutscher Militärhistoriker und Museumskonservator
- Kraus, Jürgen (* 1969), deutscher Hörfunkjournalist und Programmdirektor
- Kraus, Jürgen (* 1987), deutscher Slalom-Kanute

##### Kraus, K
- Kraus, Karl (1874–1936), österreichischer SchriftstellerKarl Kraus (1874–1936)

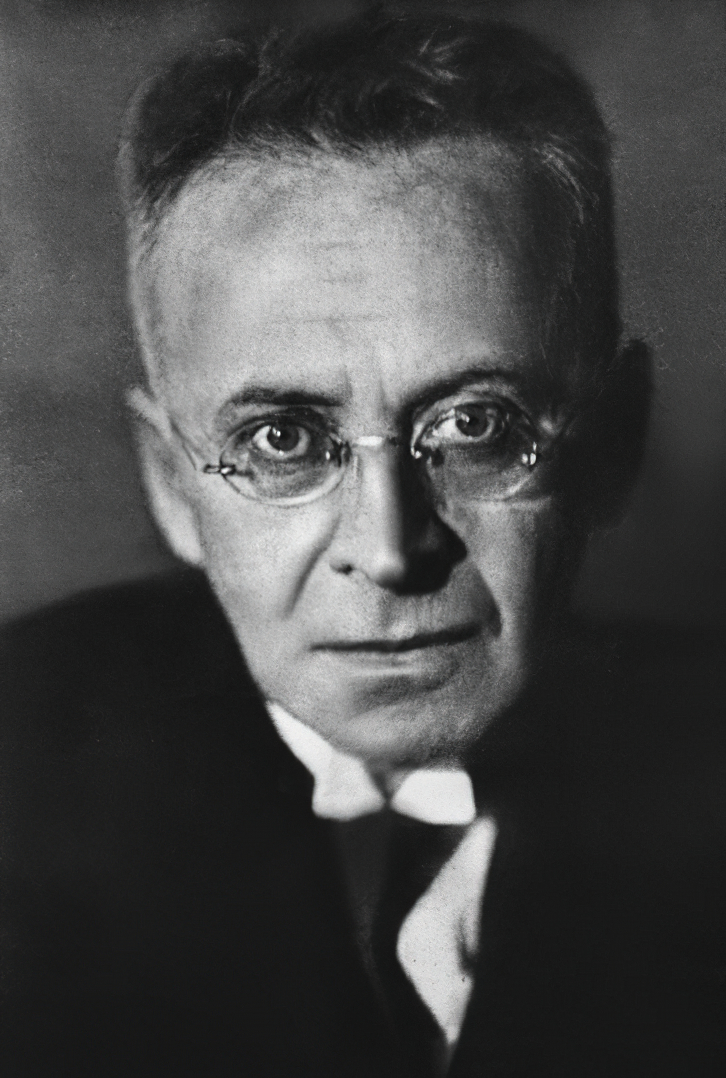
Karl Kraus (1874–1936)

- Kraus, Karl (1895–1967), deutscher Organist und Musikpädagoge
- Kraus, Karl (1939–2006), deutsch-österreichischer Geodät und Hochschulrektor
- Kraus, Karl (Physiker) (1938–1988), deutscher theoretischer Physiker
- Kraus, Karl Hermann (1941–1997), deutscher Maler, Grafiker und Objektkünstler
- Kraus, Karola (* 1961), deutsche Kunsthistorikerin
- Kraus, Katja (* 1970), deutsche Fußballspielerin und -funktionärinKatja Kraus (* 1970)

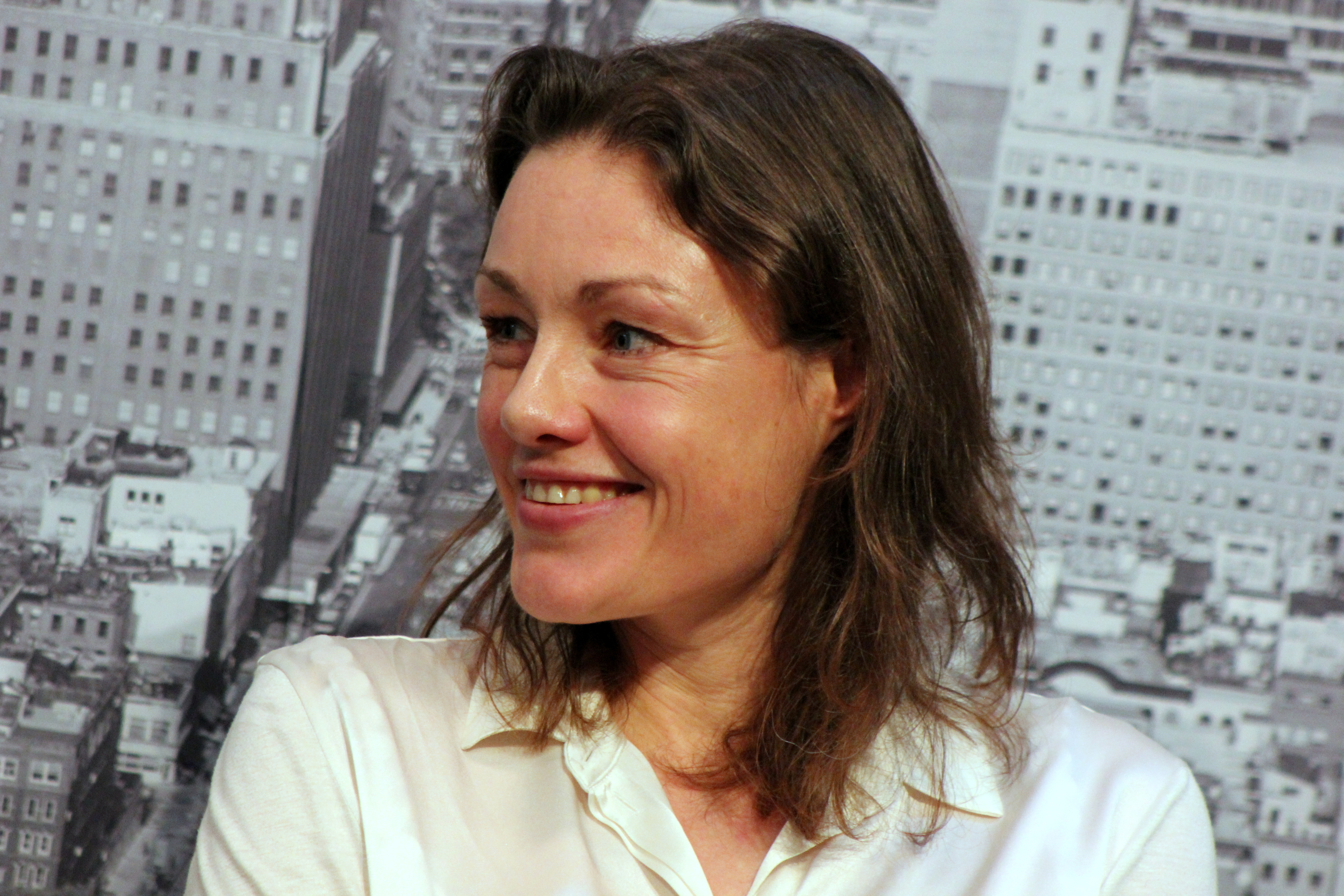
Katja Kraus (* 1970)

- Kraus, Katrin (* 1973), deutsch-schweizerische Erziehungswissenschaftlerin
- Kraus, Kevin (* 1992), deutscher Fußballspieler
- Kraus, Konrad (1833–1886), deutscher Architekt und Schriftsteller

##### Kraus, L
- Kraus, Lambert (1728–1790), Komponist und Abt in der bayerischen Benediktinerabtei Metten
- Kraus, Lili (1905–1986), britische Pianistin ungarischer Abstammung
- Kraus, Lilo (* 1956), deutsche Harfenistin und Hochschullehrerin
- Kraus, Ludwig (1907–1987), deutscher Motorradrennfahrer
- Kraus, Ludwig (1911–1997), deutscher Manager, Technikvorstand der Audi NSU Auto Union AG (1963–1973)
- Kraus, Ludwig August (1777–1845), deutscher Mediziner

##### Kraus, M
- Kraus, Manfred (1928–2021), deutscher Zoologe, Direktor des Tiergartens Nürnberg
- Kraus, Mara (1925–2024), Emigrantin auf der Flucht vor dem NS-Regime und Schriftstellerin
- Kraus, Marianne (1765–1838), Malerin und Hofdame
- Kraus, Marinus (* 1991), deutscher Skispringer
- Kraus, Martin (* 1993), österreichischer Fußballspieler
- Kraus, Matthias (1671–1706), deutscher Anführer des so genannten Krausaufstandes
- Kraus, Maximilian (* 1984), deutscher Schauspieler
- Kraus, Melanie (* 1974), deutsche Langstreckenläuferin
- Kraus, Michael (1908–2003), rumänisch-kanadischer Unternehmer und Geistlicher der Neuapostolischen Kirche
- Kraus, Michael (* 1955), deutscher Schwimmer
- Kraus, Michael (* 1957), österreichischer Opernsänger (Bariton)
- Kraus, Michael (* 1983), deutscher HandballspielerMichael Kraus (* 1983)

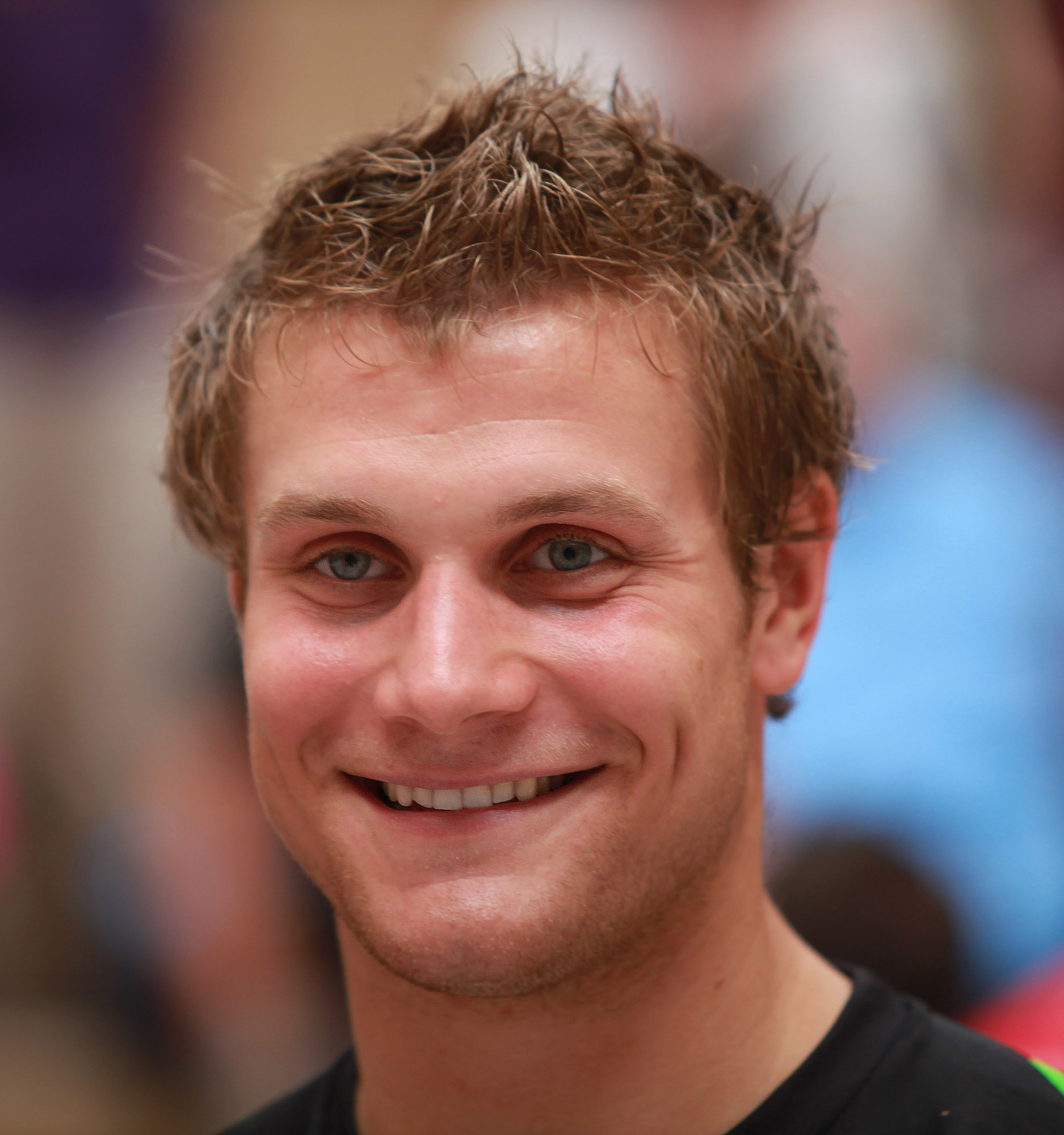
Michael Kraus (* 1983)

- Kraus, Michal (* 1979), tschechischer Handballspieler
- Kraus, Milton (1866–1942), US-amerikanischer Politiker

##### Kraus, N
- Kraus, Nadine (* 1988), deutsche Fußballspielerin
- Kraus, Nikolaus (* 1965), deutscher Landwirt und Politiker (Freie Wähler), MdL Bayern
- Kraus, Nikolaus (* 1996), österreichischer Eishockeyspieler
- Kraus, Noah (* 2001), deutscher Filmschauspieler und Kinderdarsteller
- Kraus, Norbert (* 1957), deutscher Bildhauer und Medienkünstler

##### Kraus, O
- Kraus, Ognjen (* 1945), kroatischer Arzt, Präsident der Jüdischen Gemeinde Zagreb
- Kraus, Oliver (* 1970), deutscher Musiker und Komponist (Jazz und Pop)
- Kraus, Oskar (1872–1942), tschechischer Philosoph
- Kraus, Oskar (1887–1973), österreichischer Politiker (NSDAP) und Oberbürgermeister von Villach
- Kraus, Ota (1909–2001), tschechoslowakischer Schriftsteller und Journalist, Holocaust-Überlebender
- Kraus, Ota B. (1921–2000), tschechischer Schriftsteller und Lehrer
- Kraus, Otakar (1909–1980), tschechisch-britischer Opernsänger (Bariton) und Gesangspädagoge
- Kraus, Otto (1905–1984), deutscher Mineraloge und Naturschützer
- Kraus, Otto (1908–2001), deutscher Gewerkschafter und Politiker (SPD)
- Kraus, Otto (1930–2017), deutscher Zoologe

##### Kraus, P
- Kraus, Patricia (* 1965), spanische Sängerin
- Kraus, Paul (1904–1944), österreichischer Wissenschaftshistoriker und Arabist
- Kraus, Paul (1917–1942), deutscher Skispringer
- Kraus, Peter (1898–1954), deutscher Kriminalrat, SS-Führer sowie Gestapomitarbeiter
- Kraus, Peter (1932–2016), deutscher Sprinter
- Kraus, Peter (* 1939), österreichischer Schauspieler und SängerPeter Kraus (* 1939)

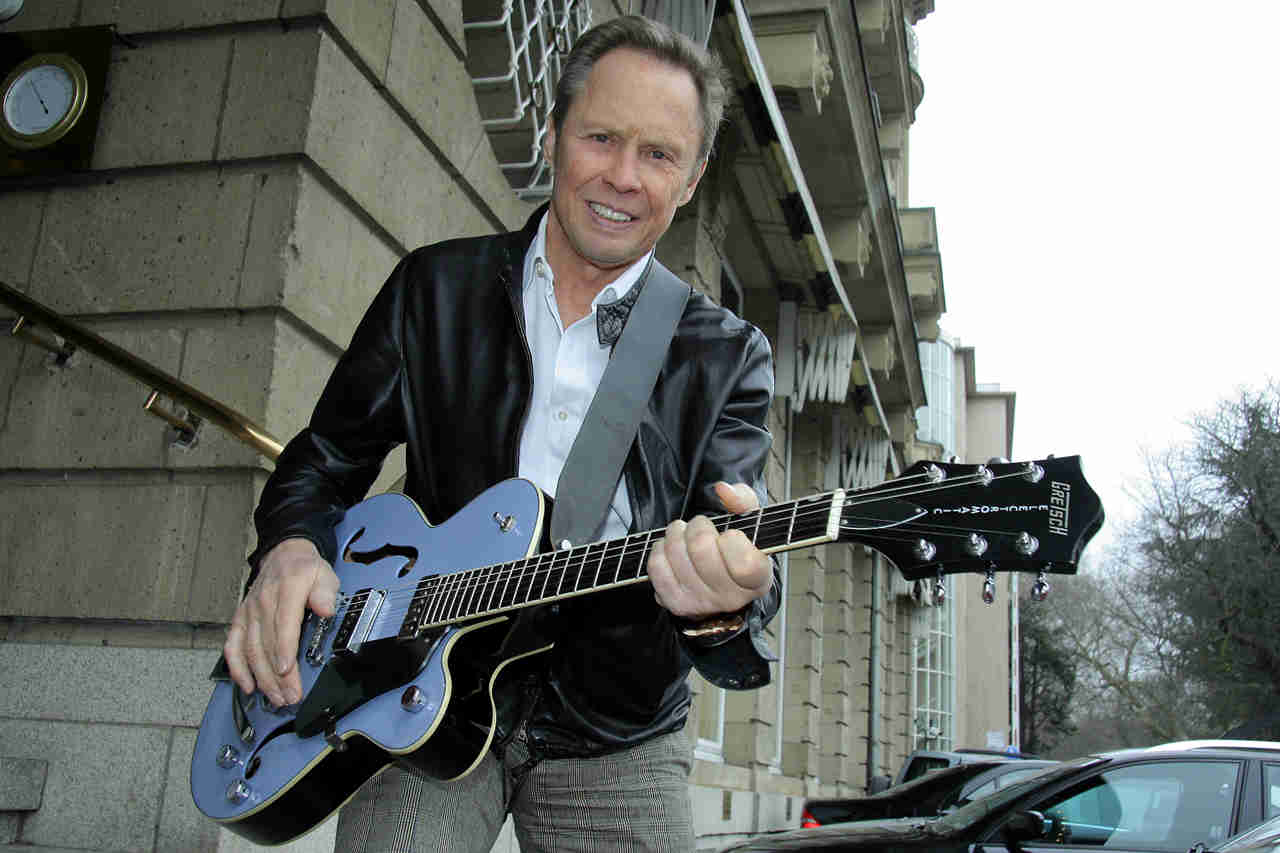
Peter Kraus (* 1939)

- Kraus, Peter (1941–2024), deutscher Hockeyspieler
- Kraus, Peter (* 1973), deutscher Eishockeyspieler
- Kraus, Peter (* 1986), österreichischer Politiker (Die Grünen), Landtagsabgeordneter
- Kraus, Peter A. (* 1960), spanischer Politologe
- Kraus, Petr (* 1966), tschechischer Unternehmer, Manager, Gründer der Gruppe Newton
- Kraus, Phil (1918–2012), US-amerikanischer Jazz- und Studiomusiker
- Kraus, Philipp (1879–1964), deutscher Opernsänger (Bariton), Regisseur und Gesangslehrer
- Kraus, Philipp Joseph (1789–1864), deutscher Maler, Lithograph und Zeichenlehrer in München und Bamberg

##### Kraus, R
- Kraus, Rafaela (* 1967), deutsche Wirtschaftswissenschaftlerin und Hochschullehrerin
- Kraus, Raffaela (* 1996), deutsche Schauspielerin und Moderatorin
- Kraus, Reinhart (* 1941), deutscher Diplomat
- Kraus, René (1902–1947), österreichischer Schriftsteller und Journalist
- Kraus, Richard (1902–1978), deutscher Dirigent
- Kraus, Robert (1898–1970), deutscher Maschinenbauer und Professor
- Kraus, Rudolf (1868–1932), österreichischer Mediziner
- Kraus, Rudolf (1882–1955), deutscher Politiker
- Kraus, Rudolf (1907–1988), deutscher Maler und Grafiker
- Kraus, Rudolf (1941–2018), deutscher Politiker (CSU)
- Kraus, Rudolf (* 1961), österreichischer Autor und Lyriker
- Kraus, Ryszard (1964–2013), polnischer Fußballspieler

##### Kraus, S
- Kraus, Sarit (* 1960), israelische Informatikerin
- Kraus, Sascha (* 1974), deutscher Wirtschaftswissenschaftler und Hochschullehrer
- Kraus, Sascia (* 1993), Schweizer Synchronschwimmerin
- Kraus, Sinja (* 2002), österreichische TennisspielerinSinja Kraus (* 2002)

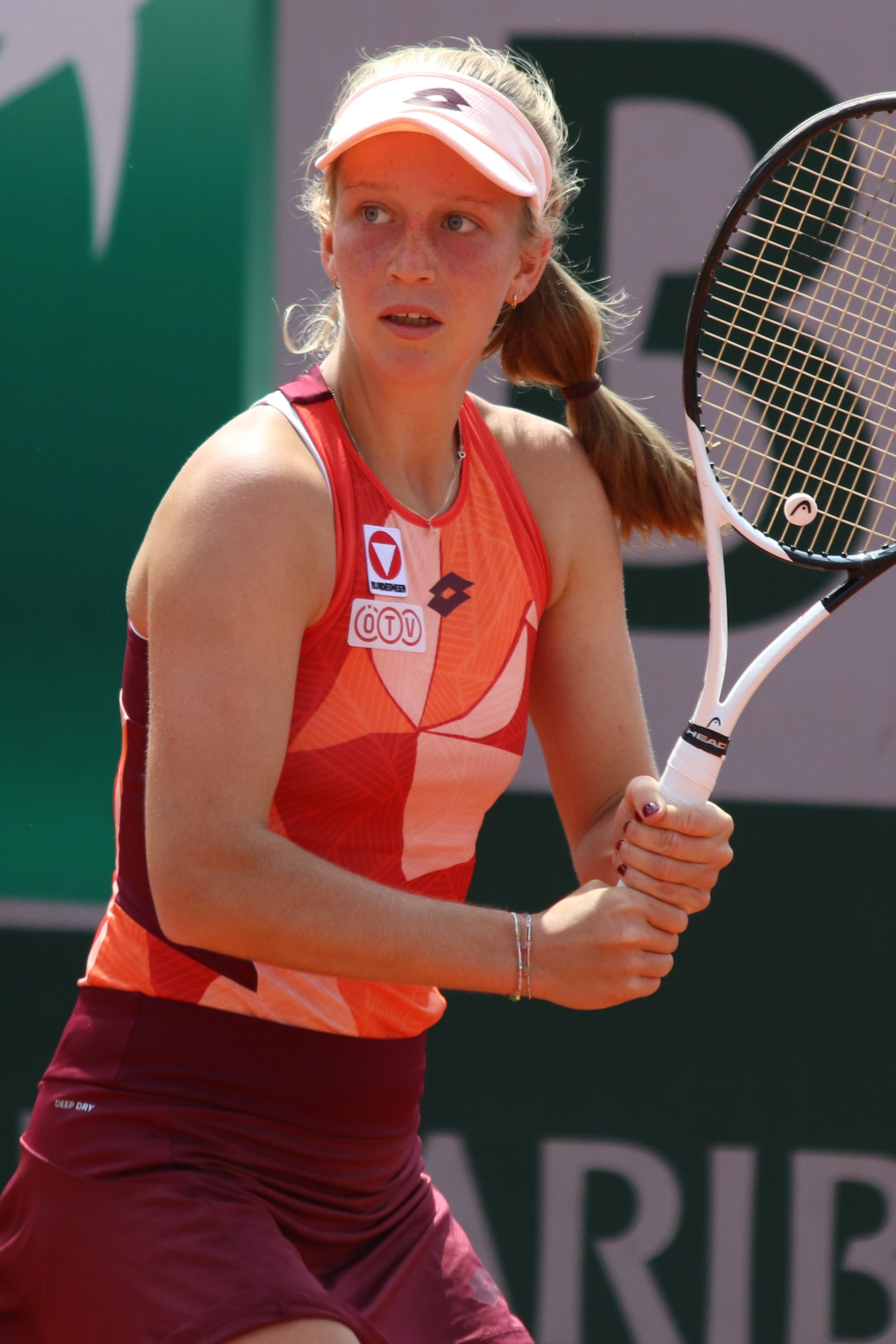
Sinja Kraus (* 2002)

- Kraus, Sonya (* 1973), deutsche Fernsehmoderatorin
- Kraus, Stefan (* 1960), deutscher Kunsthistoriker und Museumsleiter
- Kraus, Steffen (* 1968), deutscher Fußballspieler
- Kraus, Susanna (1957–2025), deutsche Schauspielerin und Künstlerin

##### Kraus, T
- Kraus, Tadeáš (1932–2018), tschechischer Fußballspieler und -trainer
- Kraus, Theodor (1894–1973), deutscher Wirtschafts- und Sozialgeograph
- Kraus, Theodor (1919–1994), deutscher Klassischer Archäologe
- Kraus, Thomas (* 1987), deutscher Fußballspieler
- Kraus, Thomas R. (1949–2019), deutscher Historiker und Archivdirektor
- Kraus, Tina (* 1979), deutsche Moderatorin, Journalistin und Reporterin
- Kraus, Tomáš (* 1974), tschechischer Freestyle-Skisportler und Alpinskirennläufer

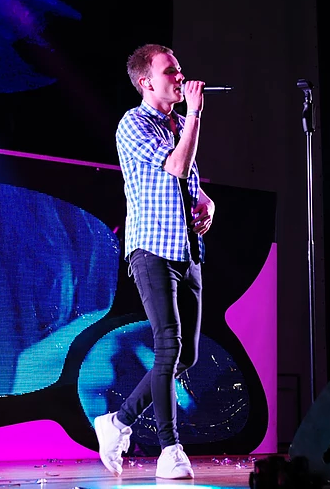
Toni Kraus (* 1997)

- Kraus, Toni (* 1997), deutscher SängerToni Kraus (* 1997)

##### Kraus, U
- Kraus, Udo (1924–1987), deutscher Politiker (SPD), MdL
- Kraus, Ulrich (1940–2020), deutscher Hochschulprofessor und Tonmeister
- Kraus, Ursula (1930–2021), deutsche Politikerin (SPD), MdL
- Kraus, Uwe (* 1979), deutscher Autor

##### Kraus, V
- Kraus, Valentin (1873–1941), deutscher Bildhauer, Hochschullehrer und Benediktiner-Frater
- Kraus, Victor (* 1954), deutscher Maler
- Kraus, Viktor von (1844–1923), österreichischer Offizier
- Kraus, Viktor von (1845–1905), österreichischer Historiker, Gymnasiallehrer und Abgeordneter
- Kraus, Vinzenz (1865–1926), böhmisch-österreichischer Politiker (Deutschradikale Partei)

##### Kraus, W
- Kraus, Walter (1939–2020), deutscher Schriftsteller
- Kraus, Walter (* 1944), deutscher Schauspieler
- Kraus, Walther (1902–1997), österreichischer Klassischer Philologe
- Kraus, Werner (1818–1900), schleswig-holsteinischer Beamter, Rechtsanwalt und Politiker
- Kraus, Werner (1898–1964), deutscher Politiker (KPD, NSDAP), MdR
- Kraus, Werner (* 1956), deutscher Präparator
- Kraus, Wilhelm (1900–1978), österreichischer Historiker
- Kraus, Willi (1926–1993), deutscher Fußballspieler
- Kraus, Willi (1943–2008), deutscher Fußballspieler und Bankräuber
- Kraus, Willy (1918–2006), deutscher Wirtschaftswissenschaftler
- Kraus, Wolfgang (1887–1952), deutscher Journalist und Schriftsteller
- Kraus, Wolfgang (1924–1998), österreichischer Sachbuch-Autor, Moderator, Literaturkritiker und Essayist
- Kraus, Wolfgang (1931–2025), deutscher Chemiker
- Kraus, Wolfgang (* 1953), deutscher Fußballspieler und Manager
- Kraus, Wolfgang (* 1955), evangelischer Theologe
- Kraus, Wolfgang (* 1962), deutscher Fußballspieler

##### Kraus, X
- Kraus, Xaver (* 1934), deutscher Biathlet

#### Kraus-

##### Kraus-B
- Kraus-Boelté, Maria (1836–1918), deutsch-amerikanische Pädagogin, Pionierin der Kindergarten-Bewegung in den USA

##### Kraus-F
- Kraus-Fessel, Meta (1884–1940), deutsche Anarchistin und Sozialexpertin

##### Kraus-H
- Kraus-Hübner, Hans (* 1941), deutscher Komponist

##### Kraus-M
- Kraus-Massé, Jens (* 1961), deutscher Diplomat

##### Kraus-R
- Kraus-Rosen, Berta (1904–1981), tschechoslowakisch-israelische Schriftstellerin

##### Kraus-W
- Kraus-Winkler, Susanne (* 1955), österreichische Wirtschaftskammerfunktionärin und Politikerin (ÖVP)
- Kraus-Wranitzky, Anna (1801–1851), österreichische Sängerin

#### Krausb
- Krausbar, Manfred (* 1942), österreichischer Ruderer
- Krausbauer, Theodor (1857–1925), deutscher Lehrer, Stadtschulrat und Schriftsteller

#### Krausc
- Krausch, Dieter, deutscher Basketballtrainer
- Krausch, Fritz (* 1938), deutscher LDPD-Funktionär, MdV
- Krausch, Georg (* 1961), deutscher Physiker, Präsident der Universität Mainz
- Krausch, Heinz-Dieter (1928–2020), deutscher Geobotaniker

#### Krause
- Krause (* 1972), niederländische Sängerin und Musikerin

##### Krause Z
- Krause Zwieback, Wolfgang (* 1951), deutscher Schauspieler und Regisseur

##### Krause, A – Krause, W

###### Krause, A
- Krause, Adalbert (1901–1979), österreichischer römisch-katholischer Ordensbruder
- Krause, Albert (1925–2012), deutscher Industrie-Designer und Hochschullehrer
- Krause, Alfred (1866–1930), deutscher Architekt
- Krause, Alfred (1915–1988), deutscher Politiker (CDU), MdA
- Krause, Alfred (1922–2019), deutscher Gewerkschafter
- Krause, Alfred (1930–2001), deutscher Offizier, Generalleutnant der NVA
- Krause, Allison (1951–1970), US-amerikanische Studentin, Opfer des Kent-State-Massakers
- Krause, Andreas (* 1956), deutscher Marineoffizier, Vizeadmiral der Deutschen MarineAndreas Krause (* 1956)

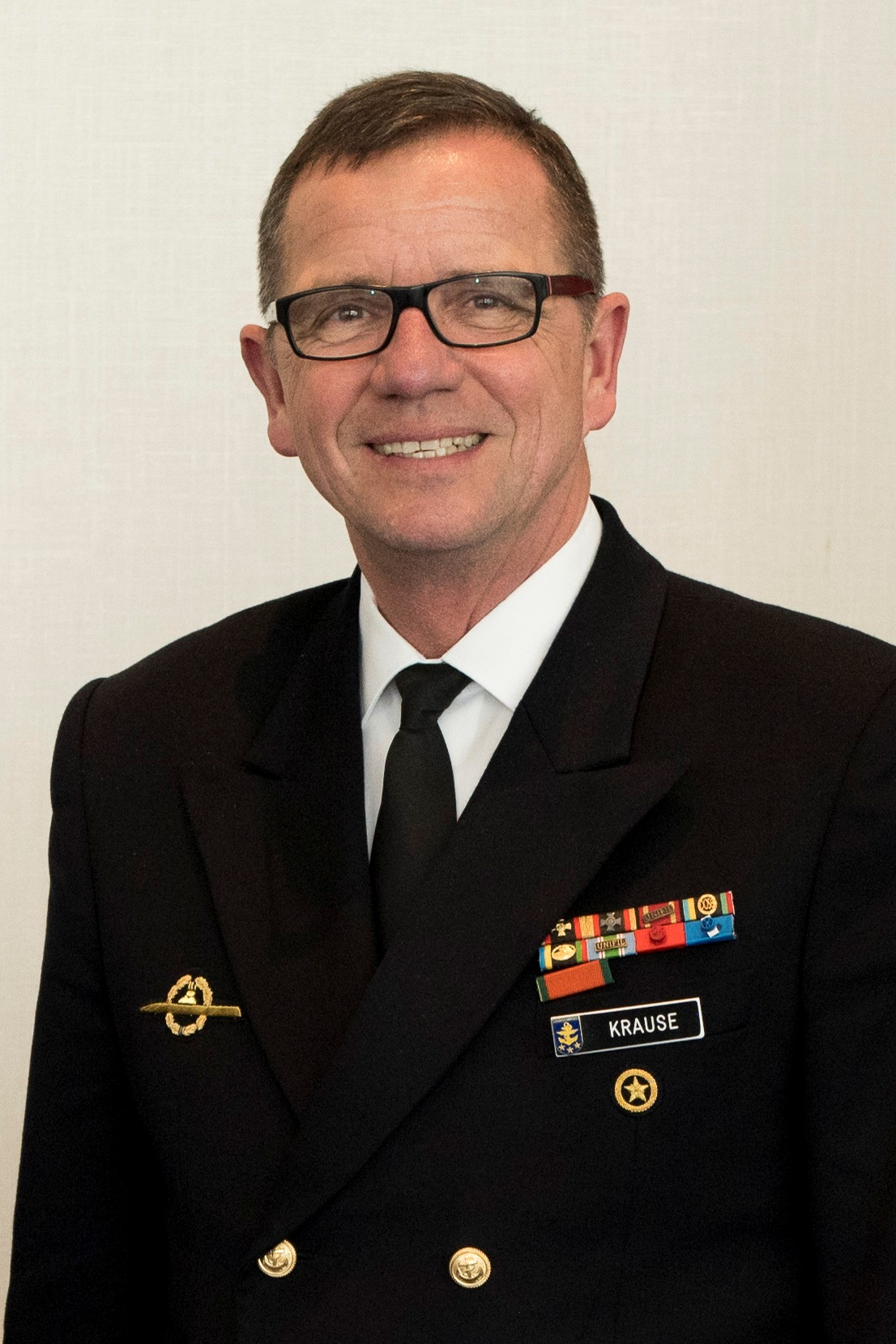
Andreas Krause (* 1956)

- Krause, Andreas (* 1957), deutscher Fußballspieler
- Krause, Andreas (* 1967), deutscher Fußballspieler und Pokerspieler
- Krause, Andreas (* 1974), deutscher Forstwissenschaftler und Hochschullehrer an der Universität Hamburg
- Krause, Andreas (* 1978), deutscher Informatiker und Hochschullehrer
- Krause, Anja (* 1977), deutsche Volleyballspielerin
- Krause, Anna (* 1903), deutsche Landarbeiterin und Parteifunktionärin (SED), MdV
- Krause, Anna G. (1895–1968), US-amerikanische Romanistin und Hispanistin
- Krause, Anna-Bianca (* 1955), deutsch-italienische Journalistin und Schriftstellerin
- Krause, Annette (* 1966), deutsche Fernsehmoderatorin und Journalistin beim Südwestrundfunk
- Krause, Ansgar (* 1956), deutscher Konzertgitarrist, Arrangeur und Professor im Fach Gitarre
- Krause, Antje (* 1966), deutsche Bioinformatikerin und Hochschullehrerin
- Krause, Antje (* 1972), deutsche Langstreckenläuferin
- Krause, Anton (1834–1907), deutscher Pianist, Dirigent, Komponist und Klavierlehrer
- Krause, Arno (1930–2018), deutscher Gründer und Vorstandsvorsitzender der Europäischen Akademie Otzenhausen
- Krause, Arnulf (* 1955), deutscher Mediävist
- Krause, Arthur (1851–1920), deutscher Naturforscher und Geograph
- Krause, Arthur (1882–1972), deutscher Gymnasiallehrer in Leipzig
- Krause, Asuman (* 1976), deutsch-türkische Popsängerin
- Krause, August (1884–1948), deutscher Gewerkschafter und Politiker (USPD, SPD), MdL
- Krause, Aurel (1848–1908), deutscher Ethnologe
- Krause, Axel (* 1958), deutscher Maler und Hochschullehrer

###### Krause, B
- Krause, Barbara (* 1939), deutsche Schriftstellerin
- Krause, Barbara (* 1945), deutsche Politikwissenschaftlerin und Hochschullehrerin
- Krause, Barbara (* 1959), deutsche Schwimmerin
- Krause, Benjamin (* 1986), deutscher Schauspieler und Synchronsprecher
- Krause, Bernd (* 1947), deutscher Ruderer
- Krause, Bernd (* 1965), deutscher Nuklearmediziner und Hochschullehrer
- Krause, Bernie (* 1938), US-amerikanischer Musiker, Natur- und Klangforscher
- Krause, Bodo (* 1942), deutscher Mathematiker und Universitätsprofessor für Psychologische Methodenlehre, ausgewiesener Klix- und Budach-Schüler
- Krause, Bodo (* 1969), deutscher Kommunalpolitiker (CDU)
- Krause, Brian (* 1969), US-amerikanischer SchauspielerBrian Krause (* 1969)

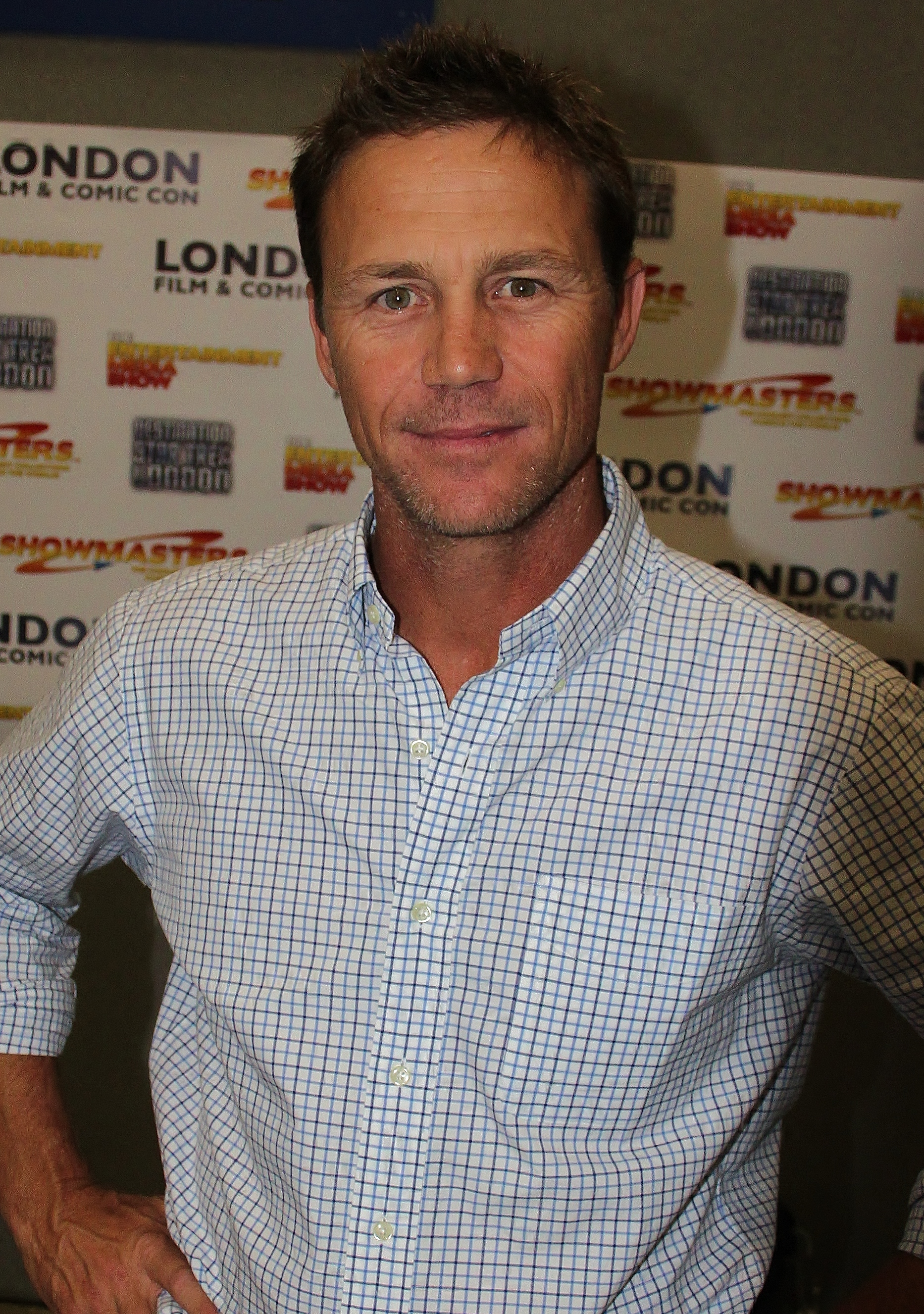
Brian Krause (* 1969)

- Krause, Brigitte (1929–2007), deutsche Schauspielerin
- Krause, Burghard (* 1949), deutscher lutherischer Theologe
- Krause, Burkhardt (* 1950), deutscher Germanist

###### Krause, C
- Krause, Caesar Ernst Albrecht (1838–1902), deutscher evangelisch-lutherischer Geistlicher
- Krause, Carina (* 1967), deutsche Dialogbuchautorin und Fotografin
- Krause, Carl (1797–1868), deutscher Anatom
- Krause, Carl Gustav (1892–1987), deutscher Landschafts- und Genremaler der Düsseldorfer Schule
- Krause, Carl Leopold (1847–1921), Bürgermeister, Mitglied des Provinziallandtages der Provinz Hessen-Nassau
- Krause, Carlos (* 1936), deutscher Opernsänger (Bariton)
- Krause, Cäsar Wilhelm Alexander (1807–1862), deutscher evangelisch-lutherischer Geistlicher
- Krause, Chariklia (* 1980), deutsche Regisseurin
- Krause, Charlotte (* 2002), deutsche SchauspielerinCharlotte Krause (* 2002)

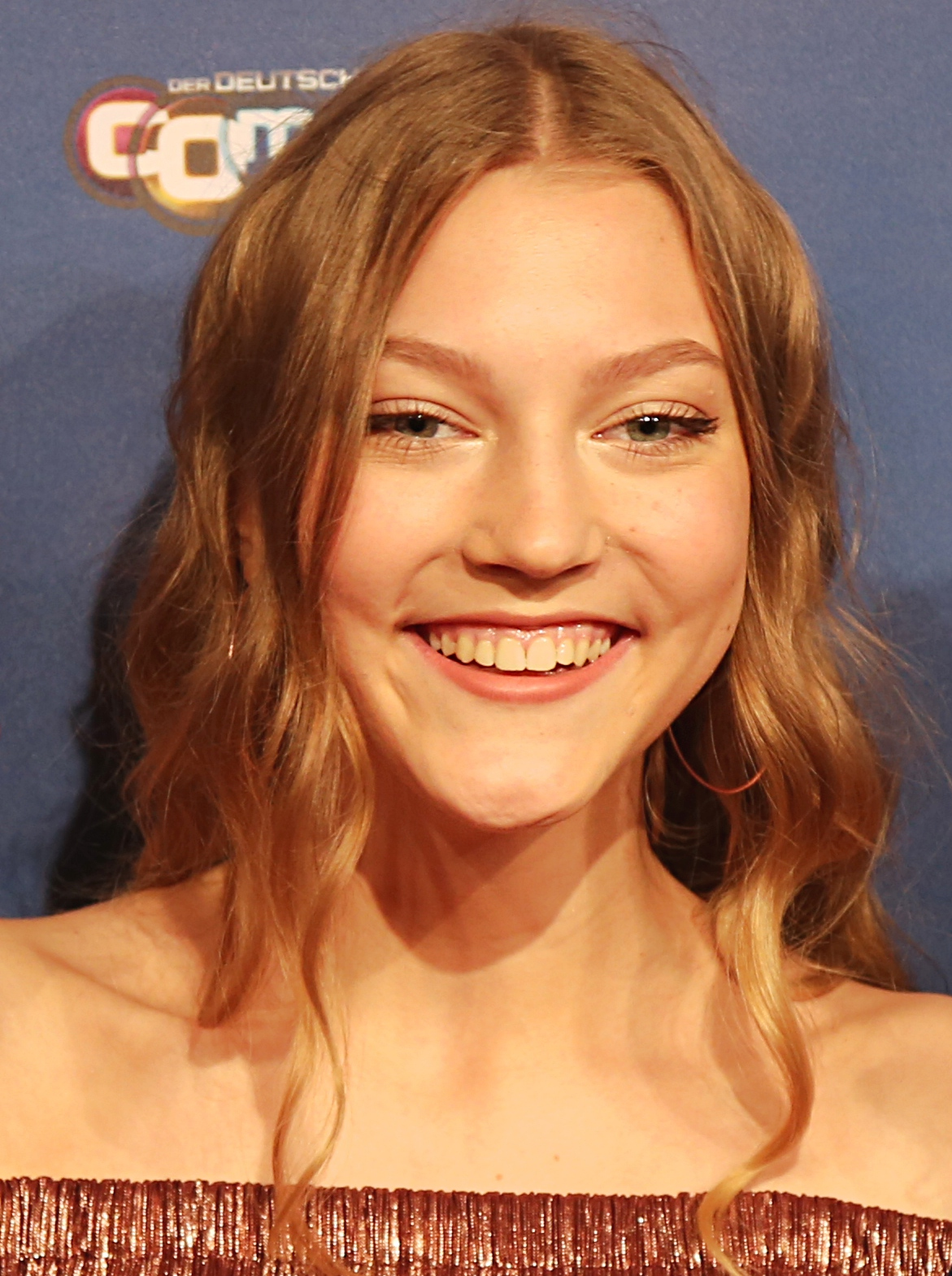
Charlotte Krause (* 2002)

- Krause, Christian (1940–2024), deutscher evangelischer Theologe und Landesbischof der Evangelisch-Lutherischen Landeskirche in Braunschweig
- Krause, Christian Gottfried (1719–1770), deutscher Jurist, Komponist und Musikschriftsteller
- Krause, Christian Siegmund (1758–1829), deutscher Jurist
- Krause, Christiane (* 1950), deutsche Leichtathletin und Olympiasiegerin
- Krause, Christof (1928–2005), deutscher Bildhauer
- Krause, Conrad Wilhelm († 1804), braunschweigischer Kaufmann und Steingutwarenhändler

###### Krause, D
- Krause, Dagmar (* 1950), deutsche Rocksängerin
- Krause, Dagobert (1926–2009), deutscher Gewerkschafter (FDGB)
- Krause, Daniel (* 1964), deutscher Rechtsanwalt
- Krause, Daniel (* 1980), deutscher politischer Aktivist, Lehrer und Autor
- Krause, Dennis (* 1987), deutscher Handballspieler
- Krause, Detlef (* 1952), deutscher evangelikaler Theologe
- Krause, Dieter (1936–2020), deutscher Kanute und Sportfunktionär, inoffizieller Mitarbeiter der Staatssicherheit
- Krause, Dieter (1939–2008), deutscher Rechtsmediziner
- Krause, Dieter (* 1947), deutscher Journalist
- Krause, Dieter (1952–2023), deutscher Handballspieler
- Krause, Dieter (* 1962), deutscher Ingenieur, Professor der Technischen Universität Hamburg-Harburg
- Krause, Dietmar (* 1960), deutscher Politiker (CDU), MdL
- Krause, Dietrich (* 1920), deutscher Veterinärmediziner
- Krause, Dominik (* 1990), deutscher Kommunalpolitiker (Bündnis 90/Die Grünen)Dominik Krause (* 1990)

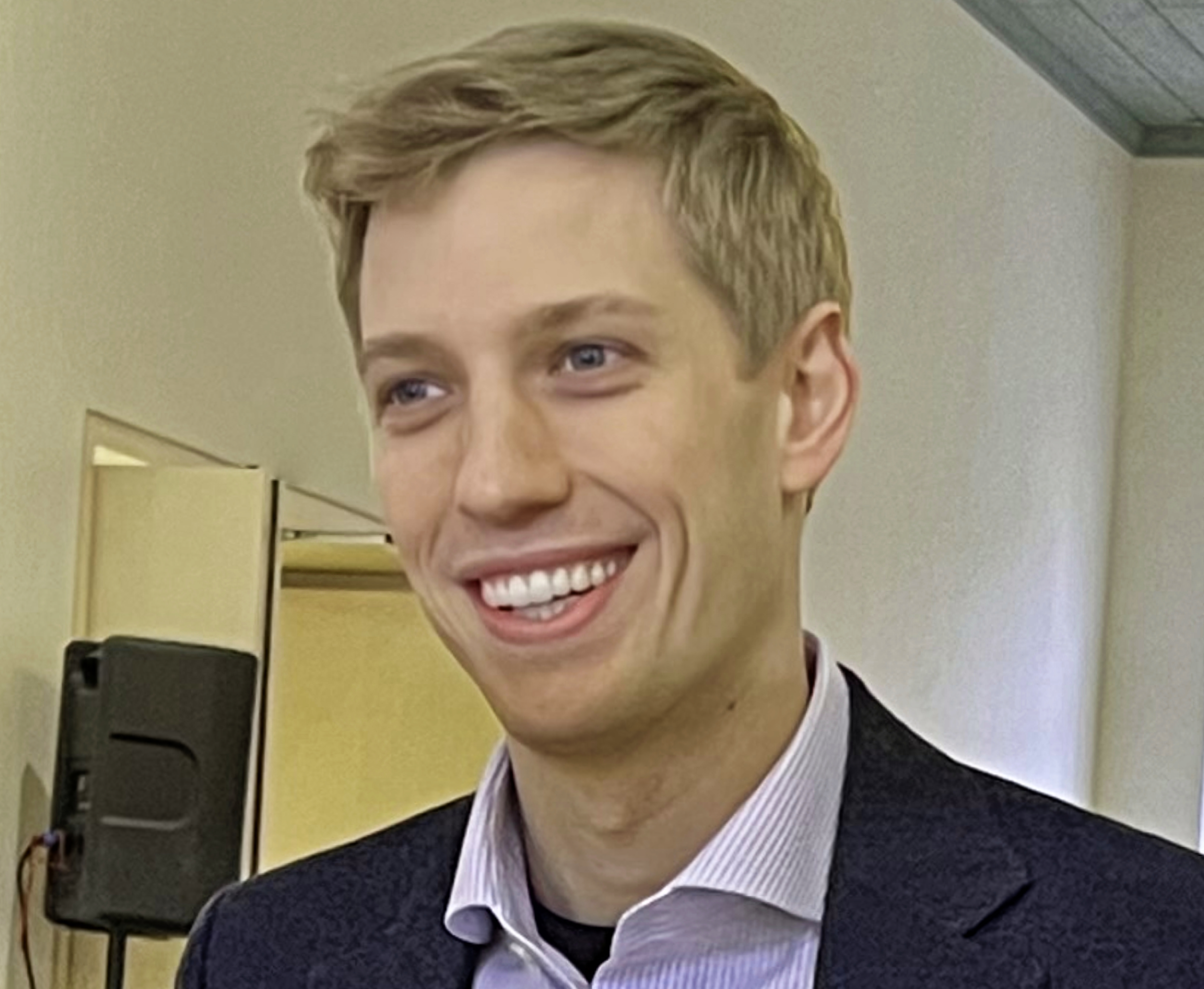
Dominik Krause (* 1990)

- Krause, Dörthe (1943–1995), deutsche Krankenschwester und Lehrerin

###### Krause, E
- Krause, Eckart (* 1943), deutscher Geschichtswissenschaftler
- Krause, Eduard (1816–1882), deutscher Revolutionär und Buchdrucker
- Krause, Eduard (1847–1917), deutscher Prähistoriker und Autor
- Krause, Eduard, deutscher Fußballspieler
- Krause, Eduard von (1827–1886), preußischer Generalleutnant und Kommandant der Festung Spandau
- Krause, Edward B. († 1987), US-amerikanischer Unternehmer
- Krause, Emil (1840–1916), deutscher Pianist, Organist, Musikkritiker, Musikprofessor und Komponist
- Krause, Emil (1870–1943), deutscher Politiker (SPD), MdHB und Schulsenator
- Krause, Emil (1908–1962), deutscher Fußballspieler
- Krause, Emil (* 1950), deutscher Fußballspieler
- Krause, Erhard, deutscher Jazz- und Unterhaltungsmusiker (Posaune)
- Krause, Erich (1886–1954), deutscher Landschafts-, Porträt- und Stilllebenmaler
- Krause, Erich (1895–1932), deutscher Chemiker
- Krause, Erich (1905–1944), deutscher Kommunist und Widerstandskämpfer
- Krause, Erich-Dieter (1935–2023), deutscher Esperantist und Professor für Indonesisch
- Krause, Erika (1924–2017), deutsche Moderatorin, Quizmasterin und Buchautorin
- Krause, Ernst (1839–1903), Autor, Naturwissenschaftler, Biologe
- Krause, Ernst (1859–1942), deutscher Sanitätsoffizier und Botaniker
- Krause, Ernst (1876–1963), preußischer Verwaltungsbeamter
- Krause, Ernst (1911–1997), deutscher Musikwissenschaftler und Opernkritiker
- Krause, Ernst Theodor (1868–1954), deutscher Maler und Restaurator
- Krause, Ernst von (1884–1960), deutscher Generalmajor im Zweiten Weltkrieg

###### Krause, F
- Krause, Fedor (1857–1937), deutscher Neurochirurg
- Krause, Franz (1889–1984), deutscher Jurist und Komponist
- Krause, Franz (1897–1979), deutscher Architekt, Innenarchitekt und Maler
- Krause, Friedhilde (1928–2014), deutsche Slawistin und Bibliothekarin
- Krause, Friedrich (1856–1925), deutscher Bauingenieur und kommunaler Baubeamter
- Krause, Friedrich (1897–1964), deutscher Verleger
- Krause, Friedrich (* 1938), deutscher Ingenieur und Hochschullehrer
- Krause, Friedrich Wilhelm (1765–1840), deutscher Kaufmann und Reeder
- Krause, Friedrich Wilhelm von (1802–1877), deutscher Weinhändler, Privatbankier und Industrieller
- Krause, Friedrich-Wilhelm (1920–2015), deutscher Rechtswissenschaftler und Hochschullehrer
- Krause, Fritz (1881–1963), deutscher Ethnologe
- Krause, Fritz (1925–2012), deutscher Kommunalpolitiker und Oberbürgermeister von Frankfurt a. O. (1965–1990)
- Krause, Fritz (1927–2024), deutscher Astrophysiker

###### Krause, G
- Krause, Georg (1849–1927), deutscher Chemiker und Verleger
- Krause, Georg (1901–1986), deutscher Kameramann
- Krause, Georg Friedrich (1768–1836), deutscher Forstwissenschaftler, Oberforstrat
- Krause, Gérard (* 1965), deutscher Epidemiologe
- Krause, Gerda (* 1947), deutsche Politikerin (PDS), MdL
- Krause, Gerhard (1887–1950), deutscher evangelischer Theologe und Widerstandskämpfer gegen den Nationalsozialismus
- Krause, Gerhard (1912–1982), deutscher evangelischer Theologe und Hochschullehrer
- Krause, Gerhard (* 1950), österreichischer Redakteur
- Krause, Gerrit (* 1968), deutscher Tänzer und Schauspieler
- Krause, Gesa Felicitas (* 1992), deutsche HindernisläuferinGesa Felicitas Krause (* 1992)

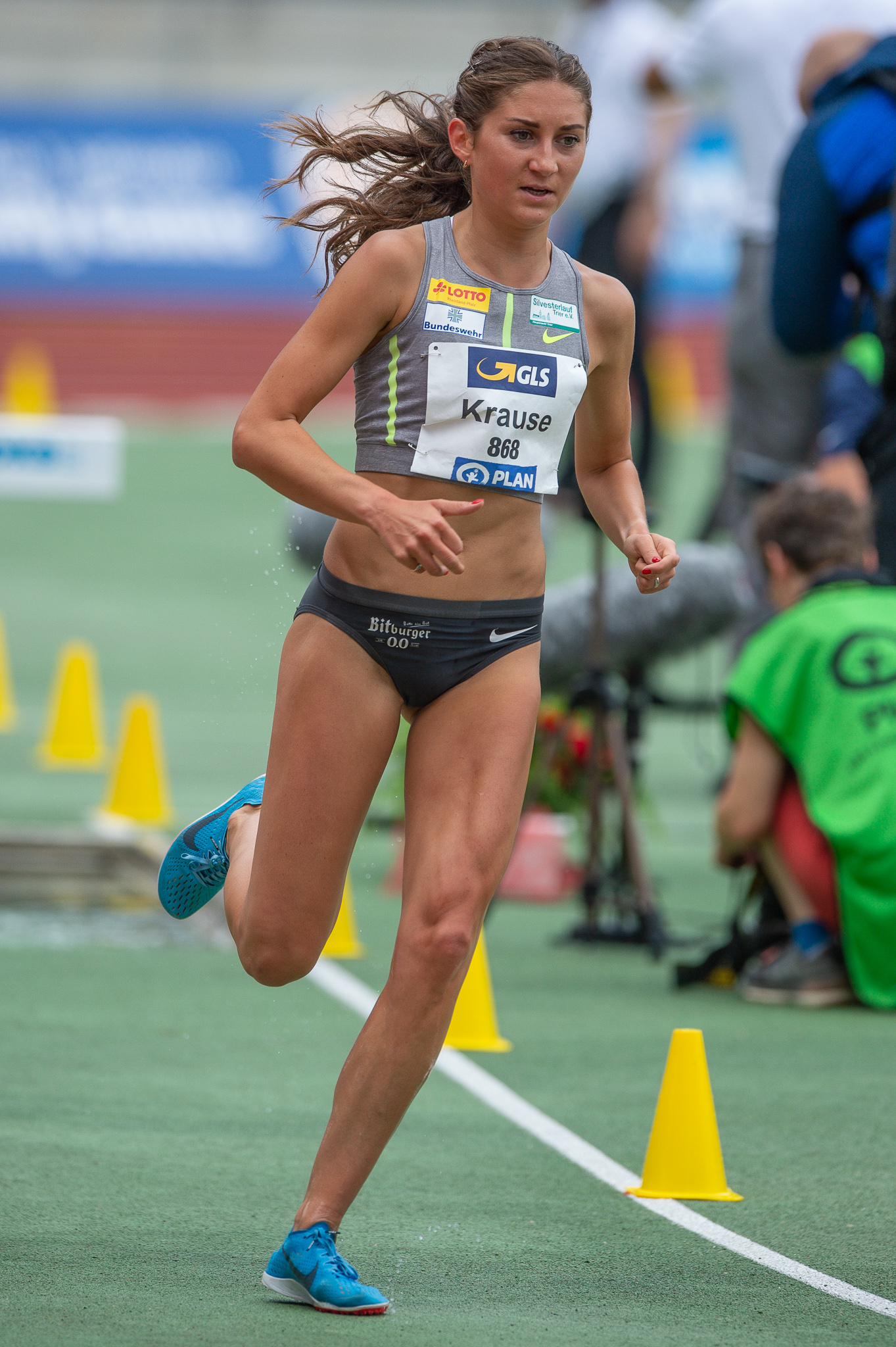
Gesa Felicitas Krause (* 1992)

- Krause, Gottfried (1838–1923), deutscher Arzt, Teilnehmer an den drei Einigungskriegen, Mitglied des Provinziallandtages der Provinz Hessen-Nassau
- Krause, Gottlieb (1804–1888), deutscher Historiker und Schlossbibliothekar
- Krause, Gottlieb Friedrich (1805–1860), deutscher Diener von Johann Wolfgang von Goethe, Amtsdiener
- Krause, Gottlob (1850–1938), deutscher Afrikaforscher
- Krause, Guido (* 1964), deutscher Fußballspieler
- Krause, Günther (1890–1983), deutscher Vizeadmiral der Kriegsmarine
- Krause, Günther (1923–2012), deutscher Conférencier und Entertainer
- Krause, Günther (* 1953), deutscher Ingenieur und ehemaliger Politiker (CDU), MdV, MdBGünther Krause (* 1953)

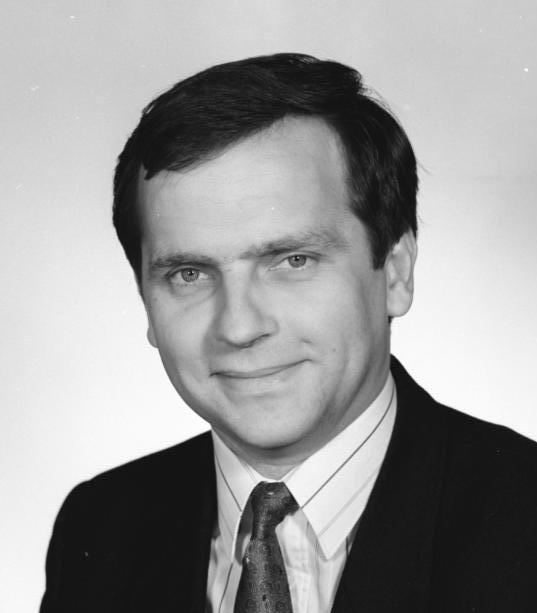
Günther Krause (* 1953)

###### Krause, H
- Krause, Hanno (* 1964), deutscher Politiker (CDU), Bürgermeister von Kaltenkirchen
- Krause, Hanns (1916–1994), deutscher Schriftsteller
- Krause, Hans (1864–1927), preußischer Generalmajor
- Krause, Hans (1897–1975), deutscher Politiker (NSDAP), MdR
- Krause, Hans (1924–2015), deutscher Kabarett-Schriftsteller
- Krause, Hans Theodor (1824–1888), königlich preußischer Generalmajor und zuletzt Chef der technischen Abteilung für Artillerieangelegenheiten
- Krause, Hans-Georg (* 1926), deutscher Historiker
- Krause, Hans-Henrik (1918–2002), dänischer Schauspieler und Regisseur
- Krause, Hans-Joachim, deutscher Erziehungswissenschaftler
- Krause, Hans-Jörg (* 1954), deutscher Politiker (Die Linke), MdL
- Krause, Hans-Ullrich (* 1954), deutscher Pädagoge, Hochschullehrer sowie Buch- und Drehbuchautor
- Krause, Harald (* 1941), deutscher Fußballspieler
- Krause, Hartfrid (* 1942), deutscher Historiker
- Krause, Heinrich (1885–1983), österreichischer Maler
- Krause, Heinz (1924–2008), deutscher Puppenspieler, Hörspielsprecher und Hörspielautor
- Krause, Helene von (1841–1915), deutsche Schriftstellerin
- Krause, Helga (1935–1989), deutsche Filmeditorin
- Krause, Helmut (1906–1978), deutscher Maler und Grafiker
- Krause, Helmut (* 1946), deutscher Pfarrer und Politiker (DFP, FDP), MdVK
- Krause, Helmut (* 1954), deutscher Ruderer
- Krause, Helmuth (1907–1944), deutscher Mittelstreckenläufer
- Krause, Henning (* 1962), deutscher Mathematiker
- Krause, Henny (1905–1980), dänische Schauspielerin
- Krause, Henry (* 1963), deutscher Politikwissenschaftler, konservativer Publizist und Experte für politische und zeitgeschichtliche Bildung
- Krause, Herbert (1913–1992), deutscher Brigadegeneral der Bundeswehr
- Krause, Hermann (1848–1921), deutscher Mediziner
- Krause, Hermann (1854–1920), deutscher Richter, MdHdA
- Krause, Hermann (1902–1991), deutscher Rechtshistoriker und Privatrechtler
- Krause, Hermann (1908–1988), deutscher Politiker (CDU), MdL
- Krause, Horst (* 1941), deutscher SchauspielerHorst Krause (* 1941)

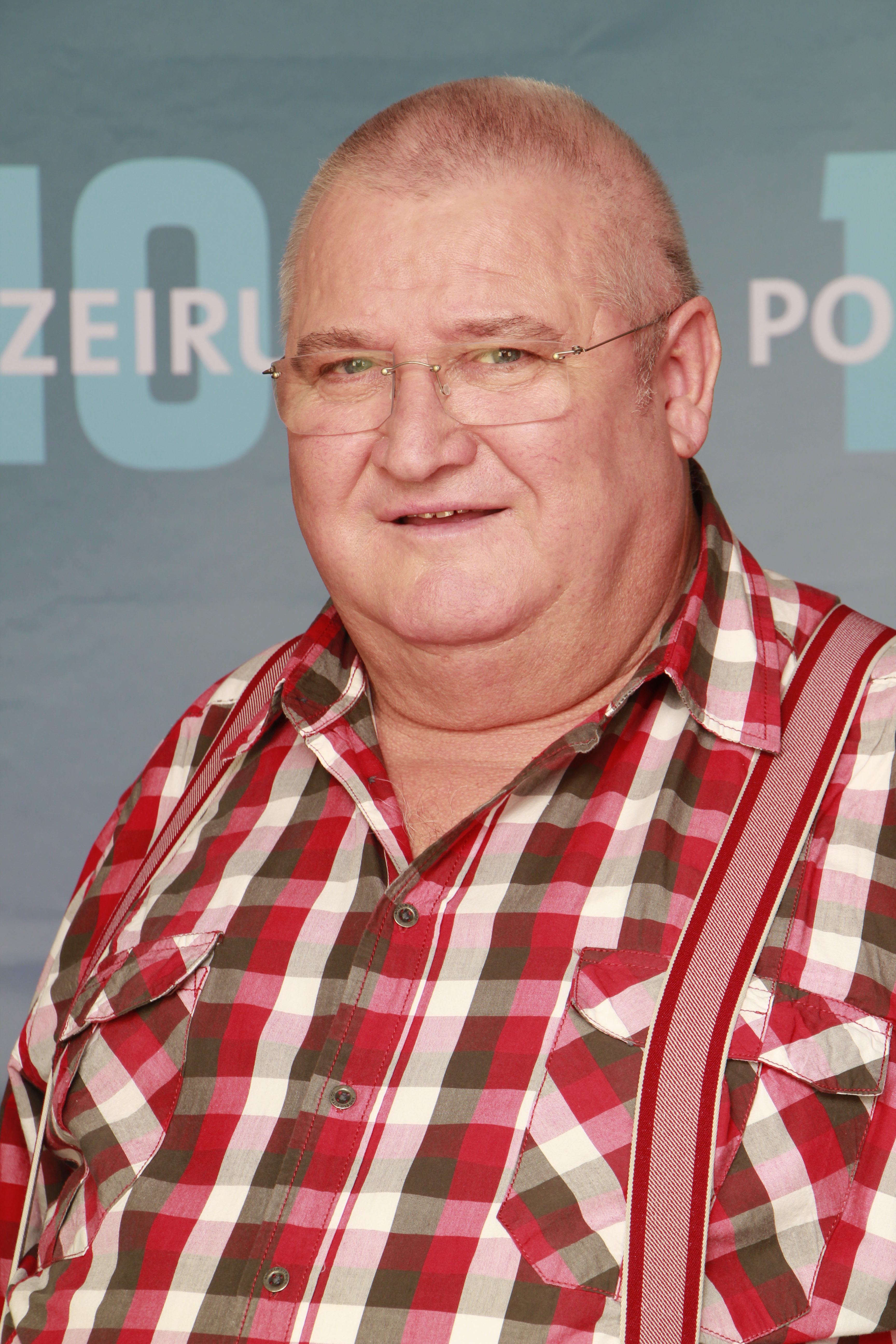
Horst Krause (* 1941)

- Krause, Horst-Herbert (* 1950), deutscher Liedtexter und Musikproduzent

###### Krause, I
- Krause, Ilse (1917–1984), deutsche Chirurgin und Kinderchirurgin
- Krause, Ilse-Maria (1926–2016), deutsche Textilgestalterin
- Krause, Ines (* 1965), deutsche Siebenkämpferin
- Krause, Ingolf (* 1961), deutscher Fußballspieler
- Krause, Irene (1940–2008), deutsche Basketballspielerin
- Krause, Irmelin (* 1938), deutsche Schauspielerin und Synchronsprecherin

###### Krause, J
- Krause, Jacob von (1775–1857), deutscher Kaufmann und Kunstmäzen
- Krause, Jakob († 1586), deutscher Buchbinder
- Krause, Jan R. (* 1969), Architekt und Hochschullehrer
- Krause, Jana (* 1987), deutsche Handballspielerin
- Krause, Jens, deutscher Hörfunkmoderator und Programmchef
- Krause, Jens (* 1959), deutscher Musikproduzent
- Krause, Jens (* 1965), deutscher Verhaltensbiologe
- Krause, Jens-Uwe (* 1957), deutscher Althistoriker
- Krause, Jens-Uwe (* 1970), deutscher HörfunkmoderatorJens-Uwe Krause (* 1970)

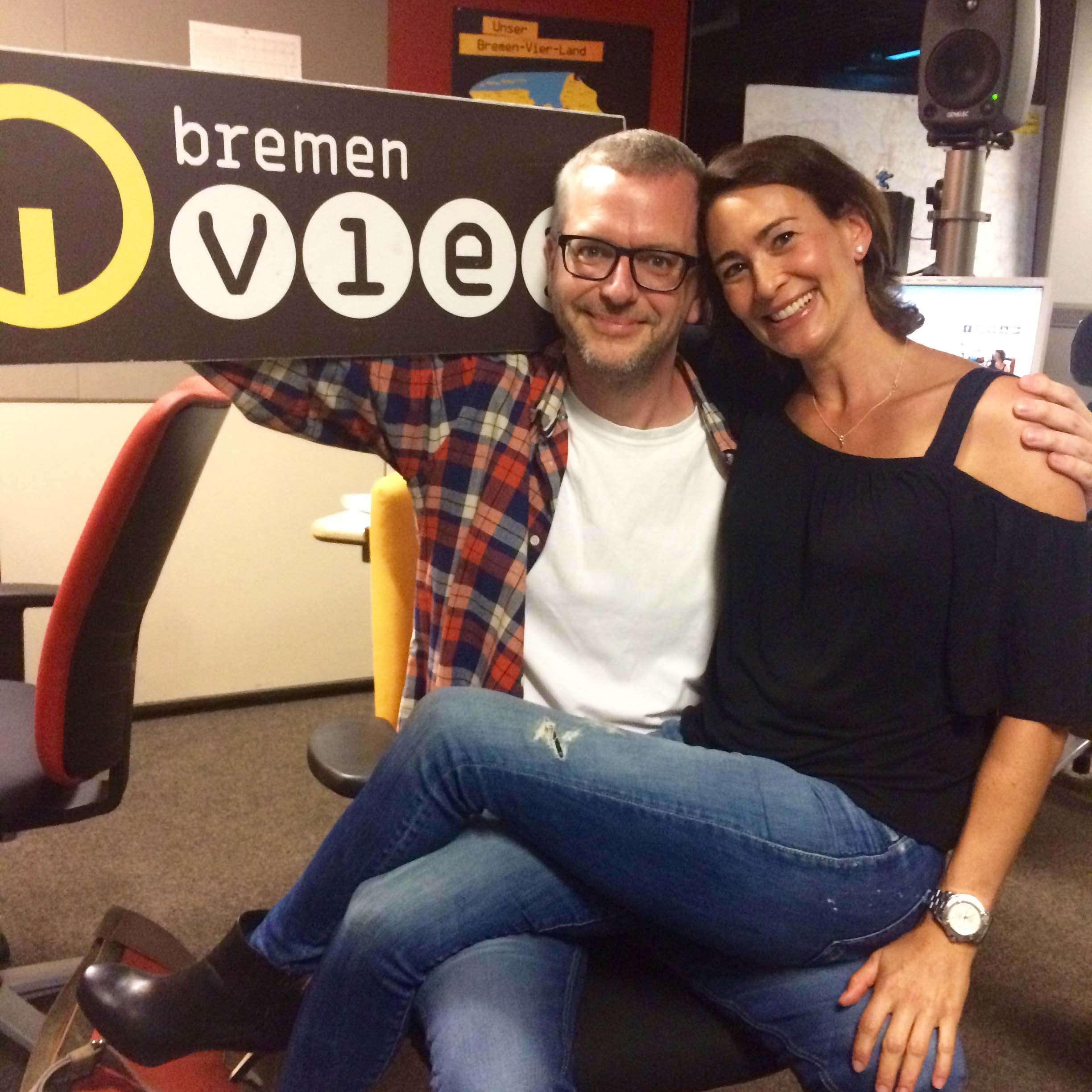
Jens-Uwe Krause (* 1970)

- Krause, Jill (* 1978), US-amerikanische Biathletin
- Krause, Jo (* 1963), deutscher Jazzmusiker (Schlagzeug)
- Krause, Joachim (* 1946), deutscher Diplom-Chemiker, Theologe und Schriftsteller
- Krause, Joachim (* 1951), deutscher Politikwissenschaftler
- Krause, Joachim (* 1957), deutsch-schweizerischer Organist, Kirchenmusiker und Dirigent
- Krause, Joachim J. (* 1978), deutscher evangelischer Theologe
- Krause, Johann, Gewerkschaftssekretär und Senator in Danzig
- Krause, Johann Christoph (1749–1799), deutscher Historiker
- Krause, Johann Friedrich (1747–1828), deutscher Dragonerwachtmeister; Quelle für Teile von Grimms Märchensammlung
- Krause, Johann Friedrich (1770–1820), deutscher evangelisch-lutherischer Theologe und Generalsuperintendent in Weimar
- Krause, Johann Friedrich Gotthard Krause (1747–1825), lutherischer Pfarrer und Kirchenliedsammler
- Krause, Johann Gottfried (1685–1746), deutscher Theologe und Kirchenlieddichter
- Krause, Johann Heinrich (1800–1882), deutscher Philologe
- Krause, Johann Wilhelm (1757–1828), deutscher Architekt und Hochschullehrer
- Krause, Johann Wilhelm (1764–1842), deutscher evangelischer Pfarrer, Botaniker, Ökonom und Agrarwissenschaftler
- Krause, Johanna (1907–2001), deutsche Holocaust-Überlebende
- Krause, Johanna (* 1946), deutsche Fachärztin für Psychiatrie und Psychotherapie sowie Neurologie und Autorin
- Krause, Johannes (* 1980), deutscher BiochemikerJohannes Krause (* 1980)

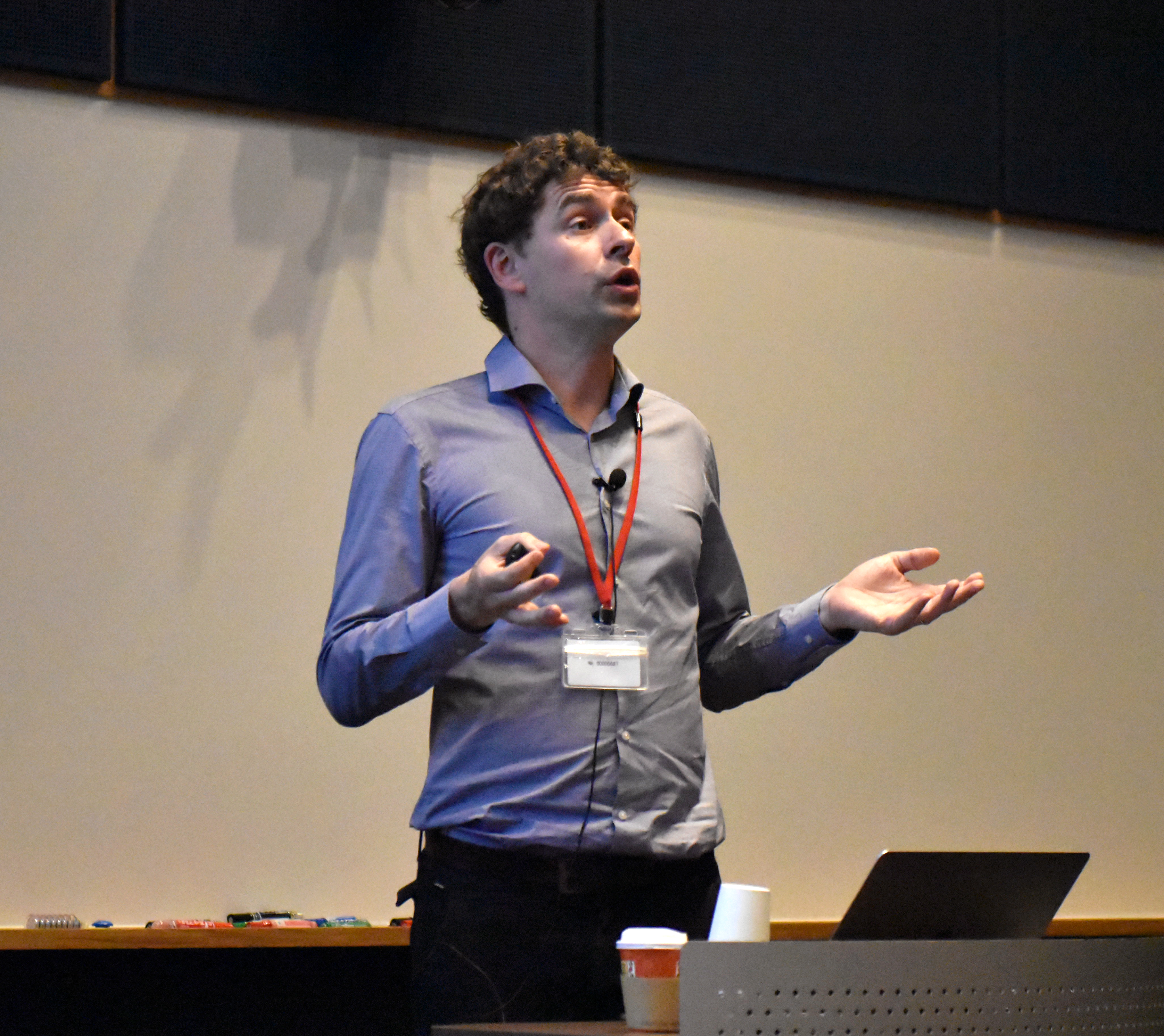
Johannes Krause (* 1980)

- Krause, Jonathan (1701–1762), deutscher evangelischer Theologe und Kirchenliederdichter
- Krause, Jürgen (1944–2016), deutscher Informationswissenschaftler
- Krause, Jürgen (* 1956), deutscher Handballspieler und -trainer

###### Krause, K
- Krause, Kai (* 1957), deutscher Software-Pionier
- Krause, Karl (1823–1902), Leipziger Unternehmer
- Krause, Karl (1868–1927), deutscher Neurologe und Sanitätsoffizier
- Krause, Karl (* 1922), deutscher Fußballspieler
- Krause, Karl (* 1960), deutscher Manager
- Krause, Karl Christian Friedrich (1781–1832), deutscher PhilosophKarl Christian Friedrich Krause (1781–1832)

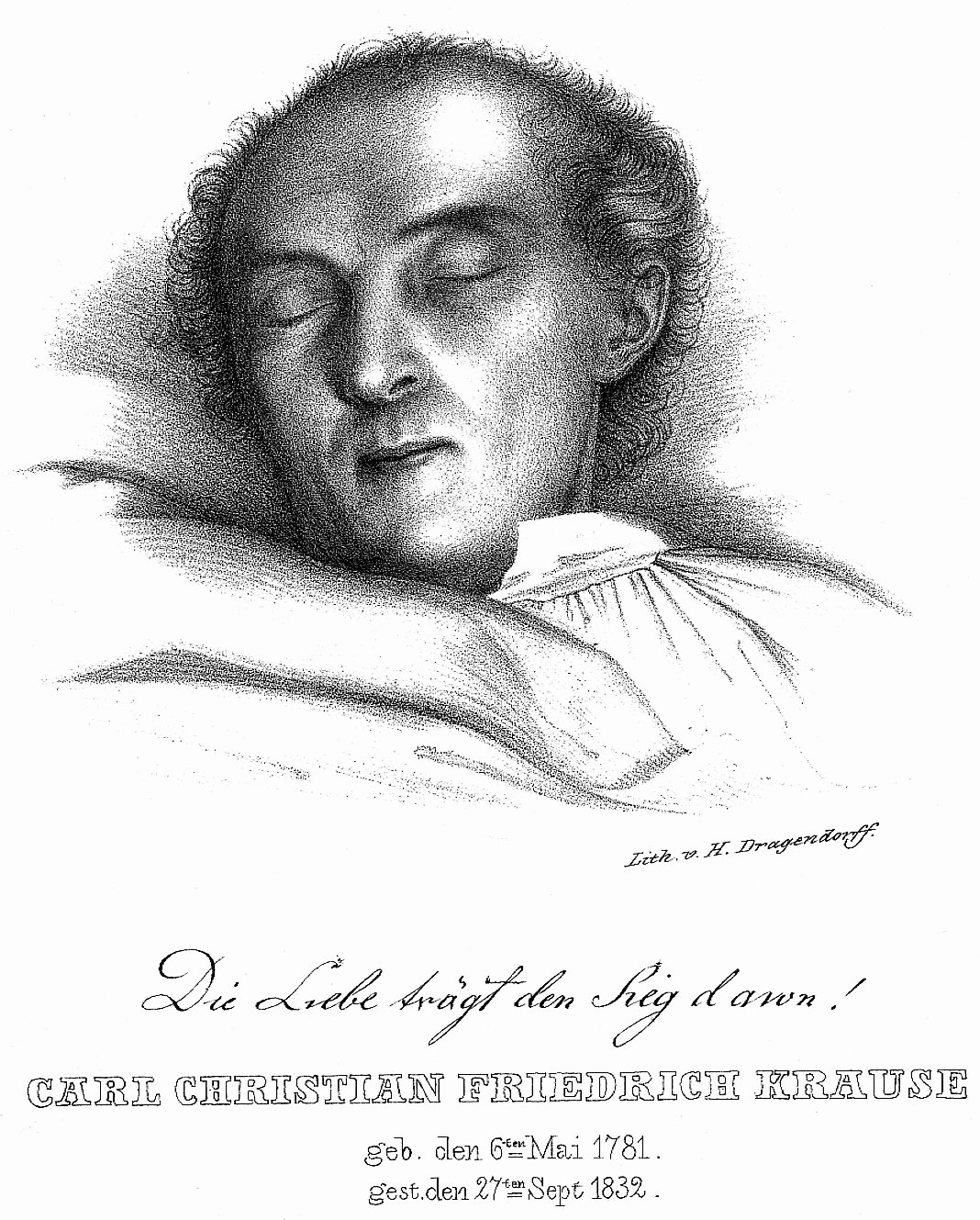
Karl Christian Friedrich Krause (1781–1832)

- Krause, Karl Ernst Hermann (1822–1892), deutscher Gymnasiallehrer, niederdeutscher Sprachforscher
- Krause, Karl Georg Wilhelm von (1761–1832), pommerscher Gutsbesitzer und preußischer Landrat und Politiker
- Krause, Karl Gotthold (1837–1899), deutscher Jurist und Politiker (NLP), MdR
- Krause, Karl Ludwig (1870–1936), deutscher Kunsthändler und Pazifist
- Krause, Karl Otto (1874–1940), deutscher Theaterdirektor und Oberregisseur, Filmproduzent und Filmregisseur, Drehbuchautor und Komponist
- Krause, Karl Wilhelm (1911–2001), deutscher Offizier der Waffen-SS
- Krause, Karl-Heinz (1924–2019), deutscher Bildhauer
- Krause, Katharina (* 1960), deutsche Kunsthistorikerin und Hochschullehrerin
- Krause, Kathy (* 1982), deutsche Musicaldarstellerin
- Krause, Kerstin (* 1963), deutsche Regisseurin und Autorin
- Krause, Klaus Peter (* 1936), deutscher Journalist, promovierter Volkswirt und Wirtschaftsredakteur
- Krause, Klaus W. (1903–1976), deutscher Schauspieler, Hörspiel- und Synchronsprecher
- Krause, Klaus-Henning (* 1947), deutscher Neurologe
- Krause, Klaus-Michael (* 1948), deutscher Gitarrist und Musikpädagoge
- Krause, Konstantin (* 1967), deutscher Weitspringer
- Krause, Kristofer (* 2000), deutscher Basketballspieler
- Krause, Kurd (1897–1934), deutscher SA-Führer
- Krause, Kurt (1883–1963), deutscher Botaniker
- Krause, Kurt (1920–1987), deutscher Fußballspieler und -trainer

###### Krause, L
- Krause, Lara (* 1998), österreichische Nachwuchssängerin und Model
- Krause, Lena Katharina (* 1991), deutsche Kamerafrau
- Krause, Leopold, deutscher Gutsbesitzer und Politiker, MdL
- Krause, Lisa (1914–1965), deutsche Politikerin (SED)
- Krause, Louis (1844–1908), deutscher Unternehmer
- Krause, Louis (1873–1961), Holzbildhauer und Politiker (WP)
- Krause, Louisa (* 1986), US-amerikanische Musicaldarstellerin, Theater- und FilmschauspielerinLouisa Krause (* 1986)

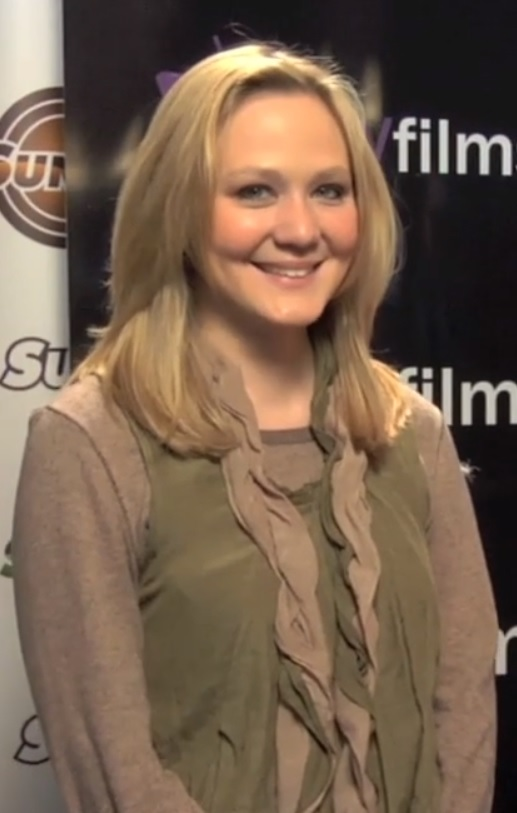
Louisa Krause (* 1986)

- Krause, Ludwig (1863–1924), deutscher Archivar

###### Krause, M
- Krause, Malene (* 1963), dänische Curlerin
- Krause, Marie-Madeleine (* 1986), deutsche Schauspielerin
- Krause, Marion (* 1962), deutsche Slavistin
- Krause, Marlen (* 1967), deutsche Hörspielsprecherin
- Krause, Marlon (* 1990), deutscher Fußballspieler
- Krause, Martin (1851–1920), deutscher Mathematiker
- Krause, Martin (1853–1918), deutscher Konzertpianist, Klavierpädagoge und Musikschriftsteller
- Krause, Martin (1930–2024), deutscher Koptologe
- Krause, Matti (* 1986), deutscher Schauspieler, Hörspiel- und Synchronsprecher
- Krause, Max (1838–1913), deutscher Unternehmer, Industrieller, Investor und Mäzen
- Krause, Max (1853–1918), deutscher Ingenieur
- Krause, Max (1859–1934), deutscher Landwirt und Gutsbesitzer und Politiker, MdR
- Krause, Max (1875–1920), deutscher Bildhauer
- Krause, Max (* 1909), deutscher Arabist und Mathematikhistoriker
- Krause, Max (* 1993), deutscher Schauspieler
- Krause, Mechthild (* 1976), deutsche Radioonkologin und Hochschullehrerin
- Krause, Michael (1946–2024), deutscher Hockeyspieler und Sportfunktionär
- Krause, Michael Heinrich (1651–1729), deutscher evangelischer Theologe
- Krause, Mickie (* 1970), deutscher Partyschlagersänger und EntertainerMickie Krause (* 1970)

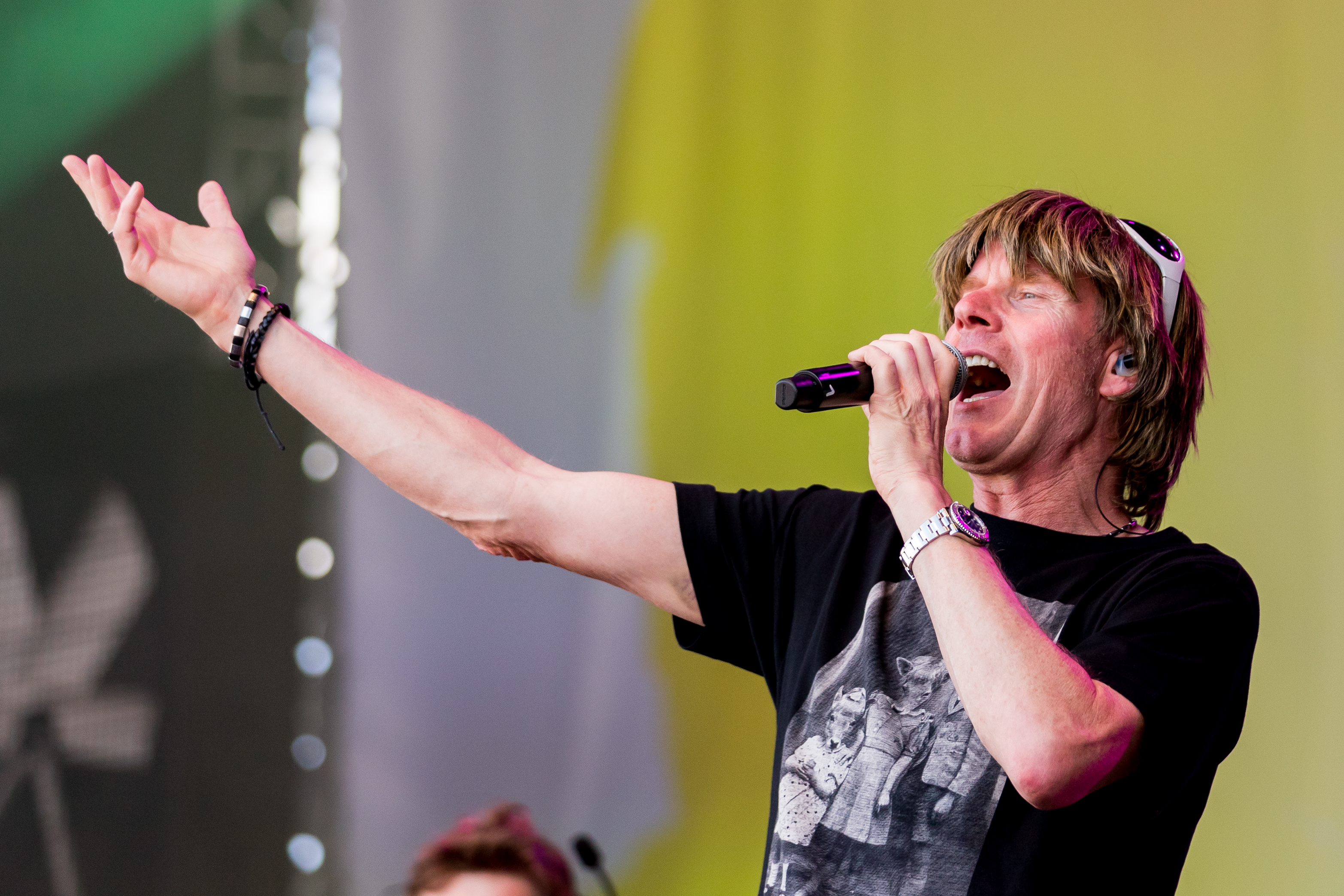
Mickie Krause (* 1970)

- Krause, Miriam (* 1979), deutsche Schauspielerin
- Krause, Moose (1913–1992), US-amerikanischer College-Basketballspieler und -Footballspieler, Basketball- und Footballtrainer

###### Krause, N
- Krause, Nadine (* 1982), deutsche Handballspielerin
- Krause, Nicholas (* 1993), amerikanischer Skirennläufer
- Krause, Niklas (* 2002), deutscher Basketballspieler
- Krause, Norbert (* 1959), deutscher Chemiker

###### Krause, O
- Krause, Olga (* 1953), russische Liedermacherin und Schriftstellerin
- Krause, Oliver (* 1976), deutscher Basketballschiedsrichter

###### Krause, P
- Krause, Paul, deutscher Fußballspieler
- Krause, Paul (1871–1934), deutscher Internist und Radiologe
- Krause, Paul (1880–1946), deutscher Komponist und Organist
- Krause, Paul (1882–1931), deutscher Schriftsteller und Schulleiter
- Krause, Paul (1894–1954), deutscher Politiker (NSDAP), MdR
- Krause, Paul (1905–1950), deutscher Politiker (Zentrum), MdB
- Krause, Paul (* 1942), US-amerikanischer Footballspieler
- Krause, Paul Gustaf (1867–1945), deutscher Paläontologe
- Krause, Paul von (1852–1923), deutscher Jurist und Politiker
- Krause, Paul von (1882–1946), preußischer Landrat
- Krause, Peter, deutscher Rennfahrer
- Krause, Peter (1935–2008), deutscher Kameramann
- Krause, Peter (1936–2023), deutscher Rechtswissenschaftler und Richter
- Krause, Peter (1943–2019), deutscher Politiker (CDU), MdA
- Krause, Peter (* 1957), deutscher Journalist und Synchronsprecher
- Krause, Peter (* 1957), deutscher Journalist und Autor
- Krause, Peter (* 1961), deutscher Kameramann
- Krause, Peter (* 1965), US-amerikanischer SchauspielerPeter Krause (* 1965)

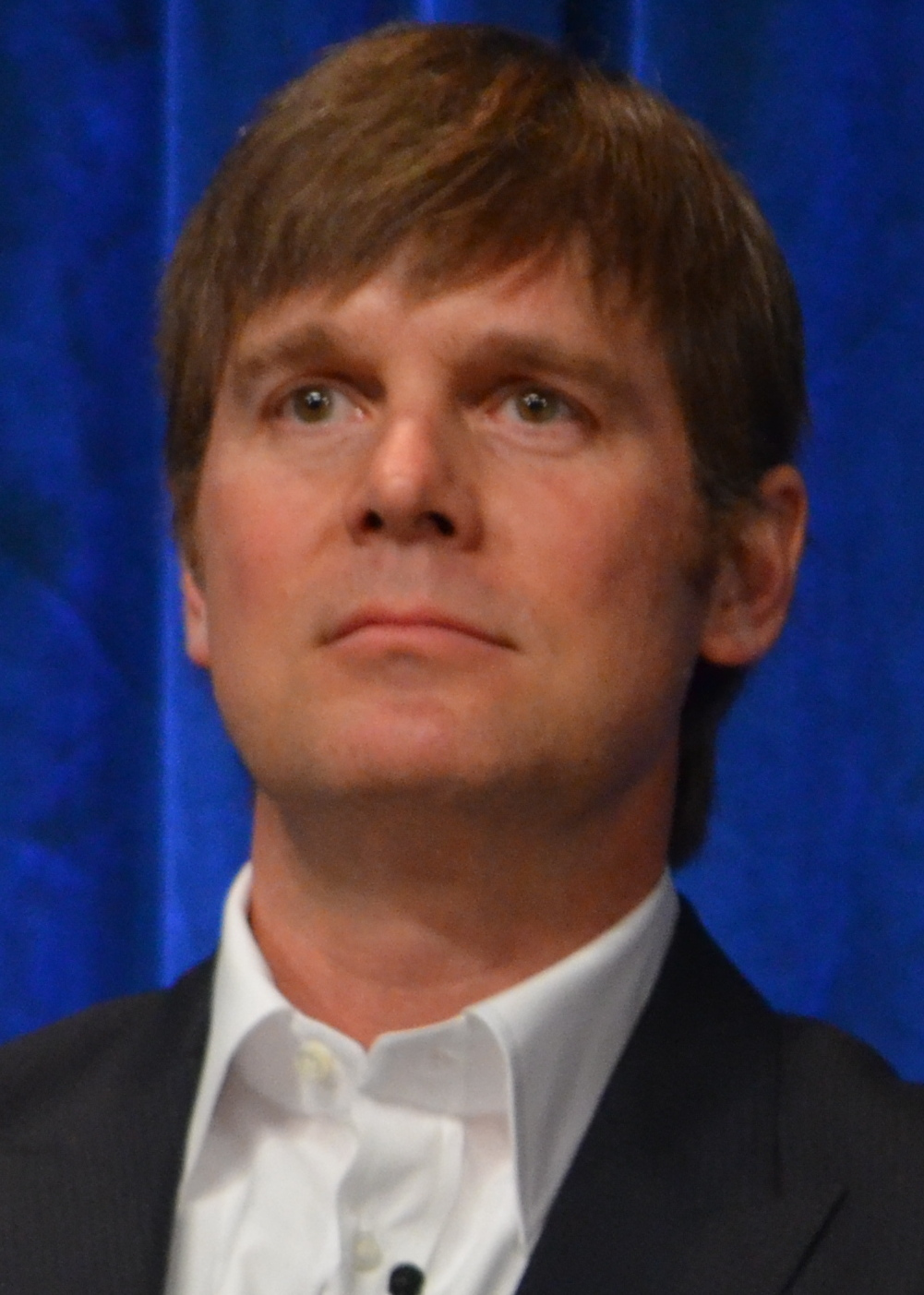
Peter Krause (* 1965)

- Krause, Peter D. (* 1964), deutscher Politiker (CDU), MdL
- Krause, Peter Ferdinand (* 1940), österreichischer Studentenhistoriker und Verwaltungsbeamter
- Krause, Petra (* 1939), deutsch-italienische Terroristin
- Krause, Pierre M. (* 1976), deutscher Fernsehmoderator und Homorist

###### Krause, R
- Krause, Rainer (* 1942), deutscher Psychologe, Psychoanalytiker, Affektforscher und Hochschullehrer
- Krause, Ralf (* 1978), deutscher Kickboxer
- Krause, Reinhold (1893–1980), deutscher Religionspädagoge sowie rassistisch-antisemitischer Vertreter und Obmann der Deutschen Christen in Groß-Berlin
- Krause, René (* 1985), deutscher Boxer
- Krause, Richard M (1925–2015), US-amerikanischer Immunologe
- Krause, Robert (1813–1885), deutscher Landschaftsmaler
- Krause, Robert (1831–1913), deutscher Jurist und Parlamentarier
- Krause, Robert (* 1970), deutscher Drehbuchautor, Regisseur, Kameramann und Produzent
- Krause, Rolf (1908–1982), deutscher Maler
- Krause, Rolf (1936–2014), deutscher Politiker (NPD), MdL
- Krause, Rolf Friedrich (* 1956), deutscher Diplomat
- Krause, Rolf-Dieter (* 1951), deutscher FernsehjournalistRolf-Dieter Krause (* 1951)

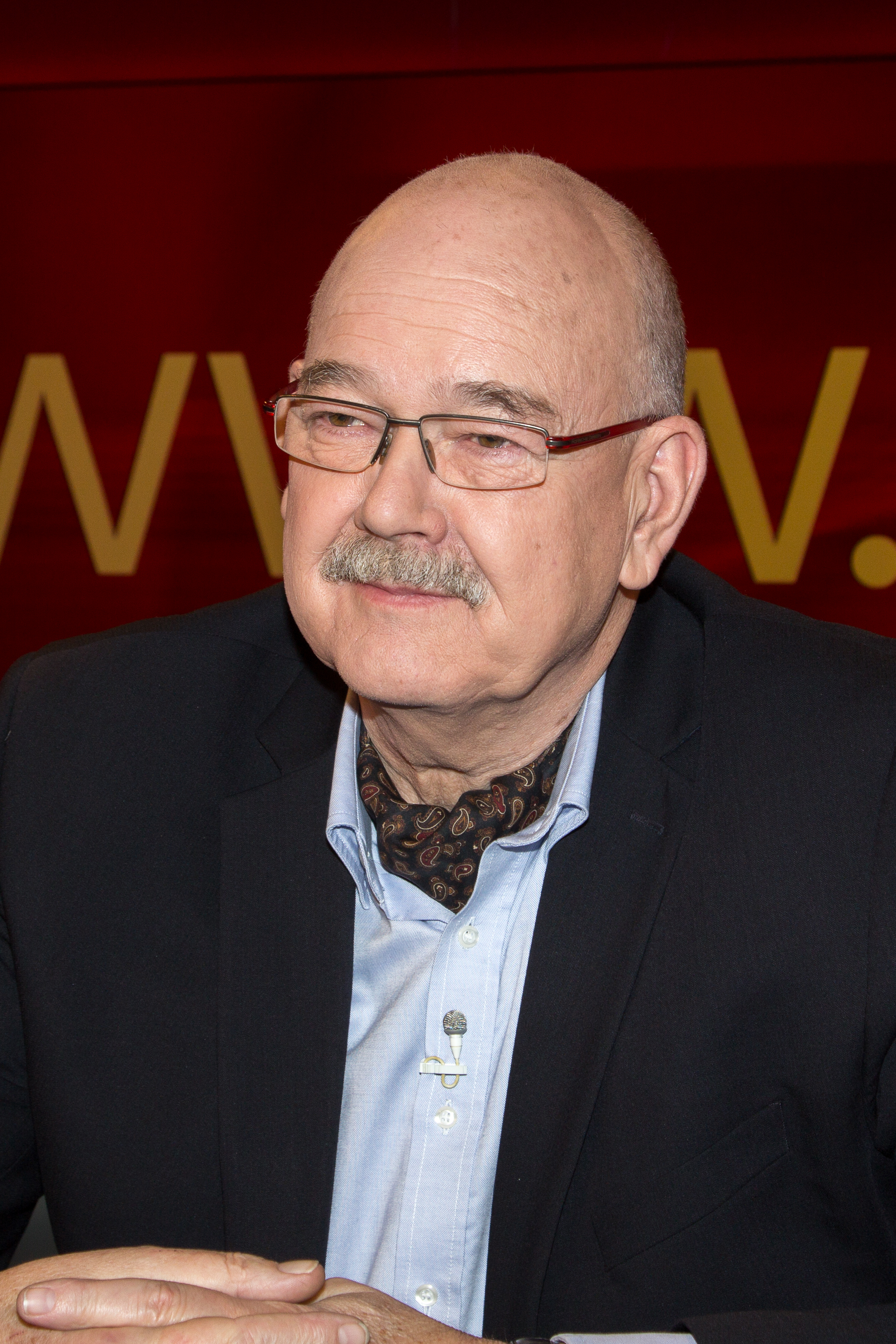
Rolf-Dieter Krause (* 1951)

- Krause, Roswitha (* 1949), deutsche Schwimmerin und Handballspielerin
- Krause, Rüdiger (* 1958), deutscher Prähistoriker und Hochschullehrer
- Krause, Rüdiger (* 1960), deutscher neuapostolischer Geistlicher
- Krause, Rüdiger (* 1961), deutscher Jurist und Hochschullehrer
- Krause, Rüdiger (* 1970), deutscher Jazzmusiker (Gitarrist und Komponist)
- Krause, Rudolf (1834–1895), deutscher Mediziner und Anthropologe
- Krause, Rudolf (1894–1971), deutscher Politiker (NSDAP), MdR
- Krause, Rudolf (1907–1987), ostdeutscher Automobilrennfahrer
- Krause, Rudolf (1927–2003), deutscher Fußballspieler
- Krause, Rudolf (1931–2021), deutscher Kommunalpolitiker
- Krause, Rudolf (* 1939), deutscher Politiker (DDR-CDU, CDU), MdL, sächsischer Innenminister
- Krause, Rudolf (* 1964), deutscher Schauspieler
- Krause, Rudolf Karl (1946–2024), deutscher Politiker (CDU, REP), MdB
- Krause, Rudolph Wilhelm der Ältere (1612–1689), deutscher Rechtswissenschaftler und Kanzler von Sachsen-Weimar
- Krause, Rudolph Wilhelm der Jüngere (1642–1718), deutscher Mediziner

###### Krause, S
- Krause, Sabine (* 1979), deutsche Schauspielerin
- Krause, Sabrina (* 1998), deutsche Volleyballspielerin
- Krause, Scott (* 1983), US-amerikanischer Historiker
- Krause, Sebastian (* 1989), deutscher Volleyballspieler
- Krause, Siegfried (* 1928), deutscher NDPD-Funktionär
- Krause, Sigrun (* 1954), deutsche Skilangläuferin
- Krause, Sinan (* 1986), deutsch-irakischer Techniker, deutsches Entführungsopfer im Irak
- Krause, Skadi (* 1970), deutsche Politikwissenschaftlerin und Autorin
- Krause, Sophia (* 1997), deutsche Ruderin
- Krause, Stefan (* 1958), deutscher Synchronsprecher, Hörspielsprecher, Schauspieler und MusikerStefan Krause (* 1958)

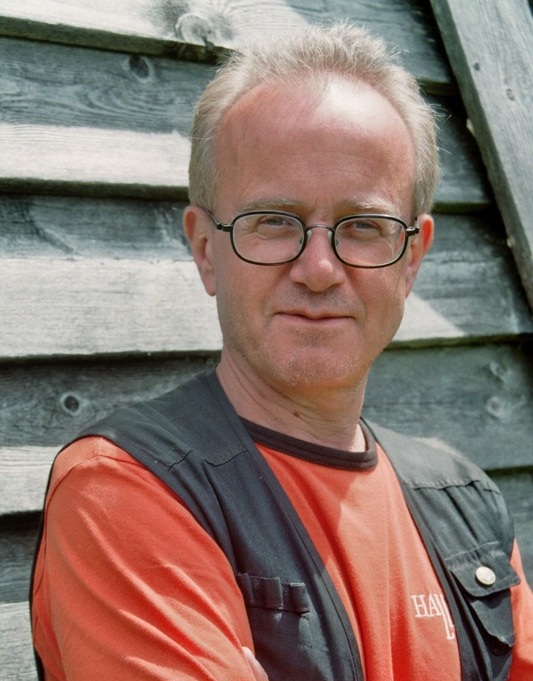
Stefan Krause (* 1958)

- Krause, Stefan (* 1962), deutsch-kolumbianischer Manager
- Krause, Stefan (* 1979), österreichischer Kunsthistoriker und Waffenkundler
- Krause, Susanne (* 1954), deutsche Buntpapiermacherin, Autorin und Verlegerin
- Krause, Sven (* 1986), deutscher Fußballspieler

###### Krause, T
- Krause, Thekla (* 1969), deutsche Fußballspielerin
- Krause, Theodor (1833–1910), deutscher Komponist, Sänger, Chorleiter und Gesangspädagoge
- Krause, Thilo (* 1977), deutscher Schriftsteller und Wirtschaftsingenieur
- Krause, Thomas (* 1953), Nuklearmediziner
- Krause, Tilman (* 1959), deutscher Literaturkritiker
- Krause, Tim (* 1971), deutscher Drehbuchautor, Politiker (AfD)
- Krause, Timon (* 1994), deutscher MentalistTimon Krause (* 1994)

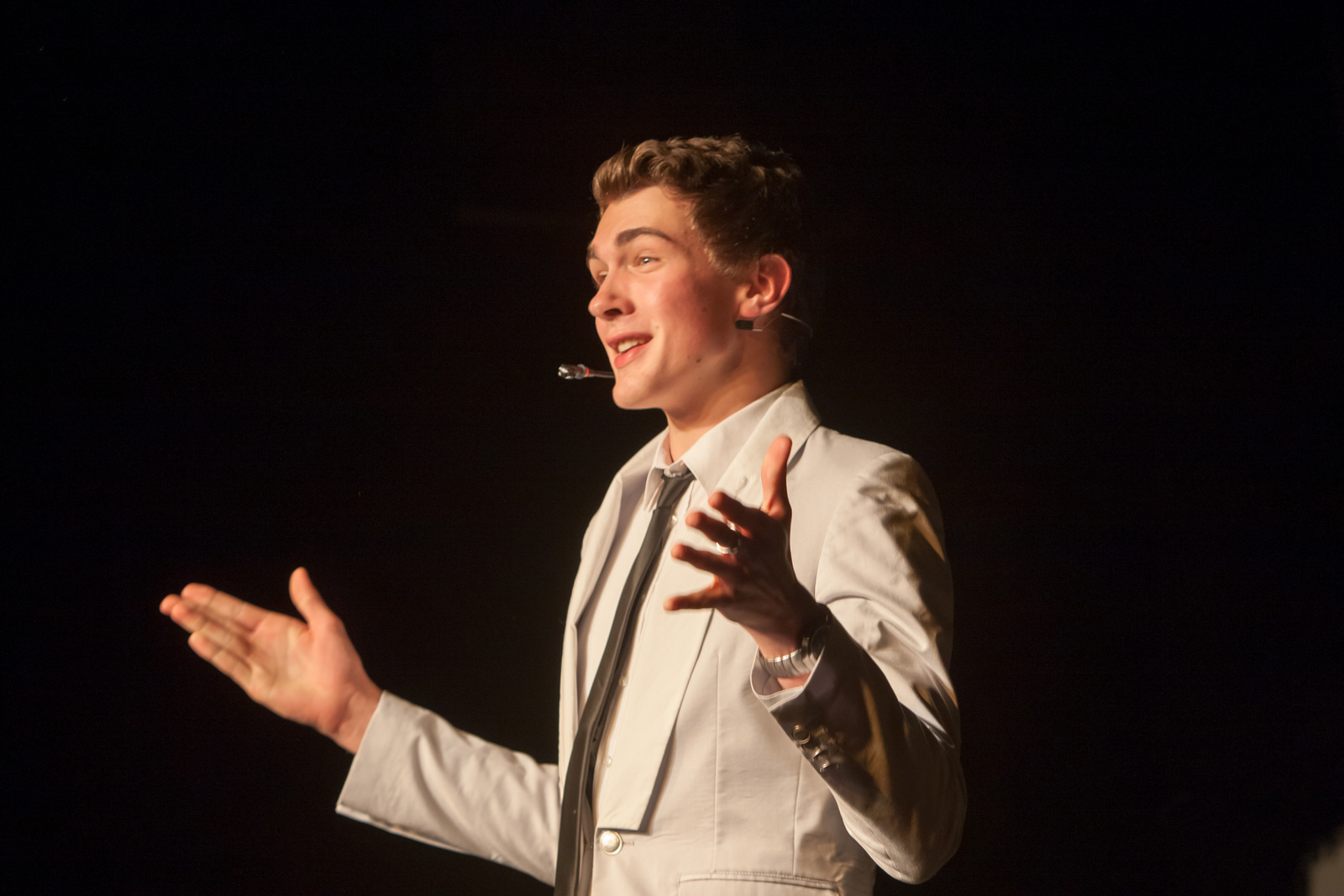
Timon Krause (* 1994)

- Krause, Tobias (1965–2005), deutsch-österreichischer Fernsehproduzent
- Krause, Tom (1934–2013), finnischer Opern- und Liedersänger (Bassbariton)
- Krause, Torsten (* 1981), deutscher Politiker (Die Linke), MdL

###### Krause, U
- Krause, Udo (1932–1988), deutscher Journalist und Jurist
- Krause, Ulf von (* 1944), deutscher Offizier, Politik- und Wirtschaftswissenschaftler
- Krause, Ullrich (* 1967), deutscher Mathematiker, Schachfunktionär und Schachspieler
- Krause, Ulrich (* 1959), deutscher Thermodynamiker und Hochschullehrer
- Krause, Ulrike (* 1983), deutsche Politikwissenschaftlerin
- Krause, Ute (* 1960), deutsche Schriftstellerin, Drehbuchautorin, Regisseurin und IllustratorinUte Krause (* 1960)

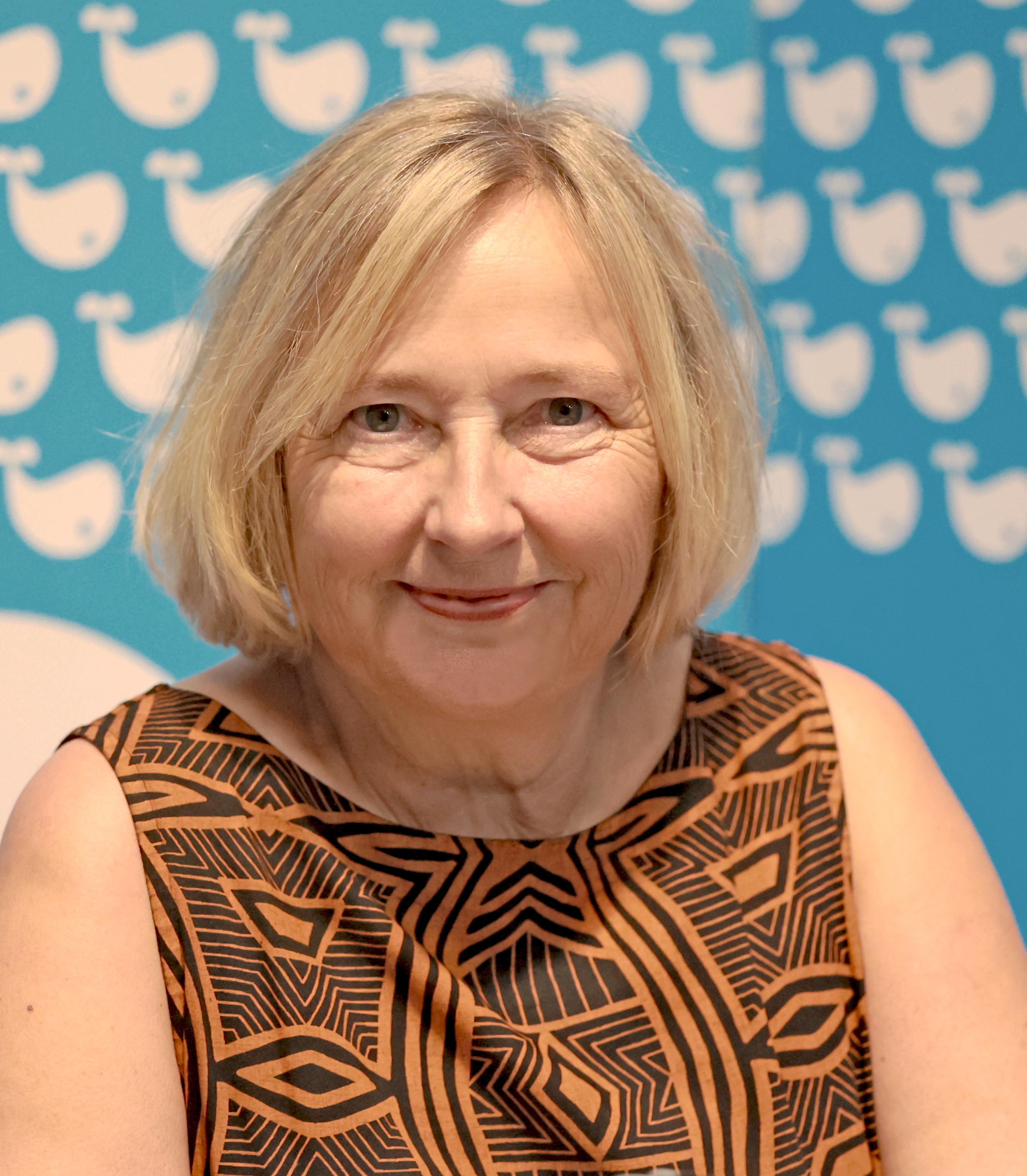
Ute Krause (* 1960)

- Krause, Uwe (* 1933), deutscher Keramiker, Skulpteur und Maler
- Krause, Uwe (* 1955), deutscher Fußballspieler
- Krause, Uwe (* 1969), deutscher Komponist, Dirigent und Hochschullehrer

###### Krause, V
- Krause, Velia (* 1965), deutsche Schauspielerin und Synchronsprecherin
- Krause, Victor (1870–1953), deutscher Verwaltungsjurist
- Krause, Victoria (* 2000), deutsche Leichtathletin
- Krause, Viktoria (* 1998), deutsch-ungarische Schauspielerin

###### Krause, W
- Krause, Waldemar (1908–1992), deutscher Kriminalpolizist, SS-Führer und Leiter des Sonderkommandos 4b der Einsatzgruppe C
- Krause, Waldemar (1926–2006), deutscher Schriftsteller
- Krause, Walter (1891–1967), deutscher Bildhauer
- Krause, Walter (1896–1948), deutscher Fußballspieler
- Krause, Walter (1910–2007), österreichischer Anatom
- Krause, Walter (1912–2000), deutscher Politiker (SPD), MdL
- Krause, Walter (* 1943), österreichischer Kunsthistoriker und Hochschullehrer
- Krause, Walter (* 1953), deutscher Fußballspieler
- Krause, Walther (1890–1960), deutscher Generalleutnant im Zweiten Weltkrieg
- Krause, Walther (1937–2018), deutscher Journalist, Musikwissenschaftler, Programmchef und Moderator
- Krause, Werner (1900–1971), deutscher Kommunalpolitiker, Oberbürgermeister von Hildesheim (1938–1945)
- Krause, Werner (1907–1945), deutscher KPD-Funktionär und Widerstandskämpfer gegen den Nationalsozialismus
- Krause, Werner (1932–2014), deutscher Politiker (SPD), MdA
- Krause, Werner (1934–2014), deutscher Archivar
- Krause, Werner (* 1935), deutscher Diplomat, Botschafter der DDR in Norwegen, Island und Dänemark
- Krause, Werner (* 1938), deutscher Diplomingenieur, Ingenieurwissenschaftler und Professor für Allgemeine Psychologie, ausgewiesener Klix-Schüler
- Krause, Wieland (* 1956), deutscher Künstler
- Krause, Wilfried (* 1948), deutscher Fußballspieler
- Krause, Wilhelm (1803–1864), deutscher Landschafts- und Marinemaler
- Krause, Wilhelm (1833–1910), deutscher Anatom und Professor für Anatomie
- Krause, Willi (1903–1987), deutscher Politiker (SPD) und Gewerkschafter
- Krause, Willi (* 1907), deutscher Journalist, Regisseur und Drehbuchautor
- Krause, William (1875–1925), deutscher Maler
- Krause, Willy (1901–1990), deutscher Schauspieler
- Krause, Winfried (1939–2019), deutscher Komiker oberlausitzisch-sächsischer Mundart
- Krause, Wolf-Dieter (* 1945), deutscher Sprachwissenschaftler und Hochschullehrer
- Krause, Wolf-Rüdiger (* 1944), deutscher Fußballspieler
- Krause, Wolfgang (1895–1970), deutscher Sprachwissenschaftler
- Krause, Wolfgang (1936–2020), deutscher Politiker (CDU), MdV, MdB
- Krause, Wolfgang (* 1938), deutscher Fußballspieler
- Krause, Wolfgang (* 1954), deutscher Fußballspieler
- Krause, Wolfram von (1914–1989), deutsch-baltischer lutherischer Theologe und Direktor der Neuendettelsauer Mission

##### Krause-

###### Krause-B
- Krause-Brewer, Fides (1919–2018), deutsche Fernsehjournalistin und BuchautorinFides Krause-Brewer (1919–2018)

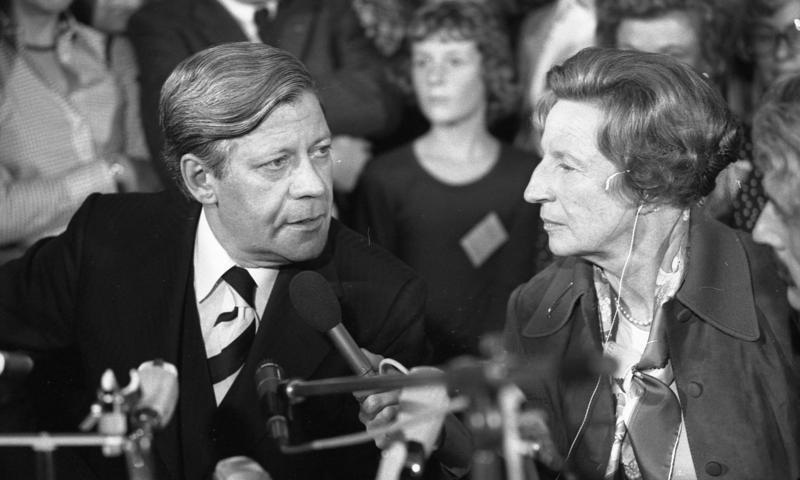
Fides Krause-Brewer (1919–2018)

- Krause-Burger, Sibylle (* 1935), deutsche Schriftstellerin und Journalistin

###### Krause-D
- Krause-Dietering, Hans (1911–1976), deutscher Fabrikleiter, Ingenieurschullehrer und -leiter

###### Krause-F
- Krause-Fuchs, Monika (1941–2019), deutsch-kubanische Sexualwissenschaftlerin und Sexualaufklärerin in Kuba

###### Krause-G
- Krause-Girth, Cornelia (* 1951), deutsche Psychoanalytikerin

###### Krause-J
- Krause-Junk, Gerold (* 1936), deutscher Wirtschaftswissenschaftler und emeritierter Hochschullehrer (Universität Hamburg)

###### Krause-K
- Krause-Kiederling, Max (1882–1962), deutscher Maler und Grafiker

###### Krause-L
- Krause-Lang, Martha (1912–2016), deutsche Sozialarbeiterin

###### Krause-O
- Krause-Osten, Friedrich (1884–1966), deutscher Maler

###### Krause-T
- Krause-Traudes, Markus (* 1957), deutscher Flottillenadmiral (Marine der Bundeswehr)Markus Krause-Traudes (* 1957)

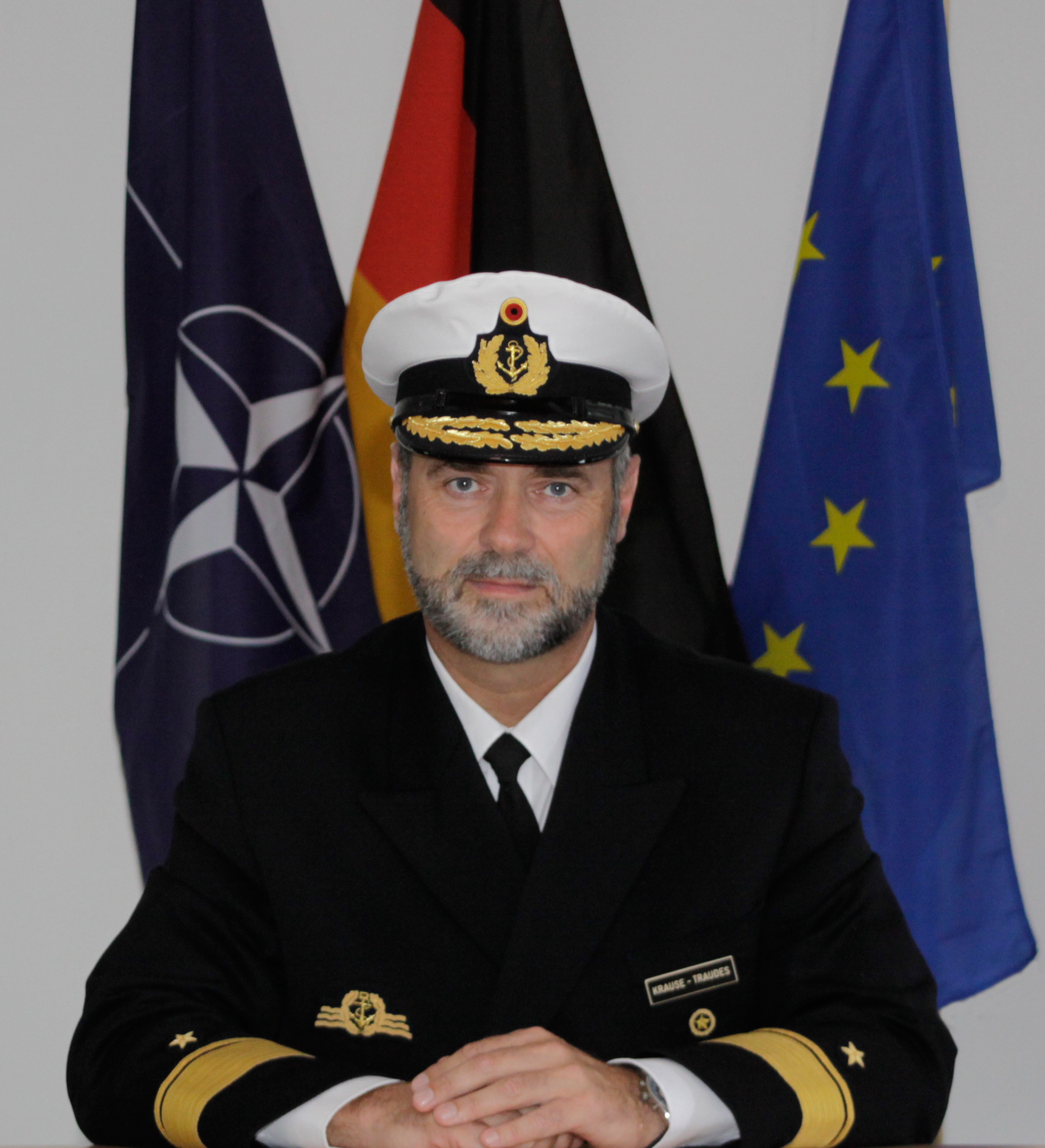
Markus Krause-Traudes (* 1957)

###### Krause-V
- Krause-Vilmar, Dietfrid (* 1939), deutscher Erziehungswissenschaftler und Historiker

###### Krause-W
- Krause-Wahl, Antje (* 1970), deutsche Kunsthistorikerin
- Krause-Wichmann, Eduard (1864–1927), deutscher Marinemaler
- Krause-Wichmann, Hans (1925–2007), deutscher Ruderer
- Krause-Wichmann, Joachim (1930–2000), deutscher Ruderer
- Krause-Wittgenstein, Ilse, deutsche Malerin

##### Krausel
- Kräusel, Richard (1890–1966), deutscher Paläobotaniker

##### Krausen
- Krausen, Edgar (1912–1988), deutscher Archivar und Historiker
- Krausen, Halima (* 1949), muslimische Theologin
- Krausen, Peter (* 1985), deutscher Basketballspieler
- Krauseneck, Wilhelm von (1774–1850), preußischer Generalfeldmarschall und Geodät

##### Krauser
- Krauser, Carl (* 1981), US-amerikanischer Basketballspieler (Amerikanische Jungferninseln)

#### Krausg
- Krausgrill, Gisela, deutsche Fechterin

#### Kraush
- Kraushaar, Bjarne (* 1999), deutscher Basketballspieler
- Kraushaar, Claudius (1878–1955), österreichischer Theaterintendant
- Kraushaar, Elmar (* 1950), deutscher Journalist und Schriftsteller
- Kraushaar, Frank (* 1967), deutscher Sinologe
- Kraushaar, Henrich (1810–1870), deutscher Gutsbesitzer, Landtagsabgeordneter Waldeck
- Kraushaar, Hermann (1881–1917), deutscher Marineoffizier und Luftschiffkommandant
- Kraushaar, Ingrid (* 1944), deutsche Politikerin (CDU)
- Kraushaar, Karina (1971–2015), deutsche Fernsehschauspielerin
- Kraushaar, Karl (1845–1920), deutscher Chemiker und Wirtschaftsführer
- Kraushaar, Karl (1858–1938), österreichischer Pädagoge, Journalist, Sachbuchautor und Bankier
- Kraushaar, Luise (1905–1989), deutsche Widerstandskämpferin gegen den Nationalsozialismus und SED-Funktionärin
- Kraushaar, Raoul (1908–2001), US-amerikanischer Komponist
- Kraushaar, Regina (* 1964), deutsche Politikerin (CDU)
- Kraushaar, Rolf (* 1930), deutscher DBD-Funktionär, MdV
- Kraushaar, Tom (* 1975), deutscher Verleger
- Kraushaar, William (1920–2008), US-amerikanischer Physiker
- Kraushaar, Wolfgang (* 1948), deutscher Politikwissenschaftler, Historiker und AutorWolfgang Kraushaar (* 1948)

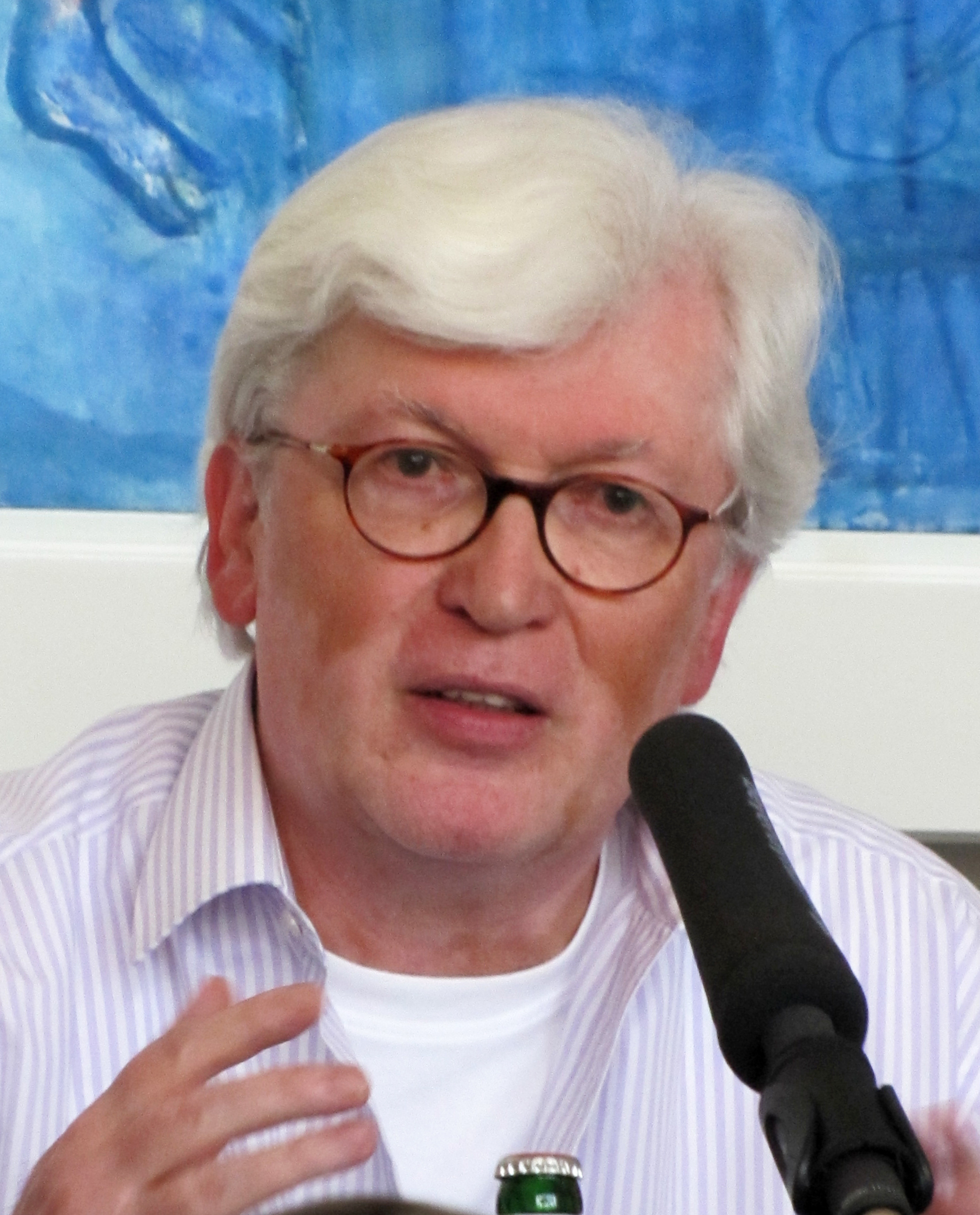
Wolfgang Kraushaar (* 1948)

- Kraushaar-Baldauf, Elisabeth (1915–2002), italienische Medizinerin und Schriftstellerin (Südtirol)
- Kraushaar-Pielach, Silke (* 1970), deutsche Rennrodlerin
- Kraushar, Aleksander (1843–1931), polnischer Autor
- Kraushofer, Manfred (* 1969), österreichischer Gewichtheber
- Kraushofer, Sonja (* 1978), österreichische Sängerin

#### Krausk
- Krauske, Otto (1859–1930), deutscher Historiker und Hochschullehrer
- Krauskopf, Alfred Artur (1904–2000), deutscher, evangelischer Pfarrer und Maler
- Krauskopf, Andrea (* 1967), österreichische Tischtennisspielerin
- Krauskopf, Annegret (* 1944), deutsche Politikerin (SPD), MdL
- Krauskopf, Bruno (1892–1960), deutscher Maler und Grafiker
- Krauskopf, Frédéric (* 1975), Schweizer Rechtswissenschaftler
- Krauskopf, Fritz (1882–1945), Fotograf
- Krauskopf, Georg (1789–1860), Landtagsabgeordneter Großherzogtum Hessen
- Krauskopf, Gregor (1919–2004), deutscher Maler, Grafiker und Hochschullehrer
- Krauskopf, Ingrid (* 1944), deutsche Klassische Archäologin und Etruskologin
- Krauskopf, Justus (1787–1869), deutscher Porträt- und Landschaftsmaler, Lithograph und Zeichenlehrer
- Krauskopf, Karl Heinz (1930–1984), deutscher Maler und Grafiker
- Krauskopf, Konrad B. (1910–2003), US-amerikanischer Geochemiker und Geologe
- Krauskopf, Maria (1875–1958), deutsche Künstlerin
- Krauskopf, Patrick, Schweizer Rechtsanwalt, Unternehmer und Rechtswissenschaftler
- Krauskopf, Peter (* 1966), deutscher Maler
- Krauskopf, Wilhelm (1847–1921), deutscher Radierer und Kunstpädagoge

#### Krausl
- Krausler, Helmut, österreichischer Koch

#### Krausm
- Krausmann, Andreas (1848–1918), deutscher Gastwirt und Bürgermeister
- Krausmann, Rudi (1933–2019), australischer Schriftsteller österreichischer Abstammung

#### Krausn
- Krausneck, Wilhelm (1875–1927), deutscher Jurist, Verwaltungsbeamter und Politiker (BVP)
- Krausneker, Peter (1766–1842), Arzt, Hochschullehrer und Rektor
- Krausnick, Heinrich Wilhelm (1797–1882), deutscher Jurist und Oberbürgermeister von Berlin
- Krausnick, Helmut (1905–1990), deutscher Historiker
- Krausnick, Michail (1943–2019), deutscher Schriftsteller

#### Krauso
- Krausová, Jana (* 1954), tschechische Schauspielerin und Künstlerin

#### Krausp
- Krauspe, Renate (* 1939), deutsche Ägyptologin
- Krauspe, Rüdiger (* 1953), deutscher Orthopäde und Unfallchirurg
- Krauspe, Walter (1895–1968), deutscher Architekt und Baubeamter in Göttingen

#### Krauss
- Krauß, Adolf (1813–1884), deutscher Jurist
- Krauß, Adolf (1878–1947), deutscher Ingenieur und VDI-Vorsitzender
- Krauß, Alexander (* 1975), deutscher Politiker (CDU)
- Krauß, Alfred (1862–1938), österreichischer Offizier, zuletzt General der Infanterie im Ersten Weltkrieg, Politiker (NSDAP), MdR und SA-Führer
- Krauss, Alison (* 1971), US-amerikanische Sängerin und FiddlespielerinAlison Krauss (* 1971)

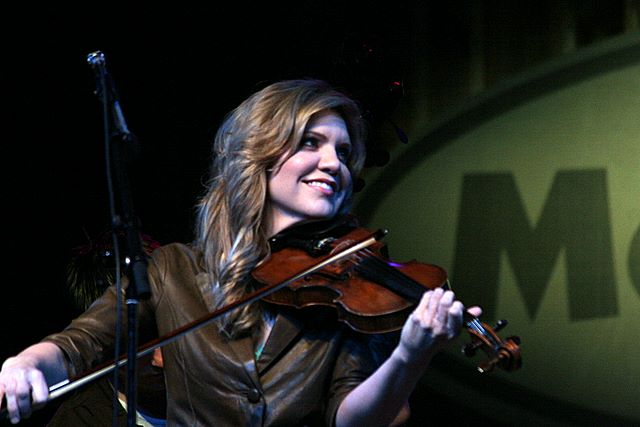
Alison Krauss (* 1971)

- Krauß, Andreas (* 1959), deutscher Fußballspieler
- Krauß, Angela (* 1950), deutsche Schriftstellerin
- Krauß, Annemarie (1927–2006), deutsche Archivarin und Heimatforscherin
- Krauß, Annie († 1943), deutsche Widerstandskämpferin
- Krauss, Beatrice (1903–1998), US-amerikanische Botanikerin und Hochschullehrerin
- Krauß, Bernd (* 1947), deutscher Fußballspieler
- Krauß, Bernd (* 1953), deutscher Olympiasieger im Rudern
- Krauss, Bernd (* 1957), deutscher Fußballspieler und -trainer
- Krauss, Bernhard (1810–1875), Arzt und Landtagsabgeordneter Großherzogtum Hessen
- Krauss, Briggan, amerikanischer Jazzmusiker und Klangkünstler
- Krauß, Carl Heinrich (1812–1849), deutscher Mathematiklehrer
- Krauss, Christian Ferdinand Friedrich von (1812–1890), deutscher Botaniker und Malakologe
- Krauss, Christoph (* 1964), deutscher Kameramann
- Krauss, Clemens (1893–1954), österreichischer DirigentClemens Krauss (1893–1954)

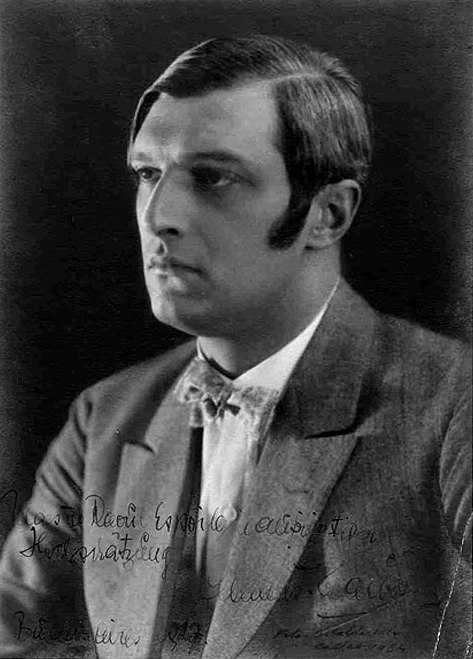
Clemens Krauss (1893–1954)

- Krauss, Clemens (* 1981), österreichischer bildender Künstler
- Krauss, Clementine (1877–1938), österreichische Tänzerin, Schauspielerin und Opernsängerin der Stimmlage Sopran
- Krauß, Constantin (1864–1928), deutscher Chemiker und Industrieller
- Krauss, Dan (* 1972), US-amerikanischer Filmregisseur, Kameramann und Filmproduzent
- Krauss, Daniel (* 1973), deutscher Schauspieler, Drehbuchautor und Regisseur
- Krauß, Detlef (1934–2010), deutscher Rechtswissenschaftler
- Krauss, Egon (1905–1985), österreichischer Orgelkundler
- Krauß, Elisabeth (1569–1639), deutsche Philanthropin und Stifterin
- Krauss, Emil (1870–1936), deutscher Richter und Konsularbeamter
- Krauss, Emil (1883–1949), deutscher Admiralarzt der Kriegsmarine
- Krauß, Erich (1940–2020), deutscher Sportfunktionär
- Krauß, Erika (1917–2013), deutsche Pressefotografin
- Krauss, Eugen (1881–1962), deutscher Bildhauer, Maler und Grafiker
- Krauss, Ferdinand (1848–1898), österreichischer Schriftsteller, Journalist und Beamter
- Krauß, Franz (1889–1982), deutscher Mathematiker
- Krauß, Franz von (1837–1919), österreichischer Polizist, Polizeipräsident von Wien (1886–1892)
- Krauß, Franz von (1865–1942), österreichischer Architekt
- Krauß, Friedrich (1835–1921), deutscher Fabrikant und Naturforscher
- Krauss, Friedrich (1894–1955), deutscher SA-Funktionär
- Krauss, Friedrich (1900–1977), deutscher Bauforscher
- Krauß, Friedrich Emil (1895–1977), deutscher Industrieller und ErfinderFriedrich Emil Krauß (1895–1977)

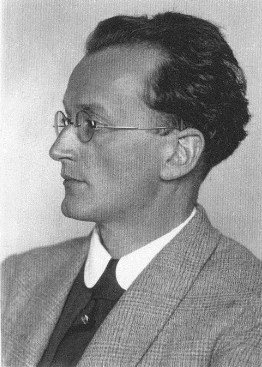
Friedrich Emil Krauß (1895–1977)

- Krauss, Friedrich Salomon (1859–1938), österreichisch-kroatischer Ethnologe, Sexualforscher und Slawist
- Krauss, Fritz (1898–1978), deutscher Marineoffizier, zuletzt Konteradmiral im Zweiten Weltkrieg
- Krauß, Fritz (* 1906), deutscher Fußballspieler und Fußballtrainer
- Krauss, Gabrielle (1842–1906), österreichische Opernsängerin (Sopran)
- Krauß, Georg (1826–1906), deutscher Maschinenbau-Unternehmer
- Krauß, Georg (1915–1973), deutscher Unternehmer und Politiker (CSU), MdL
- Krauß, Georg Peter (* 1840), deutscher Verwaltungsbeamter
- Krauss, Gerd (1941–2012), deutscher Filmarchitekt, Bühnenbildner und Kostümbildner
- Krauß, Gerd (* 1952), deutscher Oppositioneller in der DDR
- Krauß, Gottfried (1936–2017), deutscher Tischler und Holzschnitzer
- Krauß, Gottlieb Friedrich (1815–1895), deutscher Lithograf und Vertreter der Arbeiterbewegung
- Krauß, Günter (* 1951), deutscher Jurist, Richter am Bundesverwaltungsgericht a. D.
- Krauss, Günther (1911–1989), deutscher Rechtswissenschaftler
- Krauss, Günther (* 1940), deutscher Hockeyspieler
- Krauß, Gustav Adolf (1888–1968), deutscher Forstwissenschaftler und Hochschullehrer
- Krauß, Hans (1903–1981), deutscher Fußballspieler
- Krauß, Hans (* 1943), deutscher Fußballspieler
- Krauss, Hartmut (* 1951), deutscher Erziehungswissenschaftler
- Krauß, Heinrich Friedrich (* 1775), deutscher Verwaltungsjurist
- Krauss, Heinrich von (1847–1919), österreichischer Feldmarschalleutnant
- Krauß, Helene von (1870–1950), österreichische Malerin
- Krauss, Helmut (1941–2019), deutscher Schauspieler, Kabarettist, Synchronsprecher und SynchronregisseurHelmut Krauss (1941–2019)

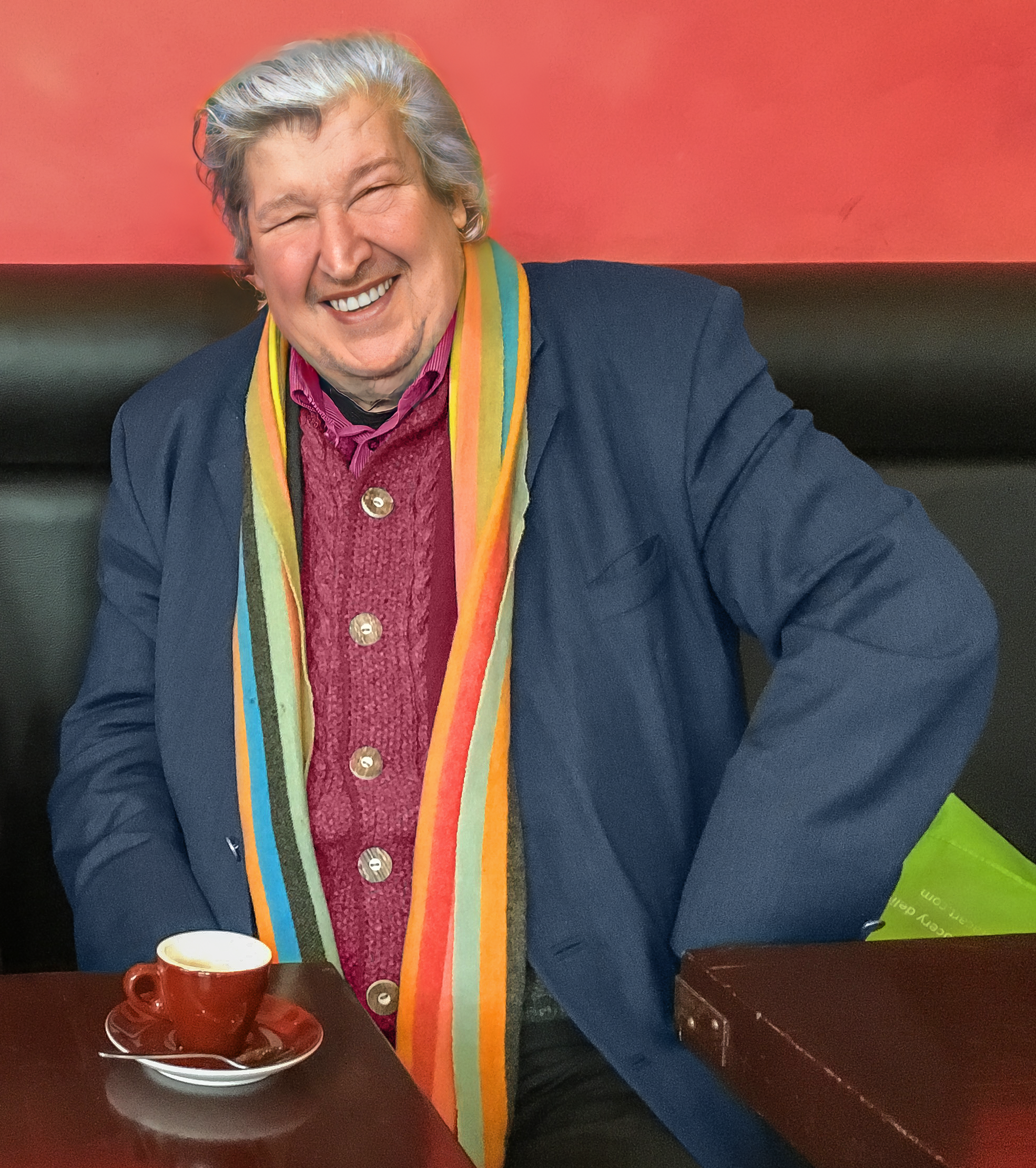
Helmut Krauss (1941–2019)

- Krauss, Helmuth (1905–1963), österreichischer Theaterschauspieler und Schauspiellehrer
- Krauß, Henning (* 1943), deutscher Romanist
- Krauss, Henry (1866–1935), französischer Schauspieler, Regisseur, Drehbuchautor
- Krauß, Hermann (1899–1971), deutscher Chirurg
- Krauß, Hermann (1904–2003), deutscher Pädagoge, Heimatforscher und Autor
- Krauss, Hermann August (1848–1939), deutscher Arzt und Entomologe
- Krauß, Irene (* 1962), deutsche Volkskundlerin, ehemalige Museumsleiterin und Publizistin
- Krauß, Irma (1949–2024), deutsche Schriftstellerin
- Krauss, Jacques (1900–1957), französischer Filmarchitekt
- Krauss, Jakob (1896–1988), deutscher Politiker (CDU), MdL (Baden-Württemberg), Schneidermeister
- Krauss, Jens (1913–1972), deutscher Verwaltungsbeamter und Landrat
- Krauß, Johann Ulrich (1655–1719), deutscher Zeichner, Kupferstecher und Verleger
- Krauss, Jörg (* 1958), deutscher politischer Beamter
- Krauß, Karen (* 1964), deutsche Juristin und Richterin am Bundessozialgericht in Kassel
- Krauß, Karl (1859–1906), deutscher Bildhauer und Hochschullehrer
- Krauß, Karl Ludwig David von (1797–1886), deutscher Jurist und Politiker
- Krauß, Karl von (1789–1881), österreichischer Justizminister
- Krauß, Käthe (1906–1970), deutsche Leichtathletin
- Krauß, Konrad (1904–1978), deutscher Fußballspieler
- Krauss, Konrad (* 1938), deutscher SchauspielerKonrad Krauss (* 1938)

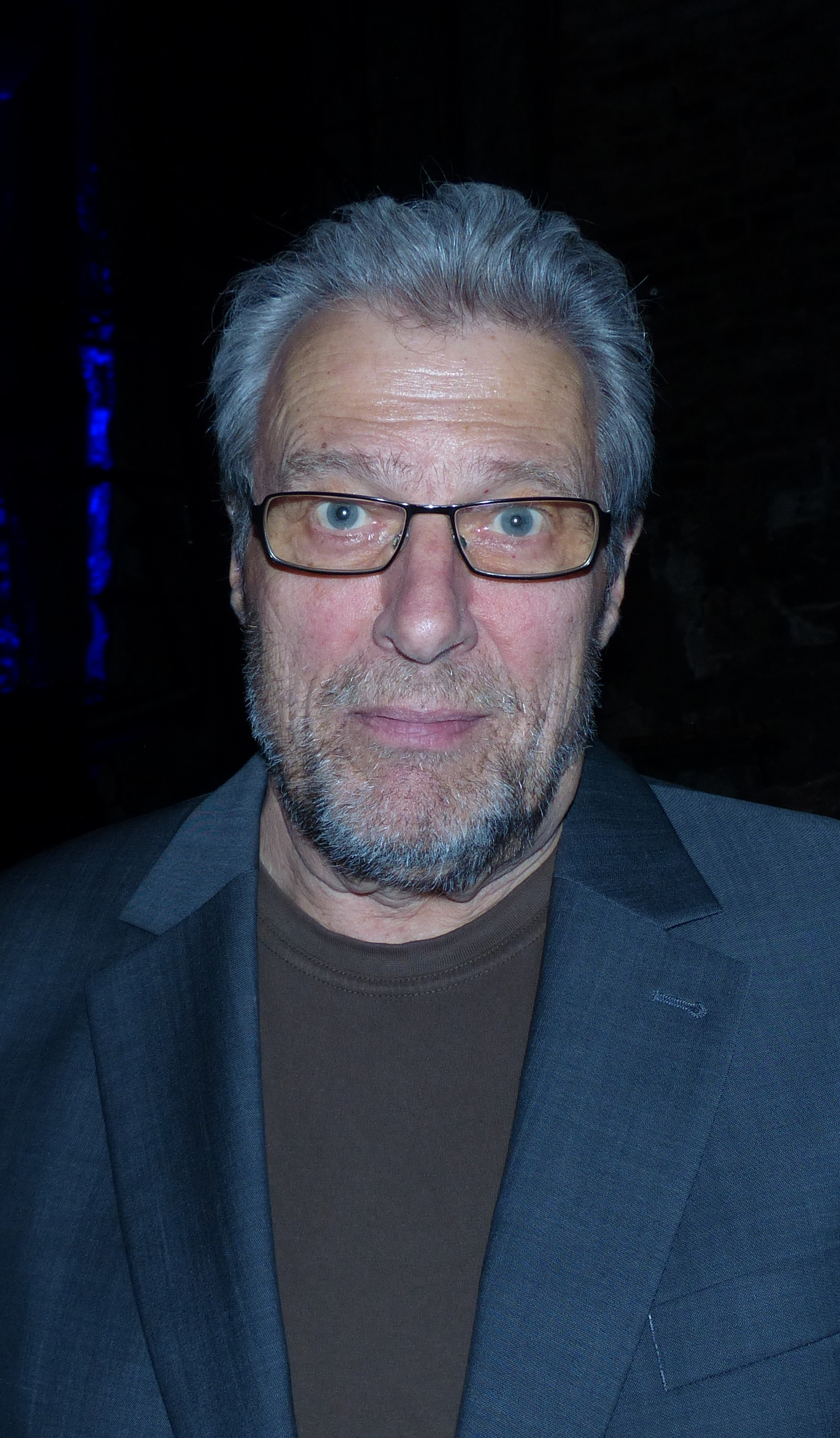
Konrad Krauss (* 1938)

- Krauß, Kurt (1941–2024), deutscher Fußballspieler und -trainer
- Krauss, Lawrence (* 1954), kanadischer Astrophysiker
- Krauß, Lothar (* 1956), deutscher Eisenbahn-Gewerkschafter
- Krauss, Lotti (1912–1985), Schweizer Malerin, Zeichnerin, Kabarettistin und Schauspielerin
- Krauß, Louis (1862–1927), deutscher Industrieller und Badewannenfabrikant
- Krauss, Ludwig Friedrich (1757–1851), evangelischer Geistlicher
- Krauß, Manfred (* 1939), deutscher Hochschullehrer, Professor für Informationstechnik
- Krauss, Marita (* 1956), deutsche Historikerin und Hochschullehrerin
- Krauss, Markus (* 1987), deutscher Fußballtorwart
- Krauss, Markus Ulrich Siegfried (1920–2017), deutscher Politiker (CDU), MdBB
- Krauß, Martin († 1554), deutscher evangelischer Pfarrer in Oberfranken und Schwaben
- Krauß, Martin (* 1964), deutscher Sportjournalist und Buchautor
- Krauss, Maximilian (* 1993), österreichischer Politiker (FPÖ)
- Krauß, Maximilian (* 1996), deutscher FußballspielerMaximilian Krauß (* 1996)

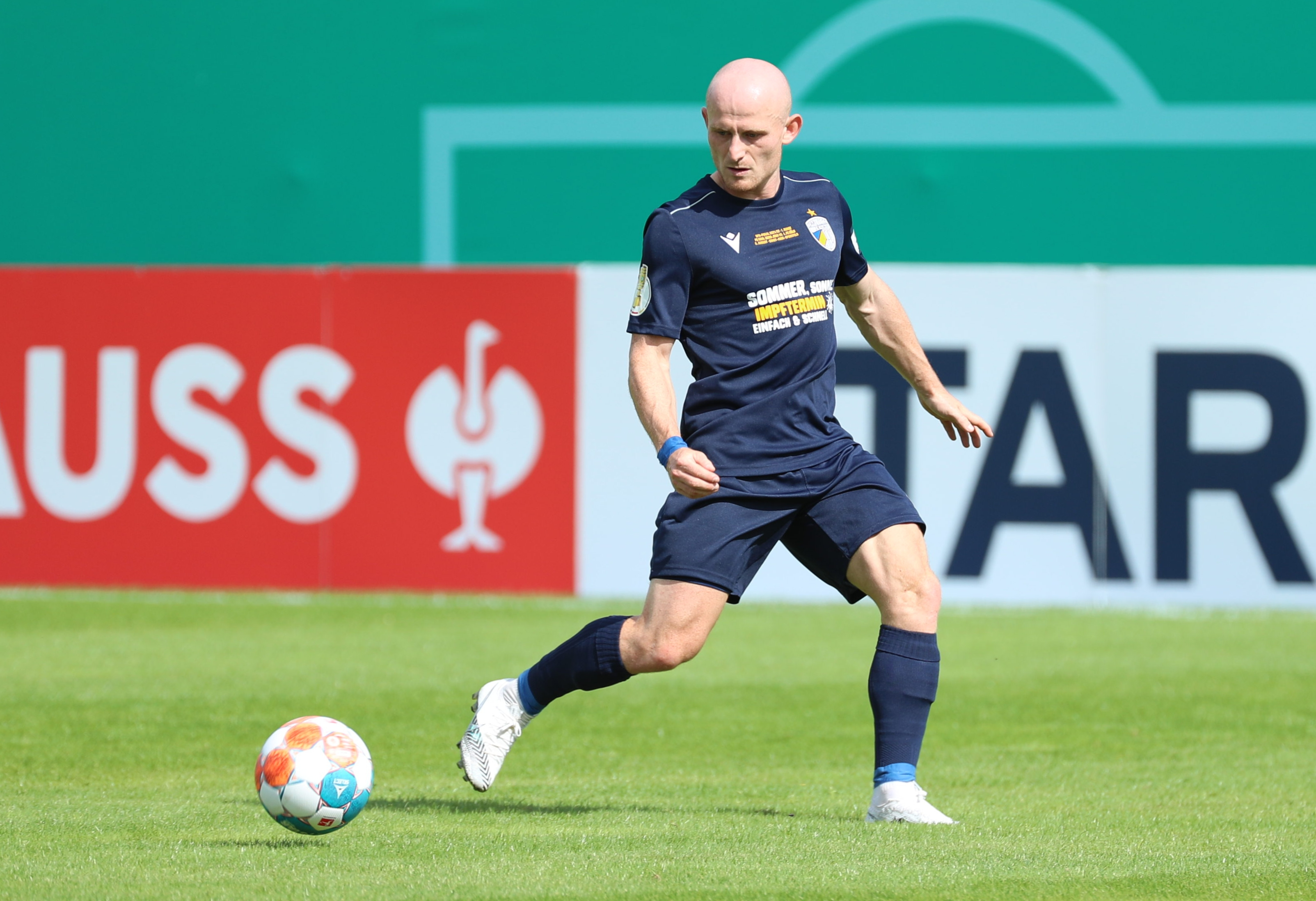
Maximilian Krauß (* 1996)

- Krauß, Michael (* 1983), deutscher Faustballer
- Krauss, Naomi (* 1967), Schweizer Schauspielerin
- Krauss, Nicole (* 1974), US-amerikanische SchriftstellerinNicole Krauss (* 1974)

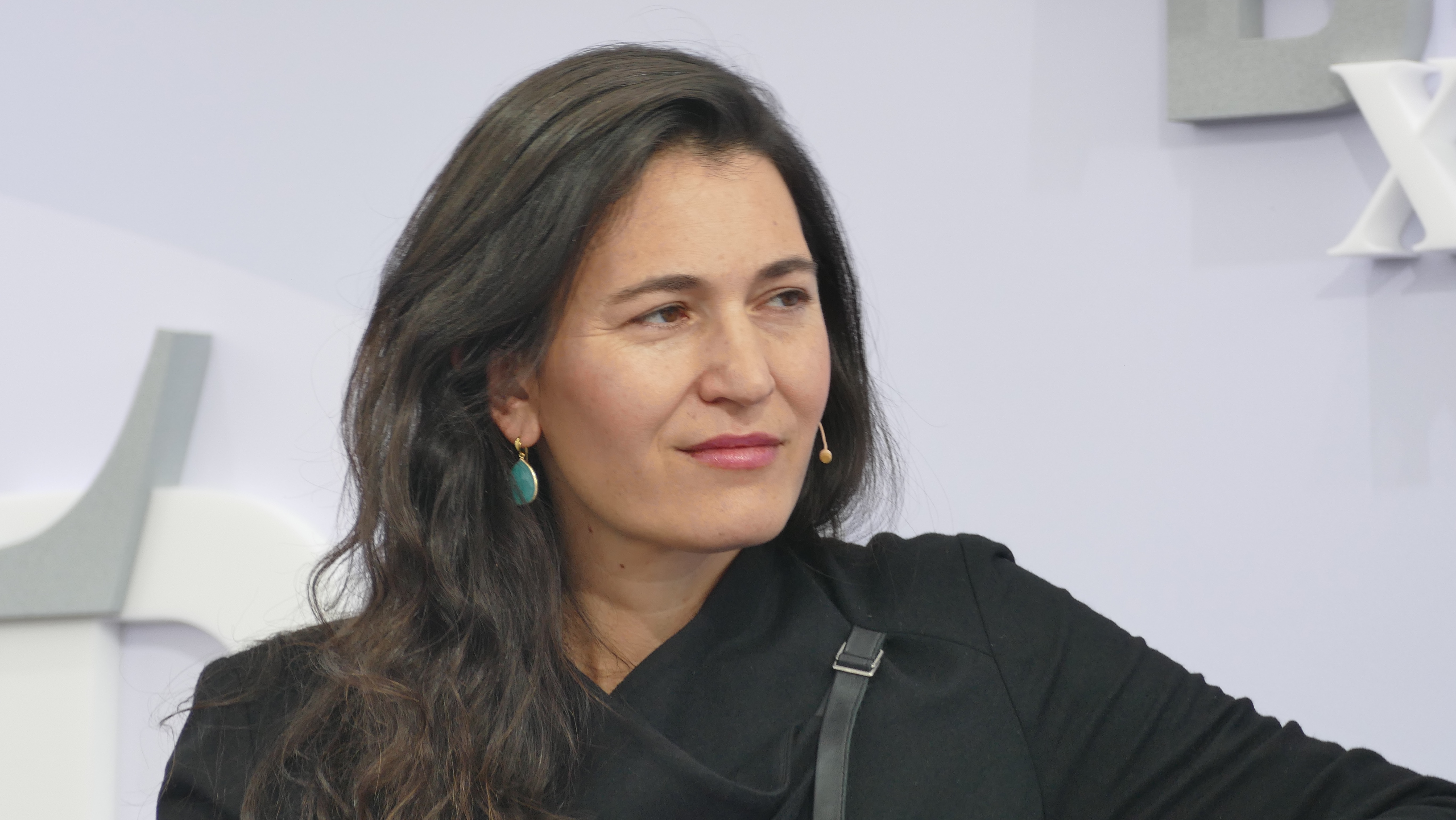
Nicole Krauss (* 1974)

- Krauß, Oliver (* 1969), deutscher Politiker (CDU), MdL
- Krauss, Otto (1884–1971), deutscher LDPD-Funktionär, MdV, Mitglied des DDR-Staatsrats
- Krauß, Otto (1890–1966), deutscher Regisseur und Theaterintendant
- Krauss, Pascal (* 1987), deutscher Mixed-Martial-Arts-Kämpfer
- Krauß, Patrick (* 1978), deutscher Physiker, Neurowissenschaftler und Kognitionswissenschaftler
- Krauß, Paula (* 1875), österreichische Theaterschauspielerin
- Krauß, Philipp (* 2001), deutscher Eishockeyspieler
- Krauß, Philipp von (1792–1861), österreichischer Finanzminister
- Krauß, Raiko (* 1973), deutscher Prähistorischer Archäologe
- Krauss, Raphael (* 1973), deutscher Fußballspieler
- Krauß, Robert (1894–1953), deutscher Offizier, zuletzt Generalmajor im Zweiten Weltkrieg
- Krauss, Roderick (* 1970), niederländischer Bratscher und Geiger
- Krauß, Roland (1946–2011), deutscher Fußballspieler
- Krauß, Rolf (* 1930), deutscher Fußballspieler
- Krauss, Rolf (* 1942), deutscher Ägyptologe
- Krauß, Rolf (* 1954), deutscher Ringer
- Krauss, Rolf H. (1930–2021), deutscher Kaufmann, Unternehmer, Fotograf, Sammler und Fotohistoriker
- Krauss, Rosalind (* 1941), US-amerikanische Kunstkritikerin und -theoretikerin, Professorin und Kuratorin
- Krauss, Rudolf (1861–1945), deutscher Literaturwissenschaftler und Archivrat
- Krauss, Ruth (1901–1993), amerikanische Kinderbuchautorin
- Krauss, Samuel (1866–1948), ungarischer jüdischer Gelehrter
- Krauß, Stefan (* 1967), deutscher Skirennläufer
- Krauß, Steffen (1965–2008), deutscher Fußballspieler
- Krauss, Stephen (1902–1973), österreichischer Psychiater
- Krauss, Susanne (* 1967), deutsche Fotografin, Illustratorin und Autorin
- Krauß, Sven (* 1983), deutscher Radrennfahrer und Sportlicher Leiter
- Krauß, Theodor (1864–1924), deutscher Alternativmediziner
- Krauss, Theodor (1883–1962), deutscher Jurist und Richter
- Krauß, Tom (* 2001), deutscher FußballspielerTom Krauß (* 2001)

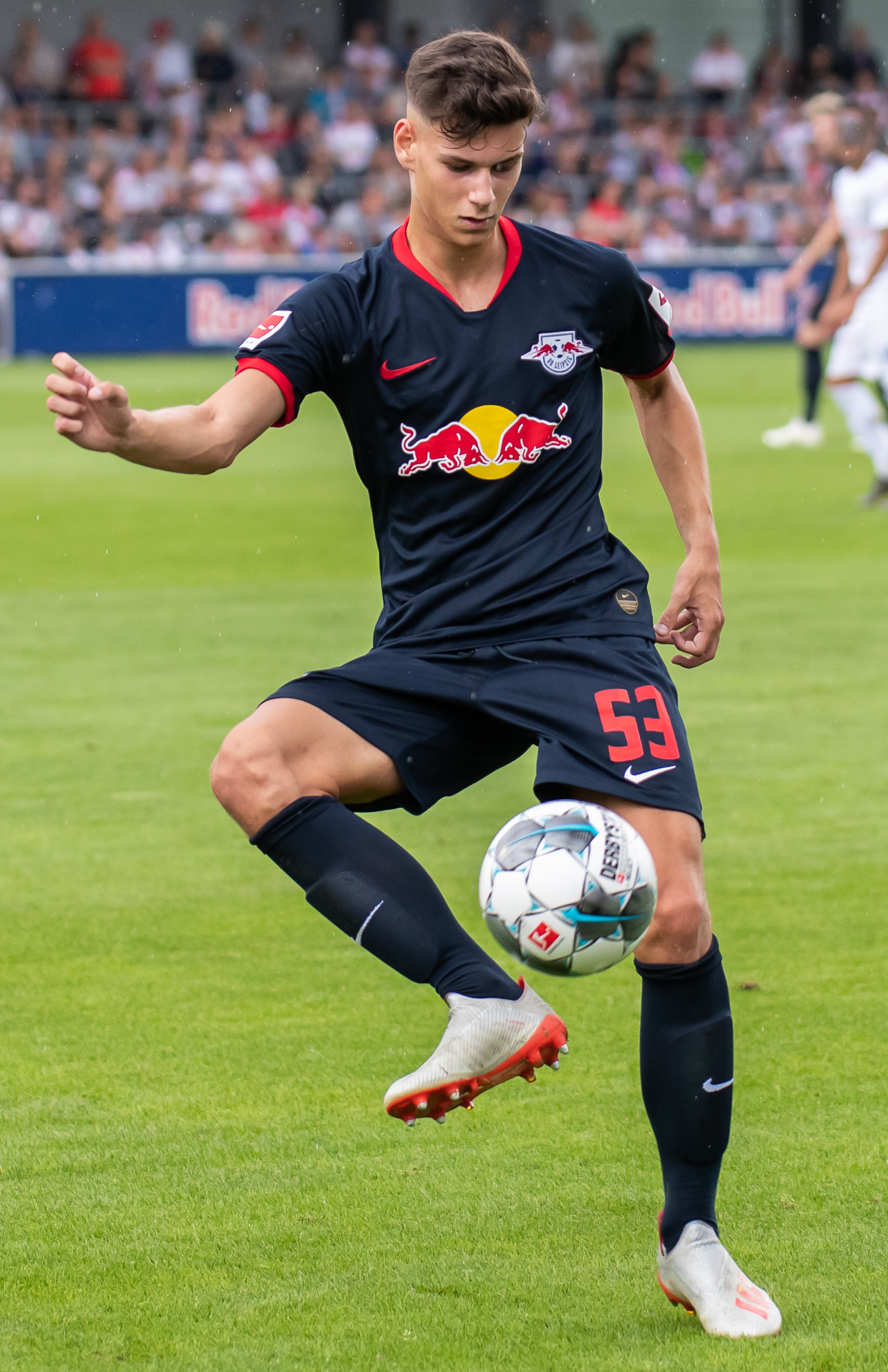
Tom Krauß (* 2001)

- Krauß, Veit (1893–1968), deutscher Maler und Grafiker in der Lausitz
- Krauß, Volkmar (1941–1999), deutscher Kommunalpolitiker (DSU, CDU)
- Krauß, Werner (1884–1959), deutscher SchauspielerWerner Krauß (1884–1959)

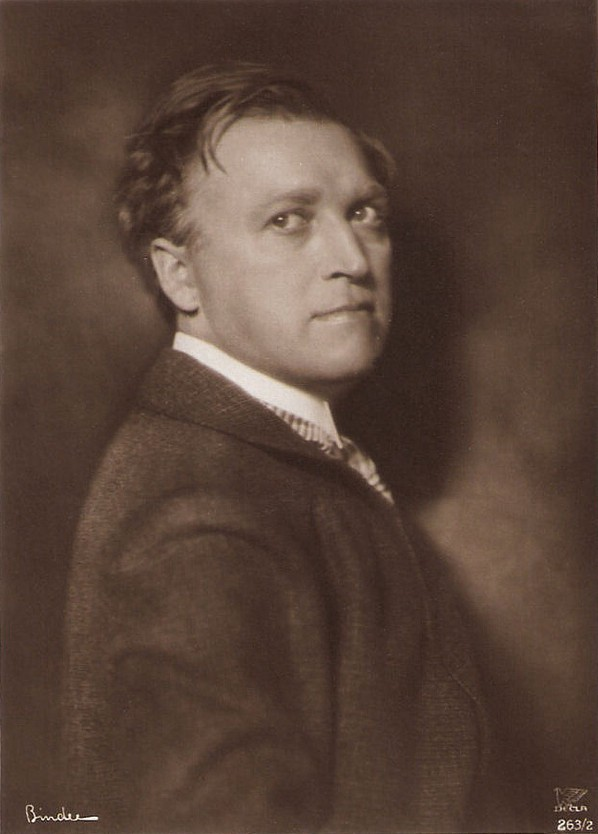
Werner Krauß (1884–1959)

- Krauss, Werner (1900–1976), deutscher Romanist und SED-Funktionär, MdL
- Krauß, Werner (* 1938), deutscher Fußballspieler
- Krauß, Werner (* 1957), deutscher Ethnologe
- Krauß, Wilhelm, deutscher Fußballspieler
- Krauß, Wilhelm (1830–1866), deutscher Landschafts- und Marinemaler
- Krauß, Willi (1935–2013), deutscher Konteradmiral
- Krauß, Willy (1886–1960), deutscher Fußballspieler
- Krauß, Winfried (1946–2004), deutscher Politiker (NPD)
- Krauß, Wolfgang (* 1954), deutscher Theologe und Täufer-Forscher
- Krauss, Wolfgang J. (1915–1986), deutscher Schriftsteller
- Krauss-Elka, Leopold (1891–1964), österreichischer Komponist
- Krauß-Leichert, Ute (* 1954), deutsche Bibliothekarin und Hochschullehrerin
- Krauss-Meyl, Sylvia (* 1951), deutsche Historikerin, Archivarin und Autorin
- Krauße, Alfred (1829–1894), deutscher Maler, Kupfer- und Stahlstecher
- Krauße, Angelina (* 1994), deutsche SpringreiterinAngelina Krauße (* 1994)

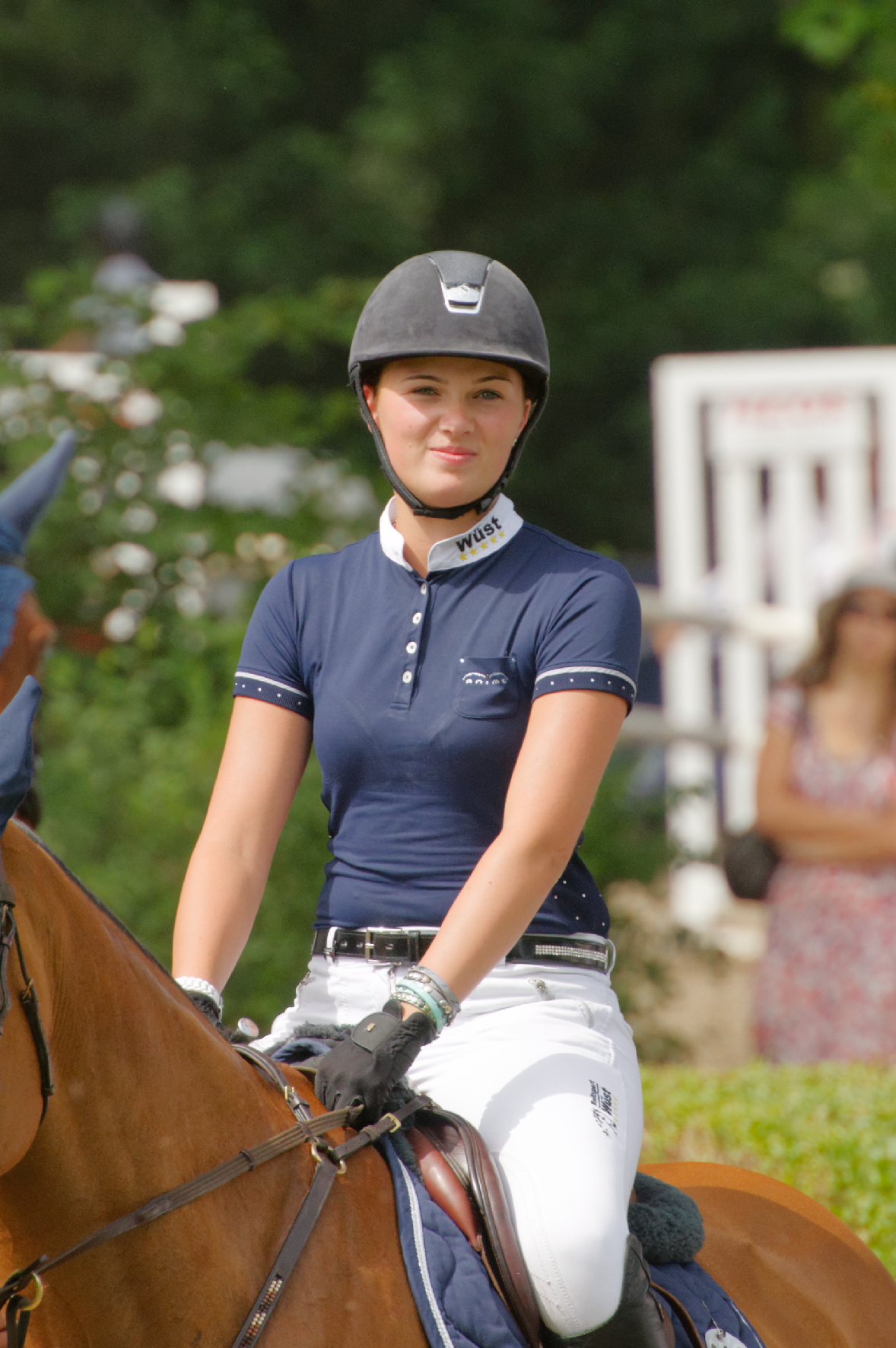
Angelina Krauße (* 1994)

- Krauße, Armin (1935–2019), deutscher Bergingenieur und Hochschullehrer
- Krauße, Axel (* 1971), deutscher Theaterregisseur und Intendant
- Krausse, Dirk (* 1962), deutscher Prähistoriker
- Krausse, Gerhard (1926–2012), deutscher Diplomat, Botschafter der DDR im Tschad
- Krauße, Heinrich (1871–1934), deutscher Reichsgerichtsrat
- Krauße, Horst (* 1949), deutscher Politiker (CDU), MdL
- Krausse, Joachim (* 1943), deutscher Hochschullehrer und Publizist
- Krauße, Max Manilius (1870–1931), deutscher Politiker (SPD), sächsischer Landtagsabgeordneter
- Krausse, Robert (1834–1903), deutscher Porträt- und Historienmaler sowie Aquarellist
- Krauße, Robin (* 1994), deutscher Fußballspieler
- Krauße, Stefan (* 1967), deutscher Rennrodler
- Krauße-Anderson, Monika (1929–2021), deutsche Filmregisseurin
- Kraußer, Fritz von (1888–1934), deutscher Offizier, Politiker (NSDAP), MdR und SA-Führer
- Krausser, Hartmut (* 1950), deutscher Diplomat
- Krausser, Helmut (* 1964), deutscher Schriftsteller, Dichter, Bühnenautor und Komponist
- Kraußer, Hermann (1881–1928), deutscher Gewerkschaftsfunktionär und Politiker (SPD, USPD)
- Krausser, Johann Konrad (1815–1873), deutscher Bildhauer
- Kraußer, Peter (* 1941), deutscher Funktionär, Arbeitsgruppenleiter des ZK der SED
- Kräusslich, Hans-Georg (* 1958), deutscher Virologe und Hochschullehrer
- Kräußlich, Horst (1926–2010), deutscher Tierzuchtwissenschaftler und Hochschullehrer
- Kraußneck, Arthur (1856–1941), deutscher Schauspieler
- Kraußold, Heinrich (1836–1914), deutscher Jurist und Politiker
- Kraussold, Max (1833–1901), deutscher Geistlicher und Politiker (DFP), MdR

#### Krausz
- Krausz, Danny (* 1958), österreichischer Filmproduzent
- Krausz, Emil (1897–1930), österreichischer Maler
- Krausz, Fanny (* 1990), österreichisch-deutsche Schauspielerin
- Krausz, Ferenc (* 1962), österreichisch-ungarischer PhysikerFerenc Krausz (* 1962)

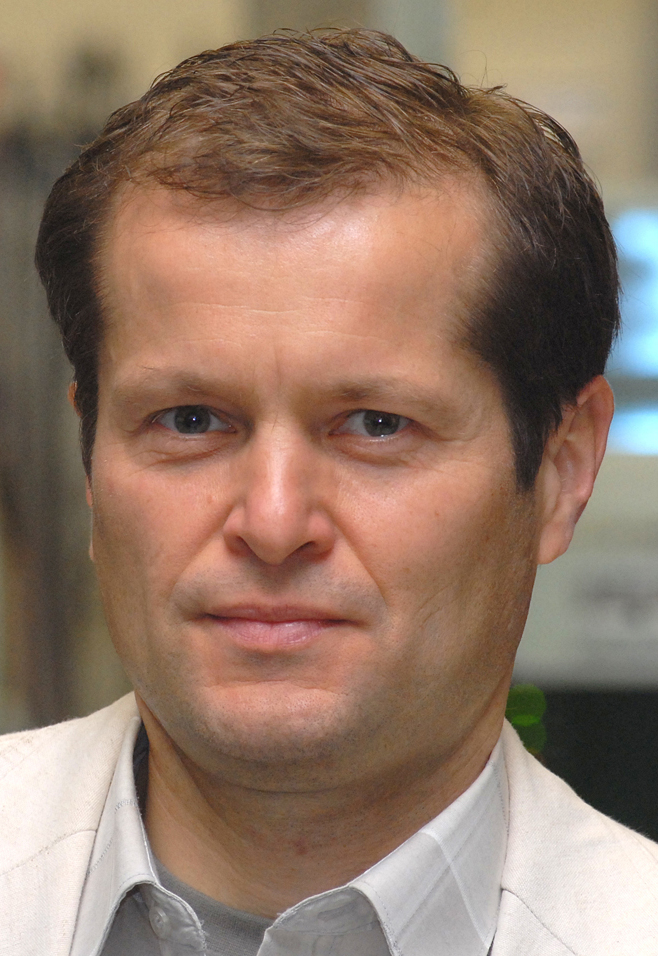
Ferenc Krausz (* 1962)

- Krausz, Franz (1905–1998), israelischer Grafiker und Plakatkünstler
- Krausz, Georg (1894–1973), deutscher Journalist, Kommunist und KZ-Häftling
- Krausz, Gergely (* 1993), ungarischer Badmintonspieler
- Krausz, Luis Sergio (* 1961), brasilianischer Literaturwissenschaftler und Autor
- Krausz, Mischa (* 1954), österreichischer Musiker, Komponist und Produzent
- Krausz, Rudolf (1872–1928), österreichischer Architekt
- Krausz, Wilhelm Viktor (1878–1959), österreichischer Maler

### Kraut
- Kraut, Alois (* 1957), österreichischer Diplomat
- Kraut, Antonie (1905–2002), deutsche Juristin und Wohlfahrtspflegerin
- Kraut, Artur (1920–2011), deutscher Politiker (CDU), MdBB
- Kraut, Carl Friedrich von (1703–1767), Oberhofmarschall von Prinz Heinrich von Preußen
- Kraut, Erich (1891–1978), deutscher Unternehmer
- Kraut, François (1907–1983), österreichisch-französischer Geologe und Mineraloge
- Kraut, Georg (1877–1955), deutscher Bürgermeister
- Kraut, Gertrud (1883–1980), deutsche Keramikerin, Kunsthandwerkerin und Unternehmerin
- Kraut, Hans, deutscher Kunsthafner
- Kraut, Heinrich (1893–1992), deutscher Chemiker und Ernährungsforscher
- Kraut, Heinrich von (1857–1935), deutscher Jurist und Politiker (Konservativ, DNVP)
- Kraut, Heinz († 1536), Täufer in Thüringen
- Kraut, Johann Andreas (1661–1723), deutscher Unternehmer
- Kraut, Julius (1859–1939), deutscher Porträtmaler
- Kraut, Karl (1829–1912), deutscher Chemiker
- Kraut, Karl (1889–1968), deutscher Verwaltungsbeamter und Politiker (BCSV, CDU)
- Kraut, Laura (* 1965), US-amerikanische Springreiterin und OlympiasiegerinLaura Kraut (* 1965)

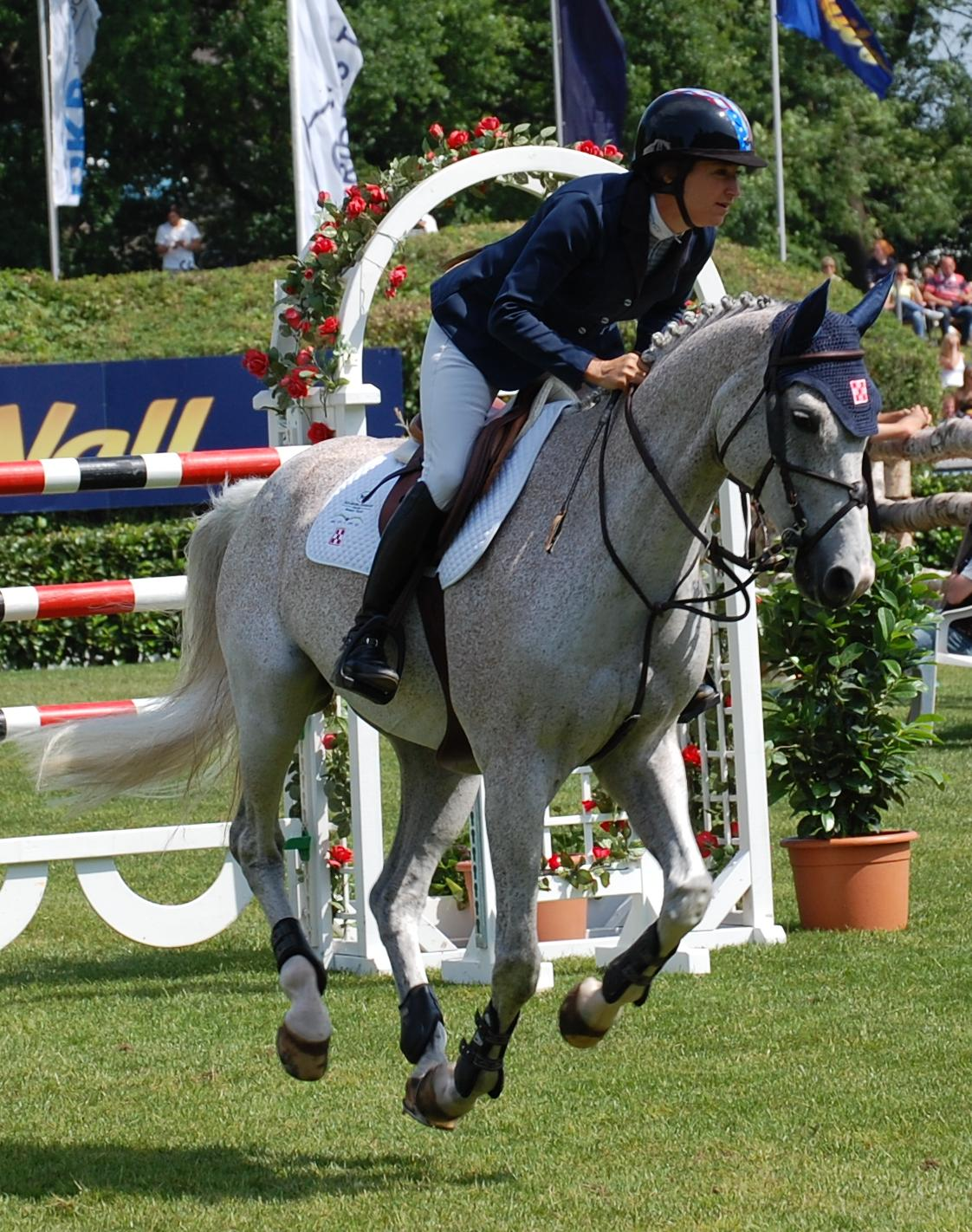
Laura Kraut (* 1965)

- Kraut, Luise Charlotte Henriette von (1762–1819), Erbin des Landes Löwenberg
- Kraut, Moritz (1905–1941), deutscher Politiker (NSDAP) und MdR (1936–1941)
- Kraut, Norbert (* 1965), deutscher Wissenschaftler, Hochschulprofessor und Autor
- Kraut, Richard (* 1944), US-amerikanischer Philosoph und Philosophiehistoriker
- Kraut, Wilhelm (1875–1957), deutscher Unternehmer
- Kraut, Wilhelm (1906–1992), deutscher Unternehmer
- Kraut, Wilhelm Theodor (1800–1873), deutscher Rechtswissenschaftler
- Krautbauer, Franz Xaver (1824–1885), deutschstämmiger, katholischer Bischof in USA
- Krautberger, Markus (* 1976), österreichischer Fußballspieler
- Krauter, Dieter (1926–2007), deutscher Mikrobiologe
- Kräuter, Ernst (1855–1915), badischer Landtagsabgeordneter
- Kräuter, Franz (1885–1969), rumäniendeutscher Politiker
- Kräuter, Günther (1956–2021), österreichischer Beamter und Politiker (SPÖ), Abgeordneter zum Nationalrat
- Kräuter, Harald (* 1970), österreichischer Rundfunkmanager
- Krauter, Jan (* 1984), deutscher Schauspieler und HörspielsprecherJan Krauter (* 1984)

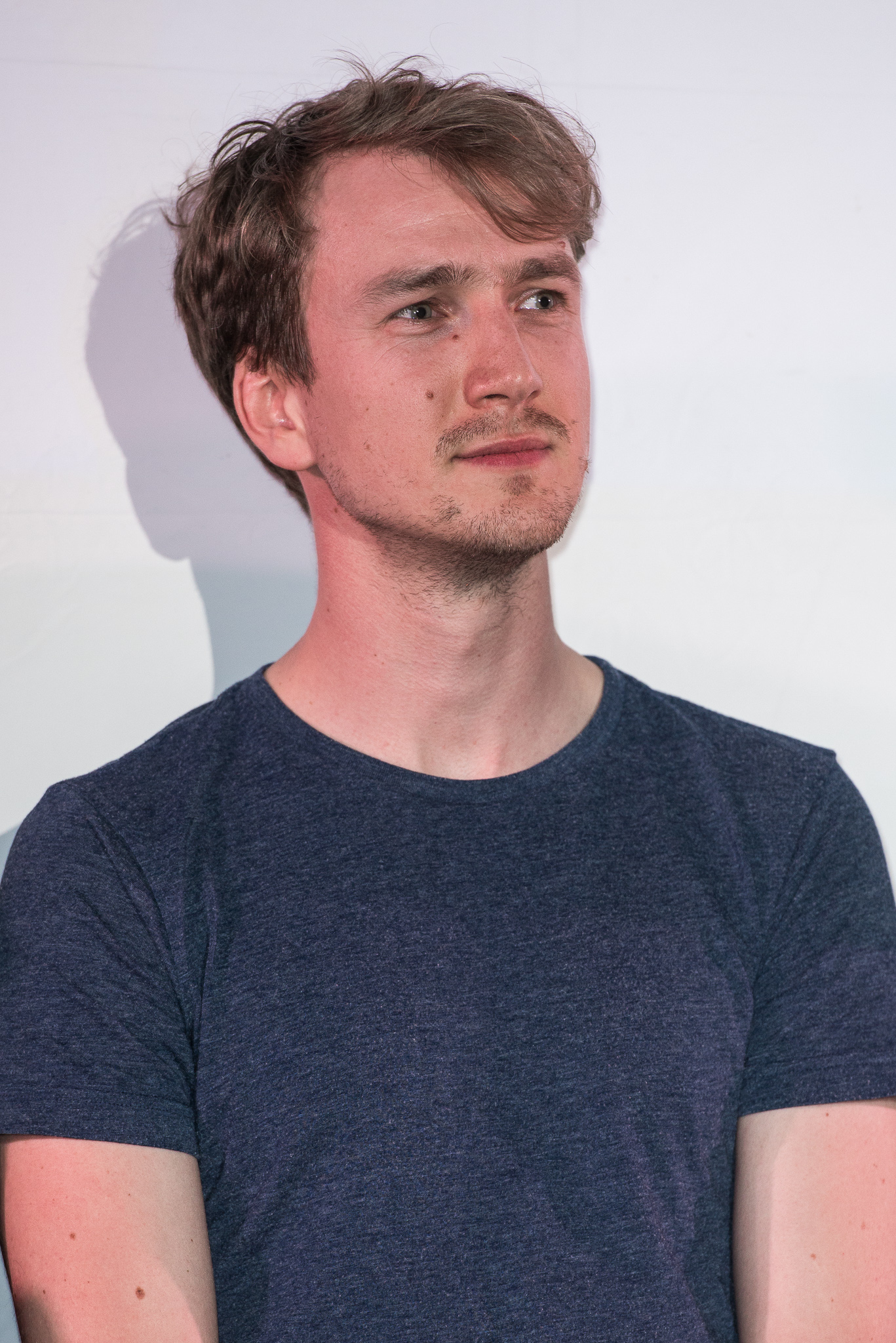
Jan Krauter (* 1984)

- Kräuter, Johann (1884–1953), banatschwäbischer römisch-katholischer Geistlicher und Märtyrer
- Kräuter, Luise (1891–1937), deutsche Politikerin
- Kräuter, Philipp David (1690–1741), deutscher Komponist, Organist und Musikdirektor in Augsburg
- Kräuter, Rainer (* 1964), deutscher Politiker (BSW, Die Linke)
- Krauter, Ralf (* 1972), deutscher Physiker und Hörfunkjournalist
- Kräuter, Sebastian (1922–2008), rumänischer Geistlicher, römisch-katholischer Bischof von Timișoara
- Krauter, Siegfried (* 1941), deutscher Pädagoge und Hochschullehrer
- Krauter, Stefan (* 1963), deutscher Hochschullehrer und Unternehmer im Bereich der Erneuerbaren EnergienStefan Krauter (* 1963)

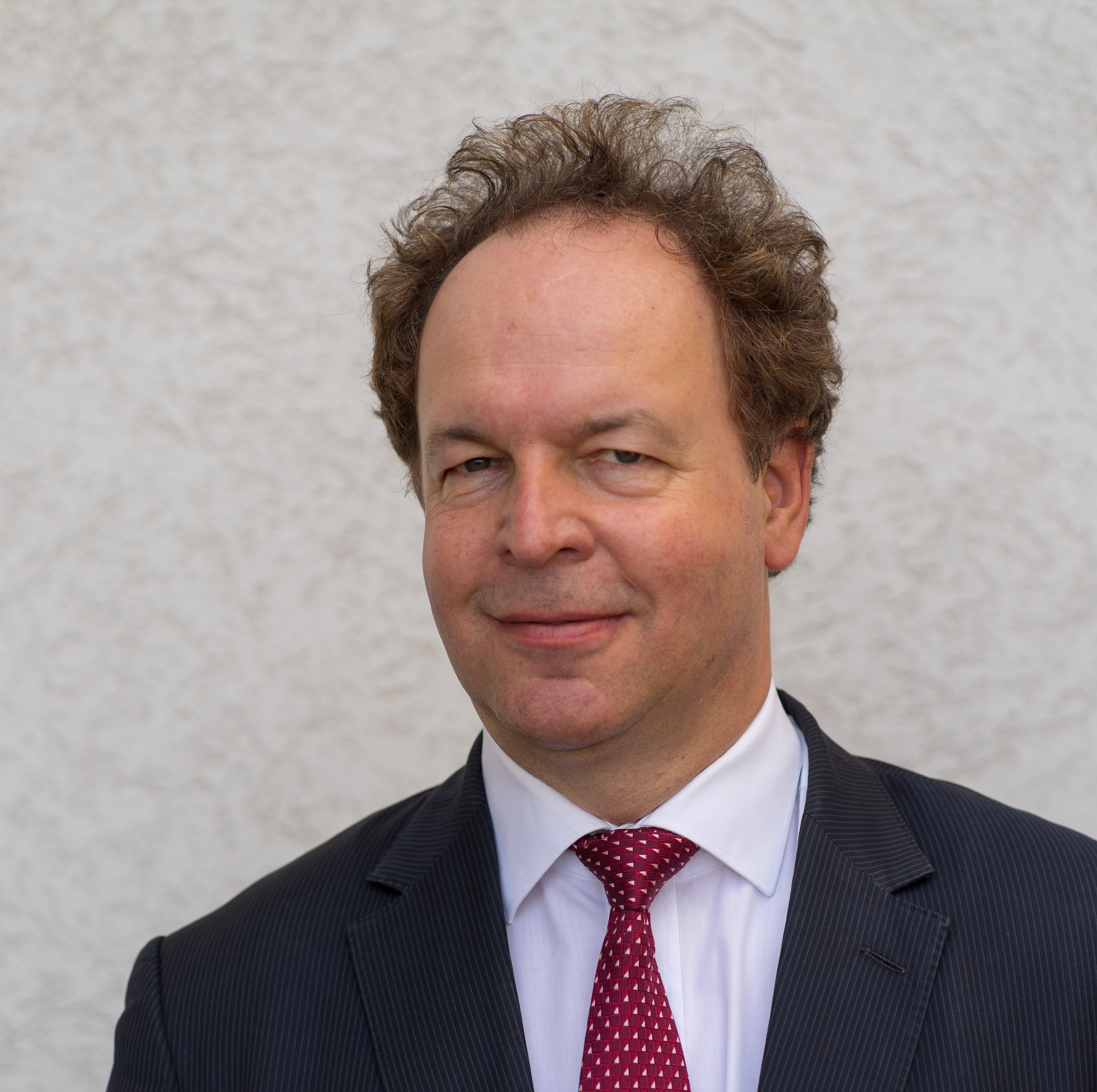
Stefan Krauter (* 1963)

- Kräuter, Theodor (1790–1856), Weimarer Bibliothekar, Großherzoglicher Rat und Sekretär Goethes
- Kräuter, Uwe (* 1945), deutscher Autor
- Kräuter, Winfried (* 1956), deutscher Fußballspieler
- Krautgartner, Karel (1922–1982), tschechischer Jazzmusiker
- Krautgartner, Manuel (* 1983), österreichischer Politiker (MFG)
- Krautgartner, Monika (* 1961), österreichische Schriftstellerin, Kolumnistin und Illustratorin
- Krautgasser, Annja (* 1971), österreichische Multimediakünstlerin
- Krautgasser, Franz (1920–1985), österreichischer Maler
- Krauth, Alfred (1878–1956), deutscher Fotograf und Künstler
- Krauth, Karlheinz (1936–2020), deutscher Bauingenieur
- Krauth, Peter (* 1960), deutscher Linksradikaler
- Krauth, Raimund (1952–2012), deutscher Fußballspieler und -trainer
- Krauth, Theodor (1850–1900), deutscher Architekt, Hochschullehrer und Fachbuchautor
- Krauth, Thomas (* 1953), deutscher Unternehmer, Kunsthändler und Musicalproduzent
- Krauthammer, Charles (1950–2018), US-amerikanischer Kolumnist
- Krauthausen, Bernardinus (1791–1870), deutscher Apotheker und Politiker
- Krauthausen, Franz (* 1946), deutscher Fußballspieler
- Krauthausen, Günter (* 1954), deutscher Mathematikdidaktiker und Hochschullehrer
- Krauthausen, Manuel (* 1992), deutscher Politiker (AfD)
- Krauthausen, Max (* 2002), deutscher Kinderdarsteller
- Krauthausen, Udo (1894–1969), deutscher Jurist und Ministerialbeamter
- Krauthäuser, Hans Georg (* 1965), deutscher Physiker
- Krautheimer, Albert Karl (1905–1966), deutsch-katholischer Priester, Schriftsteller und Redakteur des Konradsblattes
- Krautheimer, Anton (1879–1956), deutscher Bildhauer
- Krautheimer, Martin (1790–1869), deutscher römisch-katholischer Geistlicher, Theologe und Hochschullehrer
- Krautheimer, Richard (1897–1994), deutsch-amerikanischer KunsthistorikerRichard Krautheimer (1897–1994)

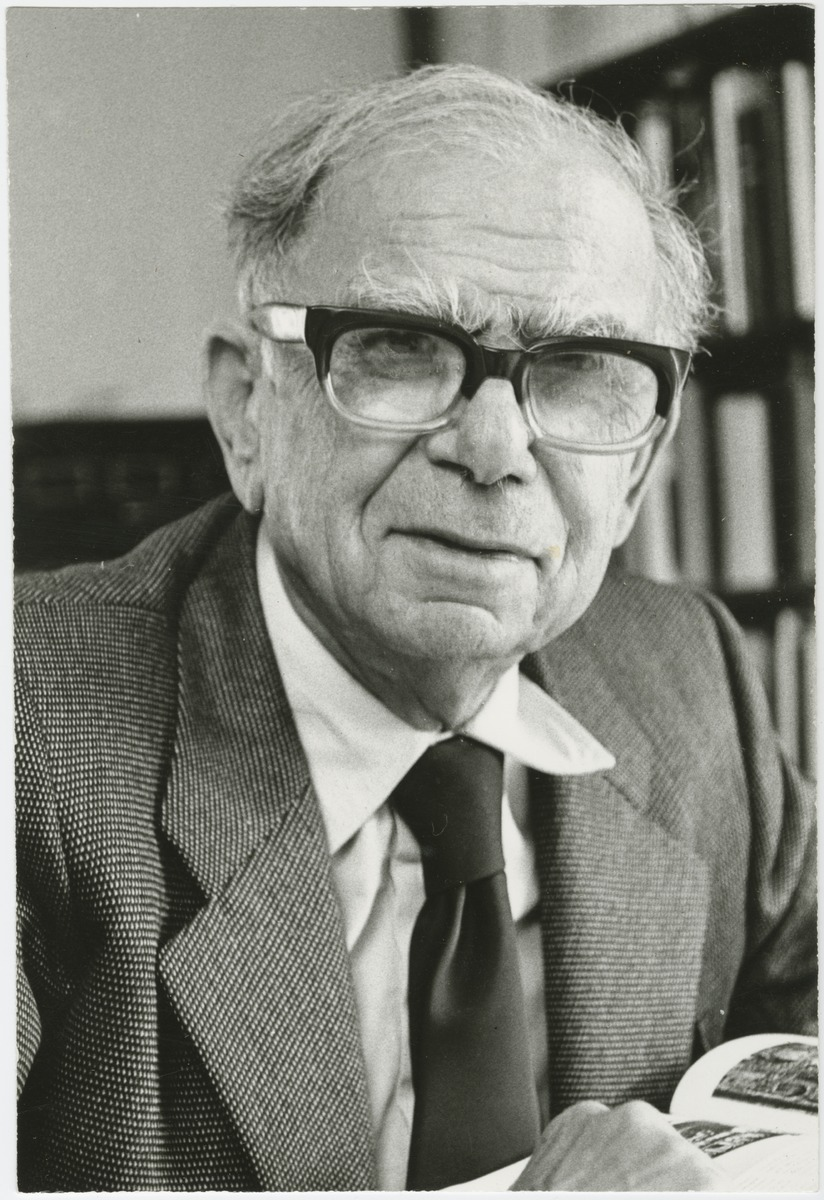
Richard Krautheimer (1897–1994)

- Krautheimer-Hess, Trude (1902–1987), deutsch-amerikanische Kunsthistorikerin
- Krauthoff, Christoph (1575–1655), Bürgermeister von Stralsund (1627–1655)
- Krautkrämer, Elmar (1927–2016), deutscher Historiker
- Krautkrämer, Felix (* 1979), deutscher Journalist und Publizist
- Krautkrämer, Horst (1937–2010), deutscher Rundfunkredakteur und Förderer des Hörspiels
- Krautkrämer, Josef (1913–2000), deutscher Physiker, Unternehmer
- Krautkremer, Ute (* 1958), deutsche Bildhauerin, Malerin und Objektkünstlerin
- Kräutl, Adolf (1928–1994), österreichischer Gewerkschafter und Politiker (SPÖ), Abgeordneter zum Nationalrat, Mitglied des Bundesrates
- Kräutle, Karl (1897–1977), deutscher NS-Agrarfunktionär
- Kräutle, Nora (1891–1981), erste promovierte Chemikerin an einer Technischen Hochschule in Deutschland
- Kräutler, Erich (1906–1985), österreichischer Geistlicher, katholischer Missionsbischof in Brasilien
- Kräutler, Erwin (* 1939), österreichischer Geistlicher und emeritierter Prälat von Xingu
- Kräutler, Mathias (1895–1965), österreichischer Offizier, zuletzt Generalmajor im Zweiten Weltkrieg
- Kräutler-Berger, Jutta (* 1958), österreichischer Politiker (GRÜNE), Landtagsabgeordnete
- Krautmacher, Henning (* 1957), deutscher Sänger und Frontmann der Gruppe HöhnerHenning Krautmacher (* 1957)

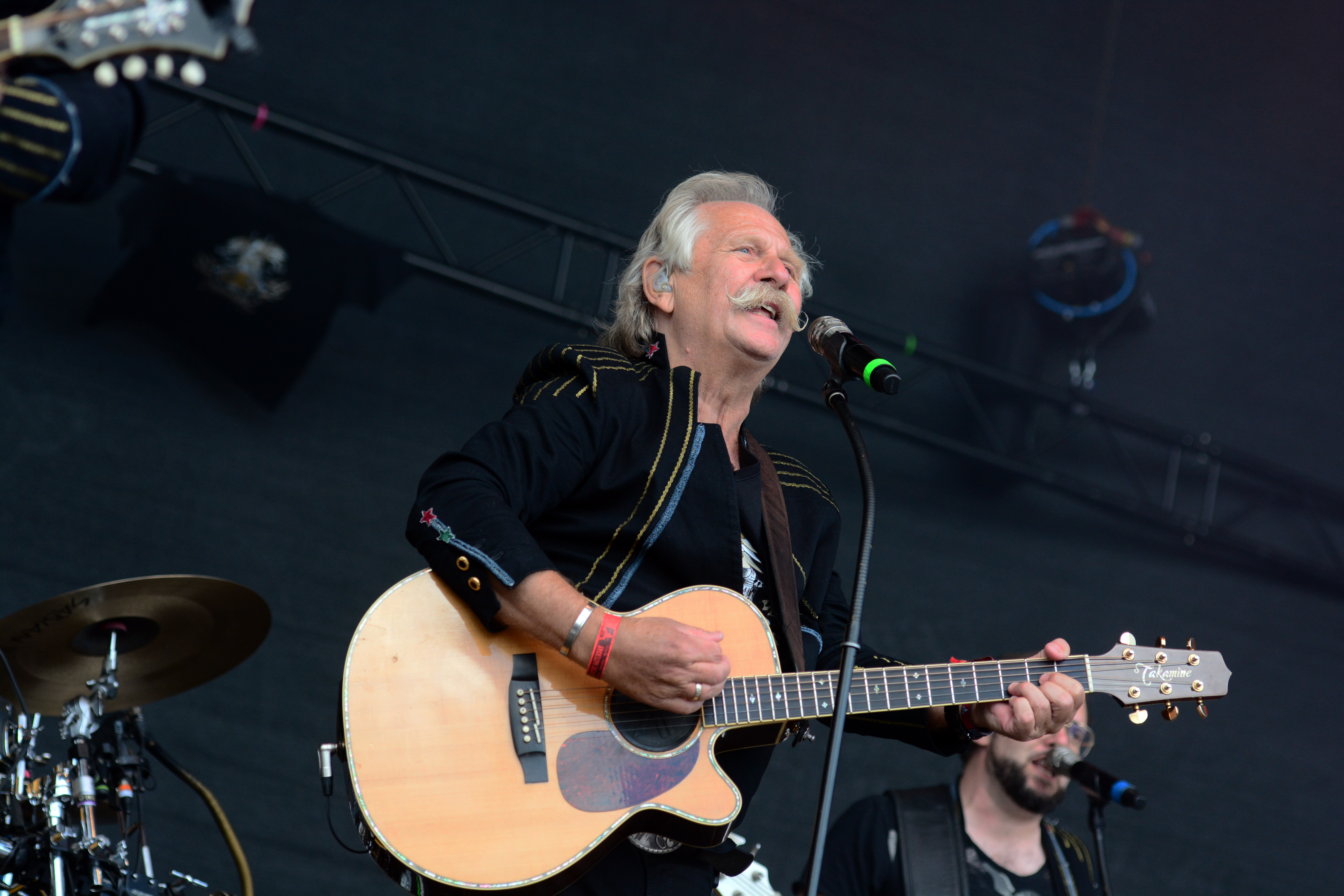
Henning Krautmacher (* 1957)

- Krautsack, Adolf (* 1909), österreichischer Politiker (NSDAP), Landtagsabgeordneter
- Krautschanka, Andrej (* 1986), belarussischer Zehnkämpfer
- Krautschanka, Pjatro (* 1950), belarussischer Politiker und Diplomat
- Krautscheid, Andreas (* 1961), deutscher Manager und Politiker (CDU)
- Krautscheid, Günter (* 1942), deutscher Radrennfahrer und Unternehmer
- Krautschenja, Sjarhej (* 1996), belarussischer Langstreckenläufer
- Krautter, Bernhard (1939–2018), deutscher römisch-katholischer Geistlicher, Domkapitular und Theologe
- Krautter, Horst (1933–1996), deutscher Politiker (SPD)
- Krautter, Hugo (1928–2008), deutscher Steinmetzmeister und Bildhauer
- Krautter, Kurt (1904–1978), deutscher politischer Funktionär (KPD) und Richter
- Krautwald von Annau, Joseph (1858–1925), österreichischer General im Ersten Weltkrieg
- Krautwald, Joseph (1914–2003), deutscher Bildhauer
- Krautwald, Valentin († 1545), deutscher Theologe und Humanist
- Krautwald-Junghanns, Maria-Elisabeth (1957–2023), deutsche Veterinärmedizinerin und Hochschullehrerin
- Krautwaschl, Sandra (* 1971), österreichische Politikerin (Die Grünen), Abgeordnete zum Landtag Steiermark, Physiotherapeutin
- Krautwaschl, Wilhelm (* 1963), österreichischer Geistlicher, römisch-katholischer Bischof von Graz-SeckauWilhelm Krautwaschl (* 1963)

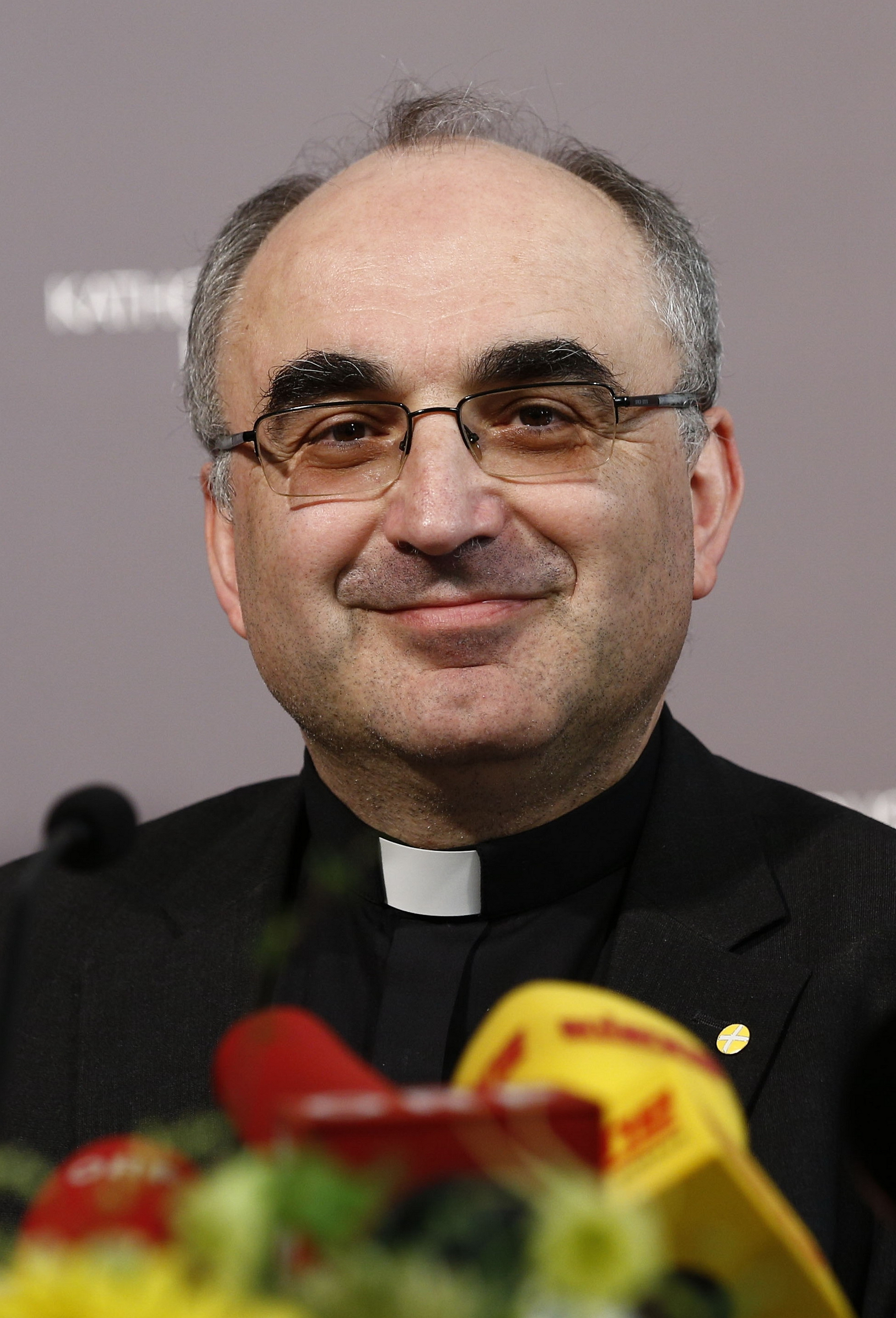
Wilhelm Krautwaschl (* 1963)

- Krautwig, Carl (1904–1981), deutscher Beamter und Jurist
- Krautwurst, Franz (1923–2015), deutscher Musikwissenschaftler
- Krautwurst, Hubert (1924–1948), deutscher Kommandoführer im KZ Buchenwald
- Krautz, Hans-Wolfgang (1948–2003), deutscher Altphilologe und Philosoph
- Krautz, Jochen (* 1966), deutscher Kunstpädagoge
- Krautz, Julius (1843–1921), deutscher Scharfrichter
- Krautz, Otto (1880–1953), deutscher Gewerkschaftsfunktionär
- Krautz, Pauline (1890–1941), sorbische Unternehmerin
- Krautzberger, Franz (1913–1942), deutscher Politiker (NSDAP), MdR
- Krautzberger, Maria (* 1954), deutsche Politikerin (SPD), Staatssekretärin in Berlin
- Krautzberger, Michael (1943–2021), deutscher Jurist
- Krautzer, Thomas (* 1965), österreichischer Historiker
- Krautzig, Horst (* 1952), deutscher Fußballspieler
- Krautzun, Eckhard (* 1941), deutscher Fußballspieler und -trainerEckhard Krautzun (* 1941)

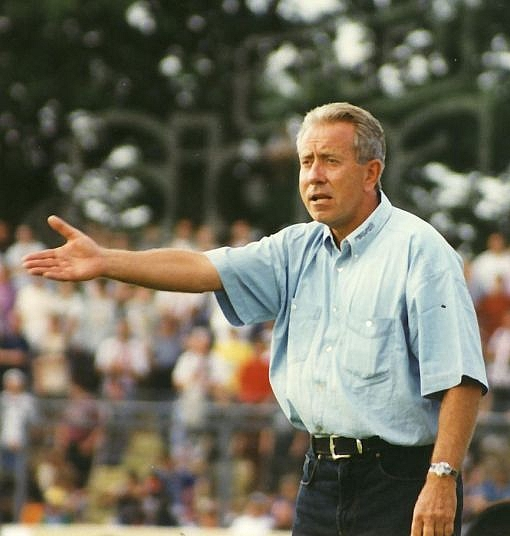
Eckhard Krautzun (* 1941)

### Krauz
- Krauze, Augustyn (1882–1957), polnischer Bürgermeister und Stadtpräsident
- Krauze, Krzysztof (1953–2014), polnischer Filmregisseur und Drehbuchautor
- Krauze, Ryszard (* 1956), polnischer Unternehmer
- Krauze, Zygmunt (* 1938), polnischer Komponist und Pianist